# Roger Federer
Roger Federer (tiếng Đức: [ˈrɔdʒər ˈfeːdərər]; sinh ngày 8 tháng 8 năm 1981) là một cựu vận động viên quần vợt chuyên nghiệp người Thụy Sĩ. Được người hâm mộ gọi với biệt danh "Tàu tốc hành" (Federer Express, FedEx), anh từng được Hiệp hội quần vợt chuyên nghiệp (ATP) xếp hạng số 1 thế giới ở nội dung đánh đơn trong 310 tuần, trong đó có kỷ lục 237 tuần liên tiếp và 5 lần về đích ở vị trí số 1 cuối năm. Anh đã giành được 103 danh hiệu đơn tại ATP Tour, nhiều thứ hai mọi thời đại, bao gồm 20 danh hiệu đơn nam lớn, kỷ lục tám danh hiệu đơn nam Wimbledon, một kỷ lục chung Kỷ nguyên Mở năm danh hiệu đơn nam US Open và một kỷ lục chung sáu chức vô địch cuối năm. Ở quê nhà, anh được coi là vận động viên Thụy Sĩ "vĩ đại và thành công nhất" trong lịch sử.
Nhà vô địch giải trẻ Wimbledon năm 1998 và từng là cậu bé nhặt bóng, Federer giành danh hiệu đơn lớn đầu tiên tại Wimbledon năm 2003 ở tuổi 21. Từ năm 2003 đến 2009, Federer đã chơi 21 trong số 28 trận chung kết đơn lớn. Anh ấy đã giành được ba trong số bốn giải đấu lớn và ATP Finals[c] vào các năm 2004, 2006 và 2007 cũng như năm danh hiệu liên tiếp tại cả Wimbledon và US Open. Anh hoàn thành Grand Slam trong sự nghiệp tại Giải quần vợt Pháp Mở rộng 2009 sau ba lần liên tiếp về nhì trước Rafael Nadal, đối thủ chính của anh cho đến năm 2010. Ở tuổi 27, anh vượt qua kỷ lục 14 danh hiệu đơn nam lớn của Pete Sampras tại Wimbledon năm 2009.
Federer và Stan Wawrinka đã dẫn dắt đội tuyển Davis Cup Thụy Sĩ giành danh hiệu đầu tiên vào năm 2014, sau chiến thắng huy chương vàng đôi Olympic của họ tại Thế vận hội Bắc Kinh 2008. Federer cũng giành huy chương bạc nội dung đơn tại Thế vận hội London 2012, về nhì trước Andy Murray. Sau nửa năm gián đoạn vào cuối năm 2016 để hồi phục sau ca phẫu thuật đầu gối, Federer đã trở lại quần vợt, giành thêm ba danh hiệu lớn trong hai năm tiếp theo, bao gồm Giải quần vợt Úc Mở rộng 2017 trước Rafael Nadal và danh hiệu đơn thứ tám tại Giải quần vợt Wimbledon 2017. Tại Giải quần vợt Úc Mở rộng 2018, Federer trở thành tay vợt đầu tiên giành được 20 danh hiệu đơn lớn và ngay sau đó là số 1 thế giới ATP già nhất ở tuổi 36. Vào tháng 9 năm 2022, anh từ giã sự nghiệp quần vợt chuyên nghiệp sau Laver Cup.

Là một tay vợt đa năng trên mọi mặt trận, sự dễ dàng nhận thấy của Federer đã khiến anh ấy rất nổi tiếng trong giới hâm mộ quần vợt. Ban đầu thiếu tự chủ khi còn là một học sinh cấp dưới, anh ấy đã thay đổi phong thái trên sân đấu để trở nên nổi tiếng nhờ sự lịch thiệp, 13 lần giành được Giải thưởng Tinh thần thể thao Stefan Edberg. Anh ấy cũng đã giành được giải thưởng Laureus World Sportsman of the Year kỷ lục năm lần. Ngoài thi đấu, Federer đóng một vai trò quan trọng trong việc thành lập giải đấu đồng đội Laver Cup. Ông cũng là một nhà hoạt động từ thiện tích cực. Anh ấy đã thành lập Quỹ Roger Federer, nhằm vào trẻ em nghèo khó ở miền nam châu Phi, và đã gây quỹ một phần thông qua chuỗi triển lãm Match for Africa. Vào cuối sự nghiệp của mình, Federer thường xuyên là một trong mười vận động viên được trả lương cao nhất trong bất kỳ môn thể thao nào và đứng đầu trong số tất cả các vận động viên có thu nhập 100 triệu đô la Mỹ vào năm 2020.

Chữ ký của Roger Federer.

## Cuộc sống cá nhân

### Thời niên thiếu
Roger Federer được sinh ra tại Basel, Thụy Sĩ, là con trai của ông Robert Federer người Thụy Sĩ và bà Lynette người Nam Phi. Federer có một chị gái là Diana. Anh lớn lên tại Birsfelden, Riehen, và sau đó là Münchenstein, gần biên giới Pháp và Đức. Federer có thể nói tiếng Đức Thụy Sĩ, tiếng Đức chuẩn, tiếng Anh và tiếng Pháp thông thạo, cũng như cả tiếng Ý và Thụy Điển.
Năm lên 8 tuổi Federer được nhận vào đội quần vợt trẻ của thành phố Basel. Anh trở thành cậu bé nhặt bóng ở giải đấu Basel quê hương anh vào năm 1992 và 1993. Ngoài quần vợt, niềm đam mê khác của anh là bóng đá, tuy nhiên sau đó Federer đã quyết định tập trung vào sự nghiệp quần vợt. Thời niên thiếu, Federer không tỏ ra đặc biệt nổi trội so với những tay vợt khác đồng trang lứa. Anh hay mất bình tĩnh, không kiểm soát được hành vi của mình trên sân đấu, thường chửi thề và đập vợt.
Từ 10 tuổi đến 14 tuổi, Roger Federer được huấn luyện bởi Peter Carter, người Úc. Peter Carter không chỉ giúp Federer tập kỹ năng chơi bóng mà còn chỉ ra điểm yếu trong tinh thần thi đấu của anh. Những chỉ bảo của huấn luyện viên Carter giúp Federer dần dần kiểm soát được tâm lý khi thi đấu.
Federer đã từng đứng trước việc phục vụ quân sự bắt buộc tại Thụy Sỹ. Tuy nhiên, năm 2003, anh đã được miễn trừ. Thay vào đó, Federer phục vụ trong lực lượng bảo vệ dân sự và phải trả thuế 3% thu nhập của mình như một giải pháp thay thế.
Lớn lên Federer ủng hộ F.C. Basel và đội tuyển bóng đá Thụy Sĩ.

### Hôn nhân và gia đình
Federer có chuyện tình thủy chung, lãng mạn và đáng ngưỡng mộ với cựu tay vợt Mirka Vavrinec. Federer đã gặp Mirka tại Olympic 2000 khi cả hai người đang thi đấu cho đội tuyển quần vợt Thụy Sĩ. Họ trao nhau nụ hôn đầu tiên vào ngày cuối cùng tại Olympic sau khi Roger nếm trải 2 thất bại cay đắng trong trận bán kết và trận tranh giải 3, 2 trận đấu mà anh đã có nhiều cơ hội để chiến thắng nhưng lại để tuột mất.
Trong cuộc phỏng vấn vào năm 2005, khi được hỏi ngày hạnh phúc nhất trong cuộc đời là ngày nào, Federer gây bất ngờ khi câu trả lời của anh không phải là ngày vô địch Wimbledon lần đầu tiên hay ngày bước lên ngôi số 1 thế giới, mà lại là ngày đầu tiên gặp Mirka tại Sydney. Năm 2002, Federer và Mirka tham gia đánh đôi tại Hopman Cup, giải đấu mà vào năm 2001, Federer từng giành danh hiệu vô địch khi đánh cặp với đồng hương Martina Hingis. Tuy thất bại sớm nhưng 10 năm sau, khi hồi tưởng lại, Roger cho biết anh có vinh dự được đánh đôi với 3 người phụ nữ. Với Martina Navratilova, bà là 1 huyền thoại và là tay vợt vĩ đại trong lịch sử quần vợt, với Martina Hingis, cô là tay vợt mà anh rất ngưỡng mộ và có những thành tích từ khi còn rất trẻ, điều mà Federer chưa từng đạt được, còn với Mirka, cô là người đem lại cho anh nhiều cảm xúc nhất, luôn khóc sau những trận đấu mà họ thất bại, và cô là người khiến anh hiểu rằng điều quan trọng không phải là chuyện thắng thua mà là được thực sự ở bên nhau trên sân đấu, Cũng trong năm 2002, Mirka gặp chấn thương bàn chân, sau nhiều lần phẫu thuật không thành công, cô phải giải nghệ sớm. Kể từ đó, Federer ngỏ lời mời cô làm quản lý về các mối quan hệ công chúng cho anh, nhằm giúp cô vực lại tinh thần sau cú sốc chấn thương, giúp cô tiếp tục gắn bó với tennis và mặt khác là để họ có thể chu du cùng nhau thay vì 2 người phải xa cách. 

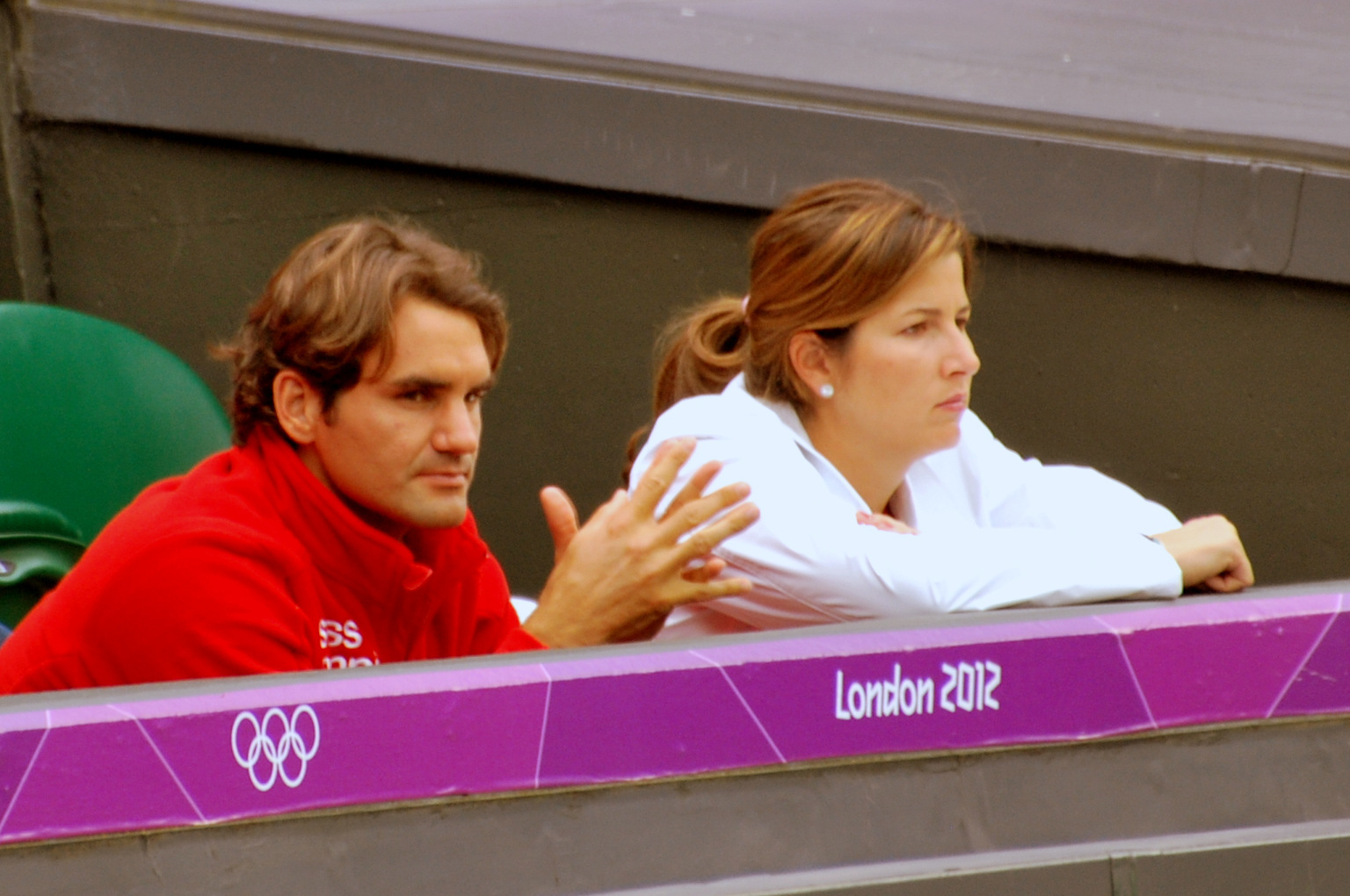
Federer và Mirka

Sau 9 năm hẹn hò, họ kết hôn tại Basel vào ngày 11 tháng 4 năm 2009, với hôn lễ đơn giản, đầm ấm, và không có sự xuất hiện của giới truyền thông. Federer tâm sự rằng anh đã rơi nước mắt vì xúc động khi cùng Mirka sánh bước trong lễ đường. Vào ngày 23 tháng 7 năm 2009, Mirka đã sinh được hai bé gái sinh đôi: Myla Rose và Charlene Riva. Trong dịp Giáng Sinh năm 2013, trên trang cá nhân của mình, Federer thông báo vợ anh đang mang thai lần thứ hai. Vào ngày 6 tháng 5 năm 2014, 2 vợ chồng anh đón chào cặp song sinh thứ 2, lần này là 2 bé trai, là Leo và Lenny Federer. Federer gọi đây là một điều kỳ diệu với anh.
Về mối quan hệ với Mirka, Federer từng cho biết: Mirka đã gắn bó với anh từ khi anh chưa có một danh hiệu nào, cô là người có ảnh hưởng rất lớn trong sự nghiệp của anh. Trong 1 phim tài liệu về Federer do đài BBC sản xuất mang tên Roger Federer: Spirit of a champion, anh chia sẻ: Mọi người thường nghĩ thật điên rồ khi ngày nào chúng tôi cũng ở bên nhau, nhưng tôi không muốn thức dậy ở bất cứ đâu ngoài bên cạnh cô ấy, Tương tự như thế, trong một cuộc phỏng vấn trên tạp chí Vogue của Mỹ, khi được hỏi điều gì quan trọng nhất mà Mirka đã mang tới cho anh, Roger trả lời: Chừng nào khi tôi thức dậy vào mỗi sáng và cô ấy ở bên tôi,, đó là tất cả những gì quan trọng. Trong trận chung kết Masters Cup năm 2006, sau khi đánh bại James Blake, trên bục trao giải, Roger cũng bày tỏ tình yêu của anh đối với Mirka: Một số người nói rằng tôi là người tuyệt nhất nhưng tôi cần Mirka để là người tuyệt nhất.

### Công tác xã hội
Federer được biết đến là người hoạt động xã hội rất tích cực. Năm 2003, anh và mẹ mình, bà Lynette Federer, thành lập quỹ từ thiện mang tên Roger Federer nhằm giúp đỡ trẻ em, đặc biệt là ở châu Phi. Cho đến nay, quỹ từ thiện của anh hoạt động rất hiệu quả với nhiều dự án xây trường học, cung cấp thực phẩm, nước ngọt, giáo dục, y tế cho trẻ em nghèo ở Thụy Sĩ, Malawi, Ethiopia, Zimbabwe, Zambia, Botswana, Nam Phi,... Năm 2006, Federer được chọn làm đại sứ thiện chí của UNICEF. Roger từng đích thân đứng ra tổ chức nhiều trận đấu biểu diễn quần vợt với mục đích từ thiện như Rally for Relief năm 2005 để ủng hộ các nạn nhân sóng thần ở châu Á, hay Hit for Haiti năm 2010 để ủng hộ nạn nhân trận động đất Haiti. Anh cũng từng mời Rafael Nadal tham gia trận đấu biểu diễn tại Zurich và Madrid để ủng hộ cho quỹ từ thiện của anh và các quỹ từ thiện ở Tây Ban Nha, quê hương Rafa, Năm 2012, Federer cũng cùng nhà tài trợ Gillette của mình tổ chức tour đấu tại Nam Mỹ để gây quỹ từ thiện, anh mời nhiều tay vợt nổi tiếng cùng tham gia với mình,
Năm 2010, Federer được Diễn đàn Kinh tế thế giới trao danh hiệu Nhà lãnh đạo trẻ thế giới nhằm ghi nhận những đóng góp của anh cho thể thao và xã hội.
Federer đã 2 lần được ATP trao giải Arthur Ashe Humanitarian Award cho những hoạt động xã hội tích cực của mình vào năm 2006 và 2013.

### Thương hiệu và quảng cáo
Federer không chỉ là tay vợt có thu nhập cao nhất thế giới mà trong vài năm gần đây anh cũng là vận động viên thể thao có thu nhập cao nhất thế giới vượt qua cả Tiger Woods, David Beckham, Cristiano Ronaldo, Lionel Messi, LeBron James,... Thu nhập của Federer không chỉ đến từ tiền thưởng các giải đấu mà phần nhiều từ những bản hợp đồng quảng cáo trị giá hàng triệu đô la. Roger là biểu tượng của sự thanh lịch, cao quý, hoàn hảo nên anh được nhiều thương hiệu cao cấp lựa chọn làm người đại diện như: Rolex, Nike, Wilson, Credit Suisse, Nationale Suisse, Mercedez Benz, Gillette, Moët & Chandon, Lindt, Jura. Trước đây anh từng đại diện cho NetJets và Maurice Lacroix. 

### Một số giải thưởng và vinh dự khác
Bên cạnh những danh hiệu giành được khi thi đấu, Federer còn có một bộ sưu tập những giải thưởng hết sức danh giá khác.
Anh từng lập kỷ lục 4 năm liên tiếp giành giải Laureus Award cho vận động viên xuất sắc nhất năm, giải thưởng được ví như Oscar của làng thể thao, từ 2005-2008.
Anh từng 5 lần đạt giải ATP Player of the year vào các năm 2004, 2005, 2006, 2007, 2009. Và trong những năm này anh cũng dành luôn giải ITF World Champion của Liên đoàn quần vợt thế giới.
Một điều đặc biệt là kể từ năm 2003, danh hiệu tay vợt yêu thích nhất do ATP tổ chức và người hâm mộ trên thế giới bình chọn luôn thuộc về Federer bất chấp có những lúc phong độ thi đấu đi xuống. Thống kê cho biết lượng bình chọn cho Roger luôn chiếm trên 50% tổng số lượt bầu chọn. Tính đến nay, anh đã nhận giải thưởng này vào 2003–2014. Federer cũng lập thêm một kỷ lục với số lần giành được giải thưởng tinh thần thể thao cao thượng Stefan Edberg Sportmanship do chính các tay vợt bình chọn, anh giành được nó vào các năm 2004–2009 và 2011–2014.
Federer từng về thứ 2 trong cuộc khảo sát những nhân vật được kính trọng và tin tưởng nhất ở Mỹ, anh chỉ xếp sau cố Tổng thống Nam Phi Nelson Mandela, và đứng trên cả những nhân vật vĩ đại khác như Steve Jobs, Bill Gates, Nữ hoàng Elizabeth II, Warran Buffett, Ban Ki-Moon, Richard Branson, Barack Obama, Oprah Winfrey, Angelina Jolie,... Ngoài Federer, trong danh sách chỉ có thêm 3 vận động viên nữa là David Beckham, Derek Jeter và LeBron James.
Federer cũng nhận được nhiều vinh dự lớn lao khác khi tên anh được lấy làm tên một con phố ở Basel, quê hương anh và thậm chí là ở cả thành phố Halle, Đức. Tuy mang quốc tịch Thụy Sĩ, dường như Roger được coi là công dân toàn cầu. Anh trở thành người đầu tiên và duy nhất còn sống ở Thụy Sĩ được đưa lên tem. Ngoài ra, hình ảnh của anh cũng được đưa lên tem ở Áo và ở Mozambique. Sân trung tâm ở giải đấu Basel, sân St. Jakobshalle, cũng được đổi tên thành Roger Federer Arena vào năm 2009.
Trang Tennis Channel xếp anh là tay vợt vĩ đại nhất mọi thời đại vào năm 2012. Tên của anh cũng được đưa vào Hall of Fame – đại sảnh Danh vọng của tennis năm 2009.
Ngoài ra. Roger được gắn 1 ngôi sao như 1 anh hùng trong lịch sử tại thành phố Basel, Thụy Sĩ.

## Sự nghiệp thi đấu chuyên nghiệp

### Trước khi lên hạng chuyên nghiệp
Federer đã gần bốn tuổi khi Boris Becker, thần tượng thời thơ ấu của anh, giành danh hiệu Wimbledon đầu tiên vào năm 1985. Từ đó, Federer xem "trận đấu quần vợt trên truyền hình trong nhiều giờ". Năm lên sáu, anh bắt đầu tập quần vợt. Khi mới 10 tuổi, Federer bắt đầu tập huấn riêng hàng tuần với Adolf Kacovsky, một huấn luyện viên quần vợt tại Câu lạc bộ Quần vợt Old Boys. "Tôi nhận ra ngay rằng cậu bé này là một tài năng bẩm sinh", Kacovsky nói. "Cậu ấy được sinh ra với một cây vợt trong tay."
Năm 14 tuổi, Federer trở thành nhà vô địch quốc gia độ tuổi của anh và được chọn để đào tạo tại Trung tâm Tennis Quốc gia Thụy Sĩ ở Écublens. Anh gia nhập hệ thống các tay vợt trẻ ITF vào tháng 7 năm 1996.
Năm 1998, Federer giành danh hiệu vô địch đơn Wimbledon trẻ sau khi đánh bại Irakli Labadze. Cũng ở giải đấu này, anh vô địch cả nội dung đánh đôi khi đánh cặp cùng Olivier Rochus. Federer còn về nhì ở Mỹ mở rộng trẻ, thua trận chung kết trước David Nalbandian. Kết thúc năm, anh ở vị trí số 1 ITF.
Tổng cộng anh đã chơi 163 trận, dành 5 danh hiệu đánh đơn và 2 danh hiệu đánh đôi ở các giải trẻ.

### 1998 đến 2002: Bước đầu sự nghiệp và đột phá trong giải ATP

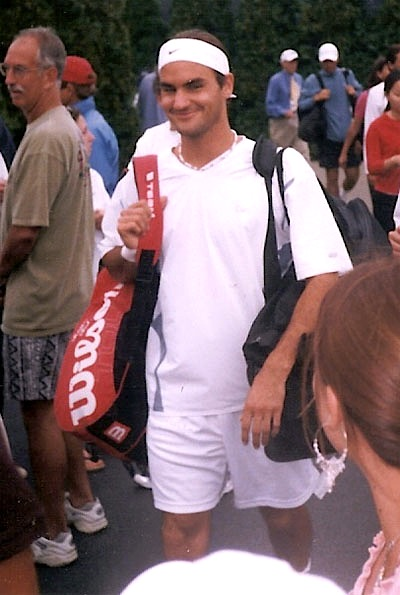
Federer tại Mỹ Mở rộng 2002

Tháng 7 năm 1998, Federer tham dự giải quần vợt ATP đầu tiên trong sự nghiệp của mình tại Gstaad, nơi anh thất bại trước Lucas Arnold Ker với tỉ số 4-6, 4-6. Tháng 10 anh dự giải Basel ở quê nhà và thất bại trước Andre Agassi với tỉ số 3-6, 2-6. Đây là lần đầu tiên tay vợt trẻ 17 tuổi đối mặt với 1 tay vợt trong top 10.
Năm 1999, Federer được gọi vào đội tuyển quần vợt nam Thụy Sĩ trong trận đối đầu với đội tuyển Ý ở giải Davis Cup. Anh tham gia Grand Slam đầu tiên tại French Open, nhưng thua Patrick Rafter ở vòng đầu tiên sau bốn set. Anh cũng xuất hiện lần đầu tại Wimbledon, nơi anh thất bại sau 5 set căng thẳng trước Jirl Nova. Bước ngoặt đến vào tháng 10 khi Federer tham dự giải Vienna, nơi anh loại liên tiếp 3 tay vợt trong top 40 thế giới để tiến vào bán kết. Hai tuần sau, anh vô địch giải cấp Challenger tại Brest, Pháp, qua đó kết thúc năm ở vị trí 66 thế giới. Federer là tay vợt trẻ nhất trong top 100 của ATP năm đó.
Năm 2000, Federer lọt vào chung kết ATP đầu tiên trong sự nghiệp ở Marseille Open nhưng thất bại trước một tay vợt Thụy Sĩ khác là Marc Rosset. Thành tích ở các giải Grand Slam của anh đã cải thiện khi lọt vào vòng 3 Úc mở rộng, Mỹ mở rộng và vòng 4 Pháp mở rộng. Anh vào chung kết ở Basel nhưng thất bại trước Thomas Enqvlst với tỉ số 2-6, 6-4, 6-7(4), 6-1, 1-6 (Khi giải đấu còn quy định trận chung kết thi đấu 5 set). Tại Thế vận hội Sydney 2000 Federer cũng để lại ấn tượng khi đi đến vòng bán kết. Anh kết thúc năm ở vị trí 29 thế giới.
Năm 2001, lần đầu tiên Federer giành được một danh hiệu ATP khi đánh bại Julien Boutter trong trận chung kết giải Milano với tỉ số 6-4, 6-7(7), 6-4. 3 tuần sau đó, anh tiếp tục lọt vào 1 trận chung kết khác, lần này là ở Rottendam và để thua đầy tiếc nuối. Cũng trong năm 2001, Federer có một chiến thắng được xem là bước ngoặt trong sự nghiệp khi anh đánh bại Pete Sampras, khi đó là đương kim vô địch, tại vòng 4 giải Wimbledon sau 5 set đấu. Đây là trận đấu chính thức duy nhất giữa hai tay vợt kiệt xuất này. Chiến thắng của Federer cũng chấm dứt chuỗi 31 trận bất bại tại giải Wimbledon của Sampras. Tuy nhiên anh bị loại ở ngay vòng đấu sau đó. Năm 2001 Federer đã lọt được vào tứ kết cả Wimbledon và Roland Garros qua đó kết thúc năm ở vị trí 13 thế giới. Ngoài ra, anh cũng giành được Hopman Cup tại Úc cùng với Martina Hingis, đánh bại đội tuyển Mỹ trong trận chung kết
Năm 2002, Federer khởi đầu với chức vô địch tại Sydney. Anh lần đầu lọt vào chung kết 1 giải ATP 1000 tại Miami nhưng để thua Agassi 3-6, 3-6, 6-3, 4-6. Tuy nhiên, 2 tháng sau Federer đã giành danh hiệu ATP Master Series đầu tiên tại Hamburg khi giành chiến thắng áp ảo trước Marat Safin 6-1, 6-3, 6-4. Đây là một bước đột phá lớn cho Federer, nó đưa anh lọt vào top 10 tay vợt mạnh nhất thế giới. Anh lần đầu giành quyền thi đấu ở Tennis Masters Cup, tiền thân của ATP WTF nhưng thất bại trước tay vợt số 1 thế giới Lleyton Hewitt với tỉ số 5-7, 7-5, 5-7 ở bán kết. Anh kết thúc năm với vị trí số 6 thế giới.
Khoảng 4 năm từ cuối năm 1998 đến 2002 là giai đoạn Federer từ một tay vợt trẻ tiềm năng dần phát triển thành 1 hạt giống top đầu. Trong khoảng thời gian này, Federer lọt vào 10 trận chung kết với 4 thắng và 6 thua. Anh cũng lọt vào 6 trận chung kết đôi.

### Năm 2003: Vô địch Wimbledon lần đầu tiên
Federer khởi đầu năm không tốt khi bị loại ngay từ vòng 1 giải Sydney. Anh vào đến vòng 4 Úc mở rộng, giải Grand Slam đầu tiên trong năm, bị David Nalbandian đánh bại sau 5 set 4-6, 6-3, 1-6, 6-1, 3-6. Sau đó anh gặt hái được 1 loạt thành công khi lên ngôi tại Marseille, Dubai, Munich.
Sau các chiến thắng này, Federer bắt đầu chuẩn bị cho giải Pháp mở rộng bằng việc tham dự 2 giải Master 1000 ở Rome và Hamburg. Anh xuất sắc lọt vào trận chung kết của Rome chỉ với một set thua duy nhất, nhưng đã bất ngờ thua tay vợt người Tây Ban Nha Felix Mantilla khi đó xếp hạng 73 thế giới với tỉ số 5-7, 2-6, 6-7(8).
Chiến thắng ở Munich và trận chung kết diễn ra tại Rome đã đưa Federer trở thành 1 trong những ứng viên vô địch Pháp mở rộng. Federer, hạt giống số 5, rất quyết tâm chứng tỏ bản thân tại đây, khi mà năm trước anh đã bị loại ngay từ vòng 1. Đối thủ của anh trong vòng đầu tiên là Luis Horna của Peru, người đứng thứ 88 trên thế giới. Federer khởi đầu tốt, vươn lên dẫn trước 5-3 trong set 1 trước khi thua ngược 6-7 (6), 2-6, 6-7 (3). Chỉ trong 3 set đó, tay vợt người Thụy Sỹ đã mắc tới 82 lỗi tự đánh bóng hỏng. Sau trận đấu, Federer thất vọng: "Tôi không biết phải mất bao lâu để vượt qua thất bại này. Một ngày, một tuần, một năm hoặc toàn bộ sự nghiệp của tôi".
Hai tuần sau thất bại nặng nề đó, Federer bắt đầu mùa giải sân cỏ. Anh tham gia giải Gerry Weber Open tại Halle, Đức. Federer nhanh chóng gạt đi sự cay đắng ở Pháp bằng cách tiến vào trận chung kết, đánh bại tay vợt người Đức Nicolas Kiefer 6-1, 6-3. Đây là danh hiệu đầu tiên của Federer trên sân cỏ.
Federer khởi đầu tại Wimbledon 2003 với vị trí hạt giống thứ tư và nhanh chóng vượt qua 3 vòng đầu. Ở vòng 4 anh bị dính 1 chấn thương lưng nhưng vẫn có thể hạ được Feliciano López. Ở vòng tứ kết, Federer may mắn vì trận đấu bị hoãn do thời tiết, anh có cơ hội điều trị và phục hồi. Khi vòng tứ kết bắt đầu, Federer đã đánh bại hạt giống số tám Sjeng Schalken của Hà Lan. Trận đấu tiếp theo được đánh giá rất khó khăn, nơi anh phải đối mặt Andy Roddick của Mỹ. Roddick là một đối thủ cực kỳ nguy hiểm trên sân cỏ với những quả giao bóng sấm sét. Federer đã đánh bại tay vợt trẻ này chỉ sau 3 set trắng 7-6 (6), 6-3, 6-3 và trở thành người Thụy Sỹ đầu tiên tiến vào trận chung kết 1 giải Grand Slam. Trong trận chung kết, Federer gặp Philippoussis, người đã đánh bại anh hồi đầu năm tại Hamburg. Tuy nhiên, Federer đã chứng minh rằng anh đã thay đổi và mạnh lên rất nhiều. Khi giành được Championship point, Federer đã quỳ gối, giơ hai cánh tay lên trên đầu và nhìn lên bầu trời. Anh đã đánh bại đối thủ 7-6 (5), 6-2, 7-6 (3) và cuối cùng đã giành được danh hiệu Grand Slam đầu tiên trong sự nghiệp. Tại giải đấu này Federer chứng tỏ ưu thế tuyệt đối khi chỉ để thua 1 set duy nhất tại vòng 3.
Sự đột phá và chiến thắng này ở Wimbledon 2003 vẫn luôn được coi là 1 trong những chiến thắng đặc biệt nhất của Federer, cùng với chiến thắng ở Roland Garros 2009 và Úc mở rộng 2017. Đây là khởi đầu cho 1 loạt thành công sau đấy, giúp anh trở thành tay vợt vĩ đại nhất mọi thời đại.
Tiếp nối hưng phấn sau chức vô địch lịch sử, Federer lọt vào chung kết Gstaad và bán kết Master 1000 Montreal. Ngay trước Mỹ mở rộng, anh tham dự Cincinnati nhưng bị loại ngay ở vòng 2 trước David Nalbandian với tỉ số 6-7(4), 6-7(5). Tại giải Mỹ mở rộng, Federer một lần nữa để thua trước David Nalbandian ở vòng 4 sau 4 set 6-3 6-7(1) 4-6 3-6. Federer kết thúc năm đó với chức vô địch tại giải Tennis Masters Cup sau khi hủy diệt Andre Agassi ở trận chung kết với tỉ số 6-3 6-0 6-4.
Mùa giải 2003 đánh dấu bước nhảy vọt đầu tiên của Federer. Anh dành 7 danh hiệu, gần gấp đôi so với các năm trước cộng lại và vươn lên vị trí số 2 thế giới.

### Năm 2004: Bắt đầu thống trị làng quần vợt

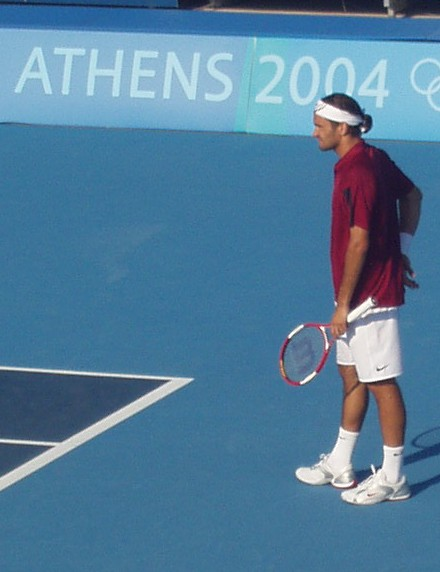
Federer tại Thế vận hội 2004 Athens

Năm 2004 đánh dấu một trong những năm thi đấu thành công nhất của Roger Federer, khởi đầu một thời kỳ kéo dài hơn 4 năm trong đó Federer trở thành tay vợt thống trị tuyệt đối làng quần vợt thế giới. Anh trở thành tay vợt đầu tiên sau Mats Wilander năm 1988 giành chiến thắng 3 trong số 4 giải Grand Slam trong cùng 1 năm. Federer không thua bất kỳ một tay vợt nào xếp trong top 10 ATP năm đó, và giành thắng lợi trong tất cả các trận chung kết mà anh tham dự. Fedex được vinh danh là Nhà Vô địch Thế giới Tennis của ITF. Thành tích của anh trong năm là 74 trận thắng và chỉ thua 6 (chỉ tính khuôn khổ ATP) với 11 danh hiệu, trong đó có ba trên bốn Grand Slams và ba danh hiệu ATP Masters Series.
Federer trở thành người đầu tiên trong kỷ nguyên mở giành chiến thắng ít nhất ba Grand Slam và vô địch giải cuối năm. Tính đến năm 2016, Federer và Novak Djokovic là những tay vợt nam duy nhất đạt được điều này. Với Federer, anh lặp lại kỳ tích này vào năm 2006 và 2007. Còn Djokovic làm được vào năm 2015.
Federer bước vào Giải Úc mở rộng 2004 với tư cách hạt giống thứ hai sau Andy Roddick của Mỹ. Ở vòng 4, anh lội ngược dòng đánh bại cựu số một thế giới Lleyton Hewitt với tỉ số 4-6, 6-3, 6-0, 6-4. Đối thủ tiếp theo, David Nalbandian, người đã thắng 5 trong số 6 lần gặp Federer trước đó, chờ đợi anh ở tứ kết. Federer đánh bại tay vợt người Argentina với tỉ số 7-5, 6-4, 5-7, 6-3. Trận bán kết dễ dàng hơn nhiều khi anh nhanh chóng loại cựu số 1 Juan Carlos Ferrero sau 3 set 6-4, 6-1, 6-4. Trận chung kết, Federer hạ cựu vô địch US Open 2000 Marat Safin 7-6(3), 6-4, 6-2. Grand Slam thứ 2 giành được này đã đưa Federer lên đỉnh ATP vào ngày 2 tháng 2 năm 2004, và kéo dài 237 tuần liên tiếp cho đến ngày 18 tháng 8 năm 2008.
"Roger là tay vợt tuyệt vời, hoàn hảo nhất trong giải đấu. Và anh ấy đã thắng, tôi thì không." Safin phát biểu sau trận chung kết.
Sự hưng phấn của tân số 1 thế giới tạm thời bị chặn lại tại Rotterdam, nơi anh thua hạt giống số 11 Tim Henman ở tứ kết với tỉ số 3-6, 6-7(9).
Đến tháng 3, Federer nhanh chóng trở lại phong độ cao khi anh thắng giải Dubai, đánh bại Marat Safin ở vòng đầu tiên và Feliciano López trong trận chung kết.
Federer bước vào Indian Wells với quyết tâm tìm kiếm danh hiệu Masters 1000 đầu tiên của mình từ năm 2002 tại Hamburg. Anh đã không thua 1 set nào cho đến bán kết, nơi anh hạ huyền thoại người Mỹ Andre Agassi 4-6,6-3,6-4. Đến trận chung kết, tay vợt người Thụy Sỹ gặp lại Tim Henman, người đã thắng mình chỉ 1 tháng trước đó. Tuy nhiên, lần tái ngộ này đã dễ dàng hơn khi anh hạ tay vợt người Anh một cách chóng vánh 6-3, 6-3, qua đó lên ngôi tại giải ATP 1000 đầu tiên trong năm.
2004 cũng đánh dấu năm đầu tiên Federer đối đầu tay vợt thiếu niên Rafael Nadal, người đồng thời là đối thủ lớn nhất trong toàn bộ sự nghiệp của anh. Tại giải ATP 1000 thứ 2 tại Miami, Federer bất ngờ thua tay vợt người Tây Ban Nha khi đó xếp hạng 34 thế giới với tỉ số 3-6, 3-6.
Đến với mùa giải đất nện, Federer bỏ qua Monte Carlo (giải đấu mà sau này anh cũng bỏ qua nhiều lần) và quyết định khởi đầu tại Rome Masters. Tuy nhiên, anh đã gây thất vọng khi thua ở vòng hai trước nhà vô địch Pháp mở rộng 2002 Albert Costa với tỉ số 6-3,3-6,2-6.
Tuy nhiên, một lần nữa Federer lại vươn lên mạnh mẽ sau thất bại. Anh vô địch giải Masters sau đó ở Hamburg, hủy diệt Lleyton Hewitt ở bán kết với tỉ số 6-0,6-4, sau đó đánh bại số 3 thế giới Guillermo Coria trong trận chung kết (4-6,6-4,6-2,6-3) để giành danh hiệu thứ hai tại đây. Đồng thời Federer cũng chấm dứt chuỗi thắng dài nhất của Coria trong 31 liên tiếp trận trên sân đất nện.
Anh tham gia Pháp mở rộng với tư cách hạt giống số 1 lần đầu tiên tại 1 giải Grand Slam, nhưng đã bị đánh bại ở vòng ba bởi tay vợt từng ba lần vô địch giải đấu này Gustavo Kuerten (4-6,4-6,4-6).
Bước vào mùa giải sân cỏ, Federer dễ dàng bảo vệ chức vô địch tại Halle mà không thua bất kì set đấu nào. Tự tin với phong độ cao, tay vợt người Thụy Sỹ đặt kì vọng là người đầu tiên bảo vệ được chức vô địch Wimbledon kể từ Pete Sampras năm 2000.
Anh tiến thẳng vào chung kết Wimbledon mà chỉ mất 1 set duy nhất, gặp lại đối thủ cũ Andy Roddick. Tay vợt người Mỹ đã khởi đầu rất mạnh mẽ trong set 1 và dành chiến thắng 6-4. Tuy nhiên Federer đã thi đấu bình tĩnh và thắng ngược sít sao. Chung cuộc, Fedex đoạt Grand Slam thứ 3 trong sự nghiệp với chiến thắng 4-6,7-5,7-6,6-4.
Sau chiến tích này, Federer tiếp tục gặt hái thành công khi chiến thắng ở Gstaad và Toronto. Đáng chú ý, trong trận chung kết Master 1000 ở Toronto, đối thủ thua Fedex vẫn là Andy Roddick.
Anh bảo vệ thành công chức vô địch Wimbledon, rồi sau đó đoạt chức vô địch Mỹ mở rộng đầu tiên. Trong trận chung kết Mỹ mở rộng với Lleyton Hewitt, Federer giành chiến thắng áp đảo với tỷ số 6-0, 7-6, 6-0. Federer bị loại sớm tại Olympic Athens, sau khi thua Tomas Berdych ngay vòng 2. Federer vô địch Tennis Masters Cup lần thứ 2 liên tiếp sau khi đánh bại Lleyton Hewitt trong trận chung kết.

### Năm 2005: Giữ vững vị thế thống trị
Năm 2005, Federer không lọt vào chung kết của hai giải Grand Slam đầu tiên, để thua nhà vô địch sau này là Safin ở bán kết Giải quần vợt Úc Mở rộng sau khi giữ điểm đối đầu, và thua ở bán kết Giải quần vợt Pháp Mở rộng trước nhà vô địch sau này là Rafael Nadal.Tuy nhiên, Federer đã tái lập sự thống trị của mình trên sân cỏ, lần thứ ba vô địch Wimbledon sau khi đánh bại Andy Roddick.[61] Tại US Open, Federer đánh bại Andre Agassi trong trận chung kết lớn cuối cùng của giải sau này.
Federer cũng đã giành được bốn giải Masters: Indian Wells, Miami và Cincinnati trên sân cứng, và Hamburg trên sân đất nện. Chiến thắng ở Miami đặc biệt đáng chú ý vì đây là trận chung kết đầu tiên giữa Federer và Nadal. Federer phục hồi sau hai set và một break để vào chung kết sau năm set. Hơn nữa, Federer đã thắng hai giải ATP 500 series tại Rotterdam và Dubai. Federer để mất chức vô địch cuối năm vào tay David Nalbandian trong năm set khi thi đấu vì chấn thương bàn chân khiến anh phải ngồi ngoài trong phần lớn thời gian còn lại của mùa giải sau tháng 9. Anh duy trì vị trí số 1 trong cả mùa giải.
Federer đã giành được 11 danh hiệu đơn, bằng với mùa giải 2004 của anh ấy. 81 trận thắng của Federer là nhiều nhất kể từ Pete Sampras năm 1993, và thành tích 81–4 (95,2%) của anh vẫn là tỷ lệ thắng cao thứ ba trong Kỷ nguyên Mở sau John McEnroe năm 1984 và Jimmy Connors năm 1974.

### Năm 2006: Mùa giải thành công nhất trong sự nghiệp
Theo thống kê, mùa giải 2006 là mùa giải hay nhất trong sự nghiệp của Federer. Vào tháng 11 năm 2011, Stephen Tignor, trưởng ban biên tập của Tennis.com, đã xếp hạng mùa giải 2006 của Federer theo thống kê là mùa giải hay thứ hai mọi thời đại trong Kỷ nguyên Mở, sau Grand Slam năm 1969 của Rod Laver.
Federer đã giành được 12 danh hiệu đơn (nhiều nhất so với bất kỳ tay vợt nào kể từ Thomas Muster năm 1995 và John McEnroe năm 1984) và có thành tích trận đấu là 92–5 (nhiều trận thắng nhất kể từ Ivan Lendl năm 1982). Federer đã lọt vào trận chung kết ở 16 trong số 17 giải đấu mà anh tham gia trong mùa giải.
Năm 2006, Federer giành ba danh hiệu Grand Slam đơn và lọt vào trận chung kết của giải còn lại, với thất bại duy nhất trước Nadal ở giải Pháp mở rộng. Đây là lần đầu tiên Federer và Nadal gặp nhau trong một trận chung kết Grand Slam. Anh là tay vợt đầu tiên lọt vào cả 4 trận chung kết trong một năm dương lịch kể từ Rod Laver năm 1969. Federer đánh bại Nadal trong trận chung kết Giải vô địch Wimbledon. Tại Giải quần vợt Úc Mở rộng, Federer đánh bại Marcos Baghdatis, và tại Giải Mỹ Mở rộng, Federer đánh bại nhà vô địch năm 2003 Roddick.Ngoài ra, Federer đã lọt vào sáu trận chung kết Masters, thắng bốn trên mặt sân cứng và thua hai trên sân đất nện trước Nadal. Tuy nhiên, Federer đã liên tục đẩy Nadal đến giới hạn trên mặt sân đất nện trong suốt mùa giải, đưa anh đến những ván tiebreak ở set thứ tư tại Monte-Carlo và Paris, và một trận đấu gay cấn ở Rome dẫn đến một tiebreak quyết định ở set thứ năm.
Federer thắng một giải ATP 500 series ở Tokyo và giành chức vô địch cuối năm lần thứ ba trong sự nghiệp, một lần nữa kết thúc năm với vị trí số 1 thế giới. Federer chỉ thua hai tay vợt trong năm 2006, trước Nadal bốn lần trong các trận chung kết và trước tay vợt 19 tuổi Andy Murray ở vòng hai của 2006 Cincinnati Masters , đây là trận thua duy nhất của Federer trước trận chung kết của giải đấu năm đó.  Federer kết thúc mùa giải với chuỗi 29 trận thắng, cũng như thắng 48 trong 49 trận gần nhất sau Giải quần vợt Pháp Mở rộng.
Gần cuối mùa giải, anh ấy lần đầu tiên vô địch giải đấu quê hương mình, Swiss Indoors ở Basel, Thụy Sĩ, về nhì vào các năm 2000 và 2001, đồng thời bỏ lỡ giải đấu vào các năm 2004 và 2005 do chấn thương.

### Năm 2007: Chiến thắng trước các đối thủ trẻ

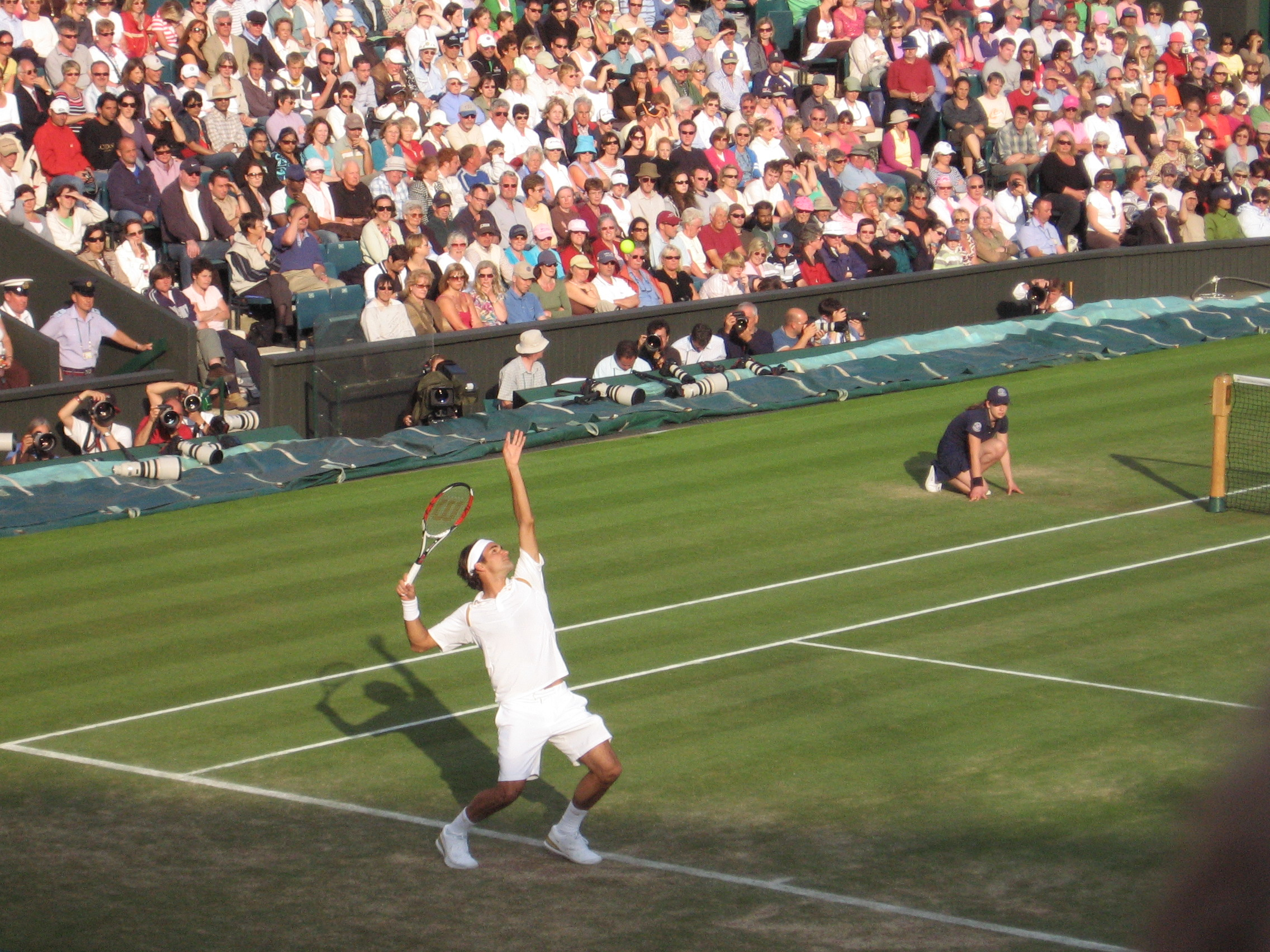
Federer giao bóng tại Wimbledon 2007

Năm 2007, Federer lọt vào cả bốn trận chung kết đơn Grand Slam, thắng lại ba trong số đó. Anh vô địch Úc Mở rộng mà không bỏ set nào, đánh bại Fernando González trong trận chung kết. Điều này khiến anh trở thành người đàn ông đầu tiên trong thế kỷ 21 lập được kỳ tích này, giống như Björn Borg tại Giải quần vợt Pháp Mở rộng 1980 là người cuối cùng vô địch một giải Grand Slam mà không thua set nào. Federer đã bước vào năm với chuỗi trận thắng đậm và sau khi giành được vương miện Dubai lần thứ tư, chuỗi trận thắng của Federer là 41 trận, dài nhất trong sự nghiệp của anh và chỉ kém kỷ lục 5 trận. Federer bước vào Indian Wells với tư cách là nhà đương kim vô địch ba lần, nhưng chuỗi trận của anh đã kết thúc trong tranh cãi. Anh bị đánh bại bởi một người Argentina, Guillermo Cañas, người đã thất bại trong cuộc kiểm tra doping bất hợp pháp.
Trận thua vòng đầu đầy bất ngờ này đánh dấu lần đầu tiên anh bị đánh bại kể từ tháng 8 năm 2006, khoảng thời gian kéo dài hơn 7 tháng.
Trong mùa giải đất nện, chiến thắng của Federer trong trận chung kết Hamburg Masters đặc biệt ấn tượng, vì nó phá vỡ kỷ lục 81 trận thắng trên sân đất nện của Nadal, một kỷ lục trong kỷ nguyên Mở. Federer đã lật ngược thế trận từ một set xuống để thắng 12 trong số 14 game cuối cùng, bao gồm một bagel set cuối cùng. Tại Pháp mở rộng, một số người dự đoán rằng Federer có thể trở thành người đàn ông đầu tiên sau gần 40 năm đồng thời vô địch cả bốn chuyên ngành, sau khi đánh bại đối thủ trẻ Nadal một cách vang dội trên sân đất nện khi bước vào giải đấu. Tuy nhiên, lặp lại năm trước, Federer đã chơi một trận chung kết bốn set khó khăn trước Nadal, nhưng đã bị lật ngược tình thế bằng tỷ số 1/17 nhờ cơ hội giành break-point.
Tại Wimbledon, Federer tham gia giải đấu không chỉ với tư cách là nhà đương kim vô địch bốn lần mà còn có chuỗi 48 trận toàn thắng trên sân cỏ. Một lần nữa, anh đánh bại Rafael Nadal năm thứ hai liên tiếp trong trận chung kết, lần này là trong một cuộc chạm trán gay cấn kéo dài 5 set mà nhiều nhà phân tích ca ngợi là trận chung kết Wimbledon vĩ đại nhất kể từ năm 1980. Chiến thắng tại Wimbledon giúp anh cân bằng kỷ lục năm tay vợt với Björn Borg chức vô địch liên tiếp tại All England Club. 
Federer lọt vào trận chung kết ở Montreal trước khi đấu với tay vợt người Serbia trẻ tuổi và tương đối vô danh tên là Novak Djokovic. Djokovic đã chứng tỏ tiềm năng của mình bằng cách đánh bại tay vợt số 1 thế giới trong một trận đấu khó chịu ở set cuối. Federer đã phục hồi ở Cincinnati để giành danh hiệu thứ năm trong năm. Federer bước vào US Open với tư cách là nhà đương kim vô địch ba lần và đối đầu với Djokovic trong trận chung kết. Lần này, Federer chiếm ưu thế trong một set đấu gần. Chiến thắng ở New York đã đưa anh ấy vượt lên trên Laver và Borg ở vị trí thứ ba trong danh sách những người chiến thắng các chức vô địch lớn mọi thời đại. Trong suốt giải đấu, báo chí Mỹ đã đặt biệt danh cho anh ấy là Darth Federer vì trang phục toàn màu đen của anh ấy (bao gồm cả quần đùi sọc tuxedo) và giải đấu diễn ra "The Imperial March" từ Star Wars khi anh ấy được thông báo ra sân cho mỗi trận đấu của mình. Anh kết thúc năm với chiến thắng ở Basel và chức vô địch cuối năm ở Thượng Hải.
Anh đã kết thúc mùa giải với vị trí số 1 cuối năm trong năm thứ tư liên tiếp, thể hiện sự thống trị của mình và trong 4 năm này, anh đã giành được 11 danh hiệu Grand Slam đơn. Sau mùa giải ba Grand Slam phi thường một lần nữa, Federer trở thành tay vợt duy nhất trong lịch sử giành ba danh hiệu lớn trong một năm trong ba năm (2004, 2006, 2007). Đây là mùa giải thứ ba liên tiếp Federer giữ vị trí số 1 trong cả 52 tuần của năm.

### Năm 2008: Vô địch giải Mỹ mở rộng lần thứ 5 và huy chương vàng Olympic
Năm 2008 trở thành năm thi đấu sa sút nhất của Federer kể từ năm 2003. Mặc dù vẫn đoạt được 1 danh hiệu Grand Slam tại giải Mỹ mở rộng, thành tích chung cả năm của Federer rất kém. Anh thua 13 trận trong năm, chỉ thắng có 65 trận và giành 4 chức vô địch ATP. Nhiễm virut và gánh nặng tuổi tác được xem là nguyên nhân chính khiến Federer sa sút phong độ.

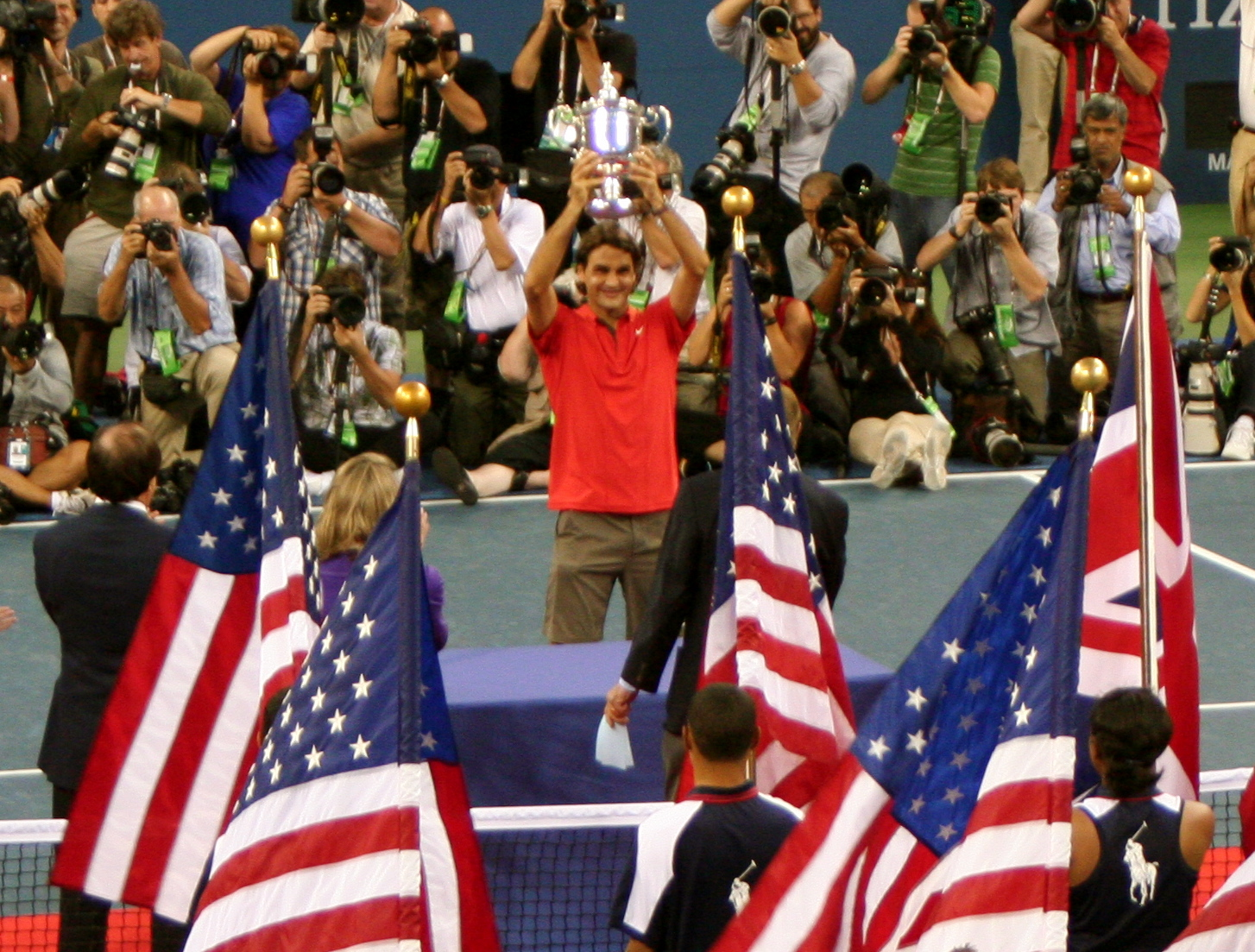
Federer cầm cúp vô địch US Open năm 2008

Tại giải Úc mở rộng, Federer thua Novak Djokovic 3 sét trắng tại bán kết. Trước khi giải đấu diễn ra, anh đã phải vào bệnh viện vì ngộ độc thực phẩm. Anh thua Rafael Nadal ở trận chung kết Pháp mở rộng.Tại Wimbledon,anh thua Nadal sau 1 trận CK lịch sử kéo dài gần 5h với tỉ số 4-6, 4-6, 6-7, 6-7, 7-9 nhưng bảo vệ thành công chức vô địch Mỹ mở rộng sau khi đánh bại Andy Murray 6-2, 7-5, 6-2 trong trận chung kết. Đây là chức vô địch thứ 5 liên tiếp của anh tại Mỹ mở rộng. Tại Olympic Bắc kinh nội dung đánh đơn, Federer thua James Blake tại vòng tứ kết, nhưng giành được huy chương vàng đôi nam cùng với Stanislas Wawrinka. Ngày 17/8/2008, Federer mất vị trí số 1 thế giới vào tay Rafael Nadal.Tại giải thi đấu trong nhà Basel, Thụy Sĩ, Federer giành chức vô địch đơn thứ tư trong năm sau khi đánh bại David Nalbandian trong trận chung kết với tỷ số 6-3, 6-4. Trong trận đấu này Federer không phải đối mặt với một điểm break nào. Tuy nhiên tại giải đấu quan trọng cuối cùng trong năm là Tennis Masters Cup, Federer thua 2 trong 3 trận đã đấu và bị loại ngay sau vòng bảng.

### Năm 2009: Giành đủ 4 Grand Slam, đạt kỷ lục số giải Grand Slam
Sau mùa giải được đánh giá là thất vọng trong năm 2008, Federer trở lại mạnh mẽ trong làng quần vợt thế giới với việc giành lại vị trí số một trong bảng xếp hạng các tay vợt nam ATP, vô địch giải Pháp mở rộng lần đầu tiên và lần thứ 6 vô địch Wimbledon. Cũng trong năm 2009 Federer nhận được sự công nhận rộng rãi từ phía các chuyên gia, những người hâm mộ và các tay vợt còn đang thi đấu rằng anh là tay vợt xuất sắc nhất từ trước đến nay.

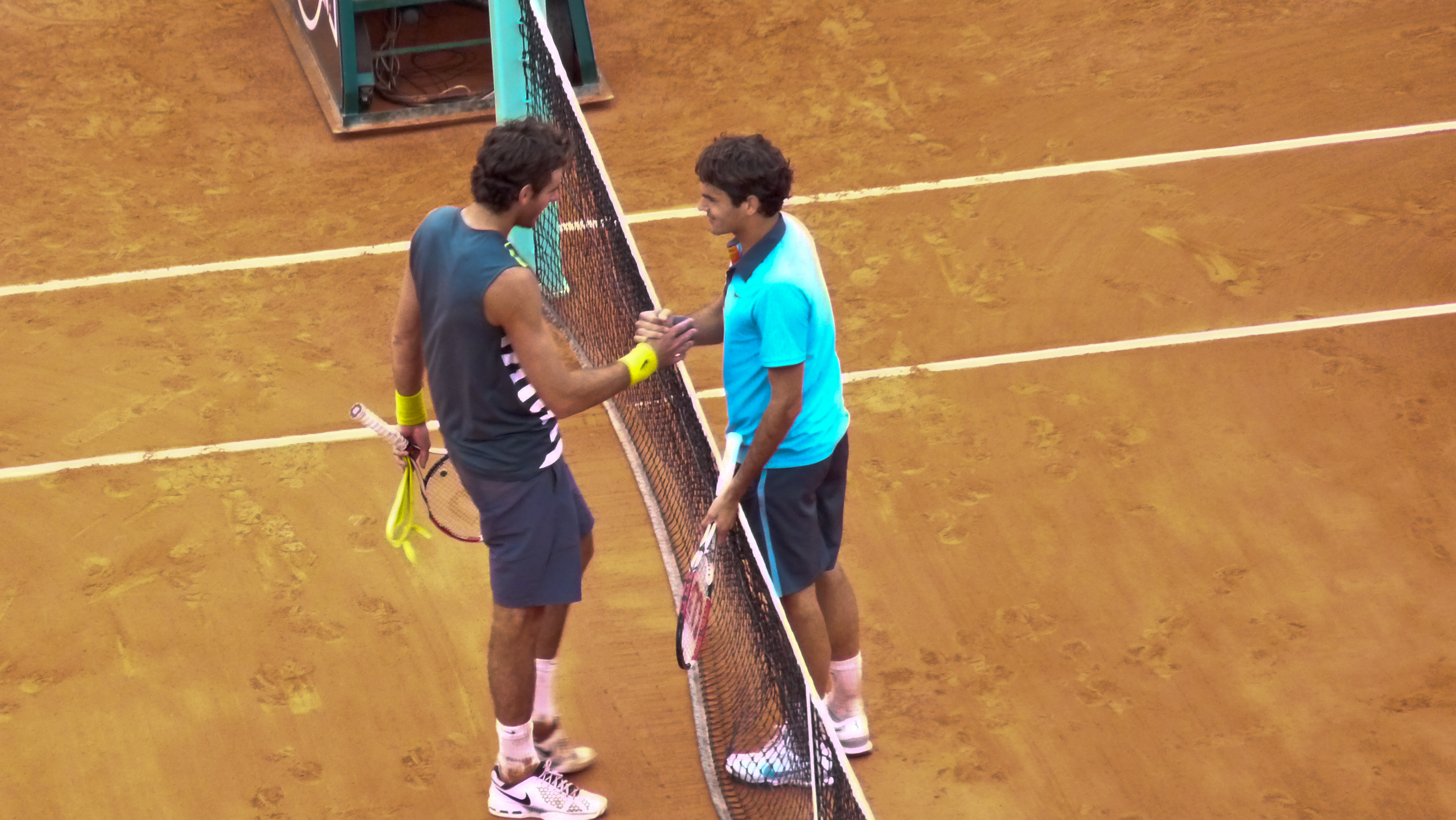
Federer hạ Juan Martin del Potro sau 5 hiệp, bán kết Roland Garros 2009

Giải đấu chính thức đầu tiên Roger Federer tham dự trong năm 2009 là giải Qatar mở rộng. Federer đã vào đến trận bán kết trước khi để thua tay vợt đang lên người Anh Andy Murray sau 3 set, với tỷ số các set là 7-6 (6), 2-6, 2-6. Trước đó anh cũng thua Murray trong một trận đấu trình diễn tại giải Abu Dhabi.
Roger Ferderer tham dự giải Úc mở rộng và thua Rafael Nadal ở trận chung kết sau 5 set đấu căng thẳng. Trong buổi lễ trao giải Federer đã không kìm được cảm xúc và bật khóc. Federer tiếp tục chuỗi trận thi đấu thất vọng khi anh liên tục để thua các giải đấu sau đó, trước khi bất ngờ giành chiến thắng quan trọng trước Rafael Nadal ngay trên mặt sân đất nện tại Madrid Master trong trận chung kết với tỉ số 6-4, 6-4.
Federer tham dự giải Pháp mở rộng 2009 với tư cách là tay vợt hạt giống số 2 của giải. Tại vòng 4 giải Pháp mở rộng anh thắng Tommy Haas với các tỉ số 6–7(4), 5–7, 6–4, 6–0, 6–2. Trận tiếp theo anh có chiến thắng 3–0 với các tỉ số 7–68–6, 6–2, 6–4 trước Gael Monfils. Tại trận bán kết anh thắng Juan Martin del Potro với các tỉ số 3–6, 7–6(2), 2–6, 6–1, 6–4. Trong trận chung kết, anh thắng tay vợt Thụy Điển Robin Soderling với 3 set trắng (6–1, 7–67–1, 6–4),chiến thắng này giúp anh đoạt được Grand Slam duy nhất còn thiếu trong sự nghiệp lẫy lừng của mình đồng thời cân bằng kỷ lục 14 lần vô địch Grand Slam của Pete Sampras. Tại Wimbledon 2009, Roger Federer đã đoạt chức vô địch lần thứ 6 sau trận chung kết nghẹt thở dài 4 giờ 17 phút với Andy Roddick với các tỉ số 5–7, 7–6, 7–6, 3–6,16–14. Với chiến thắng này, Federer đã đi vào lịch sử với 15 lần đoạt chức vô địch Grand Slam và phá kỉ lục cũ của Pete Sampras với 14 lần vô địch. Anh đã để thua Jo-Wilfried Tsonga tại tứ kết giải Montreal Masters (còn gọi là Rogers Cup). Tuy nhiên, anh đã nhanh chóng lên ngôi tại Cincinnati Masters sau trận chung kết với Novak Djokovic với tỉ số 6-1 7-5. Tại Mỹ mở rộng 2009, anh đã để thua Juan Martin del Potro với tỉ số 3–6, 7–6(5), 4–6, 7–6(4), 6–2 và để lỡ cơ hội san bằng kỷ lục vô địch Mỹ mở rộng 6 lần liên tiếp của Bill Tilden. Bên cạnh đó, Del Potro cũng trở thành người thứ 2 (sau Rafael Nadal) có thể đánh bại Roger Federer trong 1 trận chung kết Grand Slam.

### Năm 2010: Vô địch giải Úc mở rộng lần thứ tư

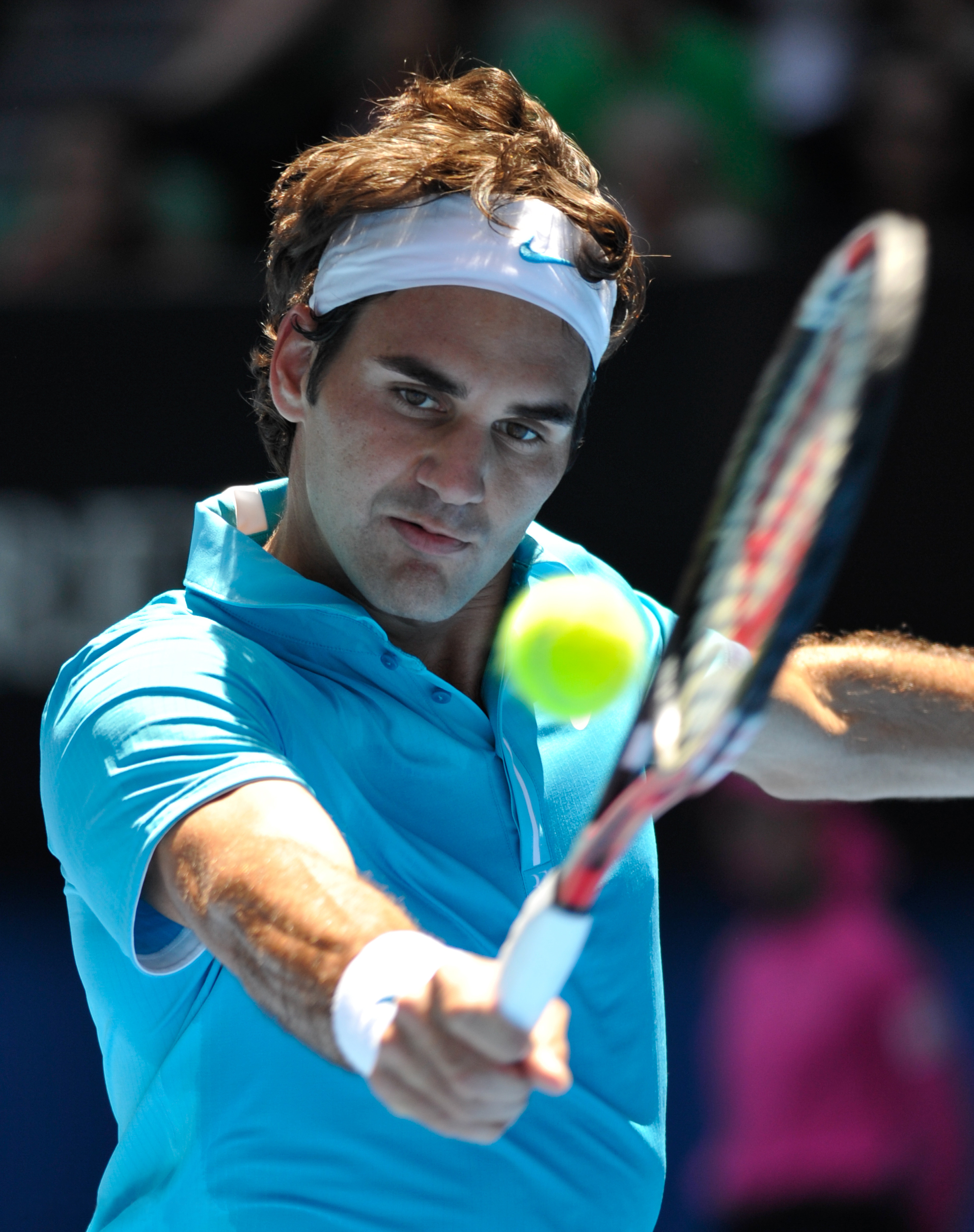
Federer vô địch Úc Mở rộng lần thứ 4 trong sự nghiệp của mình.

Tại giải Grand Slam đầu tiên trong năm Australian Open, Federer đã đánh bại Andy Murray với các tỷ số 6-3; 6-4; 7-6(13-11) để giành Grand Slam thứ 16 trong sự nghiệp sau 2h41' tại sân đấu trung tâm Rod Laver Arena.
Tại giải vô địch Pháp mở rộng Roland Garros 2010, Federer thua Robin Soderling trong vòng tứ kết với tỉ số 3-6, 6-3, 7-5, 6-4. Đây là lần đầu tiên trong 23 giải Grand Slam quần vợt liên tiếp mà Federer không vào được vòng bán kết. Tại giải Wimbledon, Federer thua Tomas Berdych ở vòng tứ kết. Đây là lần đầu tiên trong 8 năm liền (từ năm 2003) mà Federer không vào chung kết ở Wimbledon.
Giải quần vợt Mỹ Mở rộng 2010, tại vòng bán kết Federer thua hạt giống số 3 Novak Djokovic sau 5 set với tỉ số 7-5, 1-6, 7-5, 2-6, 5-7. Đây là lần đầu tiên trong 7 năm Federer không vào đến chung kết giải Mỹ mở rộng. Thất bại này cũng lần đầu tiên kể từ năm 2003 đưa anh xuống vị trí số 3 (nhường vị trí số 2 cho chính Djokovic) của bảng tổng sắp ATP.
Sau thất bại tại Mỹ mở rộng, Federer lại có những bước trở lại đầy ấn tượng. Anh giành chức vô địch tại Stockholm và quê nhà Basel, đồng thời giúp anh lấy lại vị trí số 2 thế giới từ Djokovic. 
Bước vào giải đấu ATP World Tour Finals tại London, giải đấu lớn cuối cùng trong năm dành cho 8 tay vợt đứng xếp hạng cao nhất trên bảng tổng sắp ATP của năm, Federer đã lần lượt vượt qua các tay vợt David Ferrer, Andy Murray và Robin Soderling và đứng đầu vòng loại. Tại bán kết, anh nhanh chóng loại Djokovic và bước vào trận chung kết cùng kỳ phùng địch thủ Rafael Nadal. Cả hai đã cống hiến một trận đấu tuyệt vời và phần thắng đã thuộc về Federer sau 3 set đấu. Cùng với Ivan Lendl và Pete Sampras, Federer trở thành người thứ ba trong lịch sử 5 lần vô địch giải đấu danh giá này. Anh kết thúc năm 2010 với vị trí số hai bảng tổng sắp ATP và là năm thứ 8 liên tiếp đứng ở top 2 tay vợt hàng đầu thế giới.

### Năm 2011: Chung kết Pháp mở rộng lần thứ 5 và kỷ lục vào chung kết các giải ATP Tour

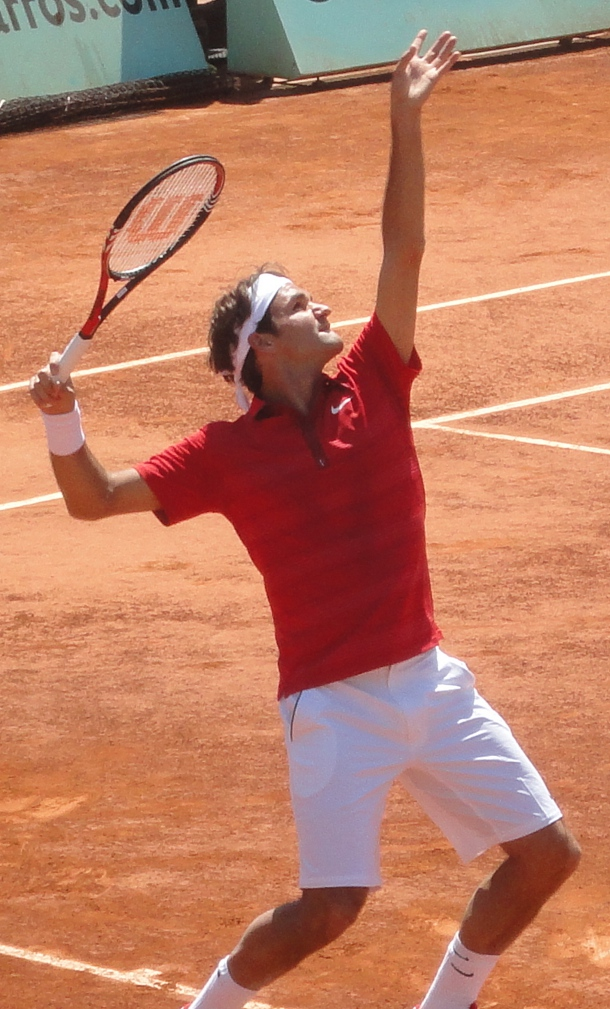
Roger Federer tại Roland Garros 2011.

Năm 2011, theo sự đánh giá của các chuyên gia, là một năm thất bát của Roger Federer trên bình diện Grand Slam. Anh bị đánh bại bởi tay vợt Novak Djokovic sau 3 sét trắng trong trận bán kết tại Australian Open, người mà sau này giành chức vô địch, thất bại này cũng đánh dấu lần đầu tiên kể từ tháng 7 năm 2003 rằng anh không giành được một danh hiệu nào trong 4 kỳ Grand Slam liên tiếp. Trong trận bán kết Pháp mở rộng, Federer đã kết thúc mạch 43 trận thắng liên tiếp của tay vợt Novak Djokovic sau trận đấu 4 sét. Tuy nhiên, Federer sau đó thua trong trận chung kết với Rafael Nadal sau 4 sét đấu căng thẳng với tỷ số 5-7, 6-7(3), 7-5, 1-6. Tại Wimbledon, Federer đánh dấu cột mốc lọt vào vòng tứ kết của các kỳ Grand Slam 29 lần liên tiếp, tuy nhiên anh để thua Jo-Wilfried Tsonga. Trận thua này cũng đánh dấu thất bại đầu tiên của Federer trong một giải Grand Slam sau khi anh dẫn trước đối thủ 2 sét đấu. Tại US Open, Federer tiếp tục để thua trong trận bán kết với Novak Djokovic, sau khi phung phí 2 điểm matchpoint trong sét đấu thứ 5, đồng thời cũng đánh dấu trận thua thứ hai của Federer trong một giải Grand Slam sau khi anh dẫn trước đối thủ 2 sét đấu. Thất bại tại Flushing Meadows cũng đồng nghĩa rằng Federer không giành được danh hiệu Grand Slam nào trong 1 năm, lần đầu tiên kể từ năm 2002.
Trong mùa giải 2011, Federer đã giành được chiến thắng tại Qatar Open, đánh bại Nikolay Davydenko trong trận chung kết với tỷ số 6-3,6-4. Tuy nhiên, anh lại để thua trong trận chung kết ở Dubai trước Djokovic với tỷ số 3–6, 3–6 và thua trong các trận bán kết tại Miami Masters và Madrid Open trước Rafael Nadal. Sau thất bại tại Thượng Hải Masters 2011, Federer đã bị loại ra khỏi Top 3 tay vợt xuất sắc nhất thế giới lần đầu tiên kể từ tháng 6 năm 2003. Tuy nhiên Roger Federer đã có sự "hồi sinh thần kỳ" trở lại trong tháng 11, chấm dứt cơn khát danh hiệu sau 10 tháng liên tiếp, anh thắng tới 3 giải liền là Basel mở rộng tại quê nhà khi đánh bại tay vợt người Nhật Bản Kei Nishikori với tỷ số 6-1, 6-3 trong trận chung kết; Sau đó là Paris Masters 1000 đầu tiên trong sự nghiệp khi đánh bại Jo-Wilfried Tsonga với tỷ số 6-1, 7-6(3) và cuối cùng là ATP World Tour Finals tại London cũng trước tay vợt người Pháp Jo-Wilfried Tsonga sau 3 sét đấu kịch tính với tỷ số là 6-3,6-7(6),6-3. Như vậy huyền thoại người Thụy Sĩ đã chính thức bước vào ngôi đền lịch sử tennis thế giới với tư cách tay vợt đầu tiên giành được tổng cộng 06 danh hiệu này, đồng thời Federer xếp vị trí thứ 4 trong danh sách những tay vợt có nhiều danh hiệu nhất từ Kỉ nguyên Open với tròn 70 danh hiệu. Chiến thắng này cũng giúp Federer giành lại vị trí số 3 thế giới từ Andy Murray và anh kết thúc năm 2011 trong top 3 trong vòng 9 năm liên tiếp.

### Năm 2012: Vô địch Wimbledon lần thứ 7, huy chương bạc Olympic và trở lại vị trí số 1
Sau những thành công vào cuối năm 2011, Federer tự tin bước vào mùa giải mới. Anh bắt đầu mùa giải năm 2012 bằng giải đấu Qatar Open 2012, tuy nhiên anh đã xin rút lui trước khi trận bán kết giữa anh và Jo-Wilfried Tsonga vì lý do chấn thương. Sau đó anh tham dự giải Úc mở rộng năm 2012, anh lọt tới trận bán kết gặp tay vợt Nadal, đánh dấu lần gặp nhau thứ 27 trong sự nghiệp giữa hai tay vợt, anh để thua Nadal sau 4 set đấu căng thẳng với tỷ số 6-7 (5), 6-2, 7-6 (5), 6-4. Anh tham dự giải đấu ABN AMRO World Tennis Tournament lần đầu tiên kể từ năm 2005 và đánh bại tay vợt Del Potro trong trận chung kết với tỷ số 6-1, 6-4 để giành danh hiệu này lần thứ 2 tại Rotterdam. Tại giải Dubai mở rộng, anh giành chiến thắng trước tay vợt Vương quốc Anh là Andy Murray với tỷ số 7-5, 6-4 để đánh dấu danh hiệu thứ 5 tại giải đấu này, đồng thời rút ngắn tỷ số đối đầu giữa hai tay vợt là 7-8. Federer tiếp tục tham gia giải Indian Wells – giải Master 1000 đầu tiên trong năm, anh đánh bại Nadal tại bán kết và đánh bại tay vợt nước chủ nhà John Isner với tỷ số 7-6(7), 6-3, với chiến thắng này anh cân bằng kỷ lục đạt 19 danh hiệu ATP Masters 1000 của Rafael Nadal. Sau đó anh để thua tay vợt Andy Roddick trong 3 set tại giải Sony Ericsson Open với tỷ số 6-7(4), 1-6, 6-4.

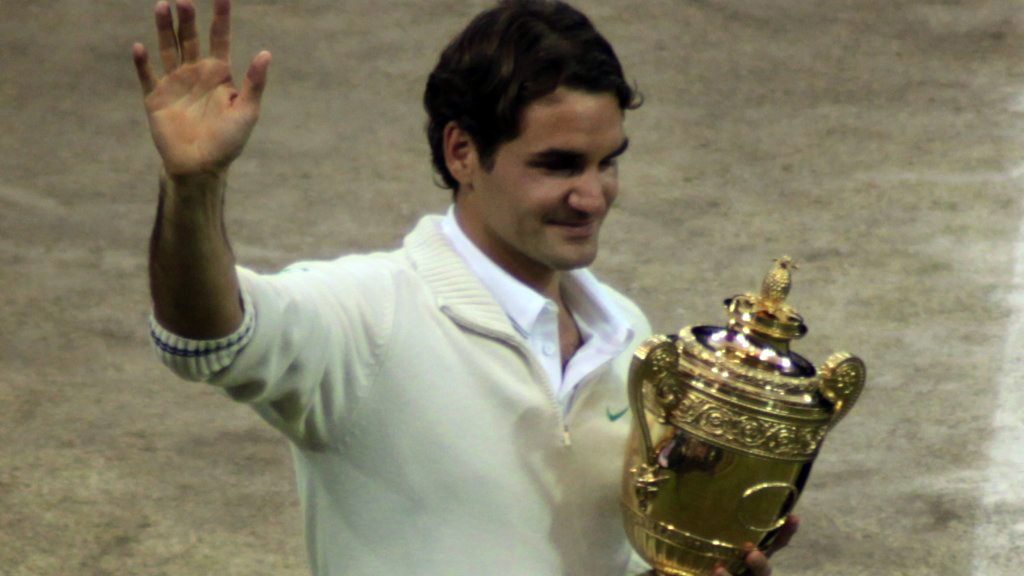
Federer giành được kỷ lục 17 danh hiệu Grand Slam, một kỷ lục nũa là giành 7 danh hiệu Wimbledon, và trở lại số 1 thế giới trong bảng xếp hạng ATP.

Bắt đầu mùa giải đất nện, Federer tham dự giải đấu Madrid Masters 1000 với mặt sân màu xanh lạ lẫm, giải đấu mà cả Nadal và Novak Djokovic đều bị loại sớm, Federer vượt qua Milos Raonic, Richard Gasquet, David Ferrer, Janko Tipsarević và Tomáš Berdych trong trận chung kết để lần thứ 3 đăng quang trên sân đấu Madrid khi xuất sắc lội ngược dòng đánh bại Berdych với tỷ số 3-6, 7-5, 7-5. Với chiến thắng này anh đã nâng số danh hiệu ATP 1000 giành được lên con số 20 và giành ngôi số 2 thế giới của Rafael Nadal. Anh tiếp tục tham dự giải đấu Rome Masters và để thua tay vợt Novak Djokovic trong trận bán kết với tỷ số 6-2, 7-6 (4). Tại giải Pháp mở rộng, Federer tiếp tục để thua tay vợt Novak Djokovic trong trận bán kết một cách khó hiểu sau 3 sét trắng với tỷ số 6-4 7-5 6-3.
Federer khởi động mùa giải sân cỏ bằng việc tham dự giải Halle ở Đức và để thua trong trận chung kết trước tay vợt Tommy Haas với tỷ số 7-6(5), 6-4. Bước vào giải Wimbledon, giải Grand Slam danh giá nhất trong năm và cũng là giải đấu mà Federer đặt hy vọng nhiều nhất. Anh vượt qua các tay vợt Albert Ramos, Fabio Fognini, Julien Benneteau, Xavier Malisse, và Mikhail Youzhny để gặp tay vợt đầy duyên nợ Novak Djokovic trong trận bán kết, anh vượt qua Djokovic sau 4 set đấu căng thẳng với tỷ số 6-3, 3-6, 6-4, 6-3 để tiến vào trận chung kết thứ 8 tại Wimbledon gặp Andy Murray. Trong trận chung kết, với lối đánh thông minh cùng những pha xử lý chính xác, tinh tế, Federer đã thi đấu trên cơ Murray, qua đó giành chiến thắng một cách xứng đáng với các tỉ số 4-6, 7-5, 6-3, 6-4. Với danh hiệu này, anh đã xác lập thêm một loạt các kỷ lục: giành danh hiệu Grand Slam thứ 17 trong sự nghiệp; san bằng kỉ lục về số lần vô địch tại nơi đây của huyền thoại người Mỹ - Pete Sampras với 7 danh hiệu. Ngoài ra, Federer với việc soán ngôi số 1 trên bảng xếp hạng ATP của Djokovic, ngôi vị anh đã mất vào tay Nadal tháng 7/2010 và cũng san bằng nốt kỉ lục 286 tuần giữ ngôi số 1 thế giới của Sampras và chắc chắn sẽ xô đổ kỉ lục này. Theo thống kê, Federer là người già thứ hai trong lịch sử giữ ngôi số 1 thế giới (sau Agassi với 33 tuổi 131 ngày). Chưa hết, Federer còn là tay vợt nam thứ 3 trong lịch sử hơn 30 tuổi mà vẫn đăng quang tại Wimbledon, sau 2 huyền thoại Rod Laver và Arthur Ashe.
4 tuần sau trận chung kết Wimbledon, Federer lại đối mặt với Murray trên sân trung tâm tại Wimbledon nhưng lần này là trong trận chung kết Olympic 2012. Sau khi trải qua trận bán kết lịch sử trước Juan Martin del Potro với thời gian 4 giờ 26 phút, riêng trong set cuối có tỷ số 19-17, Federer để thua Murray trong trận chung kết và giành được Huy chương Bạc cho đoàn thể thao Thụy Sĩ.
Sau giải đấu, Federer không tham dự giải đấu Rogers Cup.Tuy nhiên đến giải đấu Cincinnati Masters, anh đánh bại Novak Djokovic trong trận chung kết với điểm số 6-0,7-6. Với chiến thắng này, Federer trở thành tay vợt đầu tiên lần thứ 5 đoạt danh hiệu vô địch Cincinnati. Đây cũng là danh hiệu Masters 1000 lần thứ 21 của Federer và anh đã sánh ngang với Nadal là người có nhiều danh hiệu Master 1000 nhất.
Bước vào US Open – giải Grand Slam cuối cùng trong năm, Federer với hi vọng giành danh hiệu Mỹ mở rộng lần thứ 6 đã bị đánh bại bởi tay vợt CH Séc Tomáš Berdych tại vòng Tứ kết.
Tại giải đấu Shanghai Rolex Masters, anh đánh bại tay vợt đồng hương Stanislas Wawrinka tại vòng 3, và chính thức đánh dấu kỷ lục với tuần thứ 300 ở vị trí số 1 thế giới. Tuy nhiên anh để thua tay vợt Andy Murray tại vòng bán kết. Sau đó để thua tay vợt Juan Martin del Potro trong trận chung kết tại giải đấu Swiss Indoors tại quê nhà Basel. Anh không tham dự giải Masters 1000 cuối cùng của năm là Paris Master, và để mất ngôi vị số 1 thế giới vào tay Novak Djokovic, tuy nhiên anh cũng lập kỷ lục giữ ngôi số 1 thế giới mới với 302 tuần.
Giải đấu cuối cùng trong năm ATP World Tour Finals – giải đấu quy tụ 8 tay vợt hàng đầu thế giới, Federer để thua trước Novak Djokovic trong trận chung kết với tỷ số 6–7 (9), 5–7.

### Năm 2013: Chấn thương dai dẳng
Federer bị Andy Murray đánh bại trong trận bán kết tại Australian Open 2013 kéo dài 5 set với tỷ số 6-4, 6-7, 6-3, 6-7, 6-2, đây cũng là lần đầu tiên Andy Murray đánh bại Federer tại một giải Grand Slam. Roger Federer cũng có trận thua shock trước Julien Benneteau tại Rotterdam sau 2 set trắng. Anh bị Berdych đánh bại trong trận bán kết tại giải Dubai Open Tennis Championship, và bị Nadal đánh bại trong trận tứ kết tại Indian Wells. Với kết quả này, năm 2013 là năm đầu tiên kể từ năm 1999 Federer không vào tới trận chung kết nào trong 4 tháng đầu tiên của mùa giải.
Anh bỏ qua giải Miami Masters và Monte-Carlo Masters. Anh trở lại giải Madrid Masters để bảo vệ danh hiệu vô địch nhưng chịu thua tay vợt người Nhật Bản Kei Nishikori ngay tại vòng 3 sau 3 sét. Federer trở lại phong độ cao khi vào tới trận chung kết tại Rome Masters nhưng thua một cách chóng vánh trước kình địch và cũng là đương kim vô địch Rafael Nadal. Roland Garros cũng là giải đấu đáng thất vọng của Roger khi anh chịu thua nhanh chóng sau 3 sét trước Jo-Wilfried Tsonga tại tứ kết.
Danh hiệu đầu tiên của Roger Federer năm 2013 đạt được tại giải Gerry Weber Open (đánh bại Mikhail Youzhny), anh cũng tham gia đánh đôi cùng với Tommy Haas. Với chiến thắng tại giải Halle, cây vợt số 3 thế giới đã vươn lên đứng ngang bằng John McEnroe ở vị trí thứ 3 trong danh sách những cây vợt nam giàu thành tích nhất với 77 danh hiệu, sau Jimmy Connors với 109 danh hiệu và Ivan Lendl với 94 danh hiệu trong kỷ nguyên Mở. Bất chấp phong độ đáng thất vọng từ đầu mùa giải, Roger Federer hi vọng sẽ lập được cú đúp danh hiệu Halle/Wimbledon sau lần đầu tiên đã làm được 10 năm trước trong mùa giải sân cỏ. Tuy nhiên Federer đã một lần nữa gây thất vọng khi không giữ được phong độ và để thua trước Sergiy Stakhovsky ngay tại vòng 2, và đây cũng là thất bại tồi tệ nhất của anh tại một giải Grand Slam kể từ năm 2004. Thất bại này không chỉ chặn lại chuỗi kỷ lục 36 lần liên tiếp lọt vào tứ kết các giải Grand Slam, mà còn đá văng Federer ra khỏi Top 4 tay vợt xuất sắc nhất lần đầu tiên kể từ tháng 7 năm 2003, gần 10 năm sau khi anh giành được danh hiệu Wimbledon đầu tiên.
Sau thất bại tải giải Wimbledon, Federer tham gia khởi động tại hai giải đất nện là: Hamburg and Gstaad. Tại giải Hamburg, anh lọt vào tới trận bán kết, trước khi để thua tay vợt năm ngoài Top 100 người Argentina Federico Delbonis. Tại giải Gstaad, anh để thua ngay tại vòng 2 trước tay vợt người Đức Daniel Brands (sau khi được miễn đánh vòng 1) do chấn thương lưng hành hạ. Anh tham gia hai giải đấu này với việc thử nghiệm cây vợt mới là 98 inch vuông, và ngay sau đó anh đã trở lại dùng cây vợt cũ cho mùa giải sân cứng tại Bắc Mỹ.
Federer bỏ qua giải Montreal, nhưng tham dự giải Cincinnati để bảo vệ danh hiệu đương kim vô địch. Tuy nhiên anh chịu gác vợt trước tay vợt Nadal ngay tại tứ kết, người đã có một mùa giải không tưởng với hai chiến thắng tại Montreal và Cincinnati. Sau đó Federer lại để thua Tommy Robredo ở vòng bốn Mỹ Mở rộng. 
Tại giải Shanghai Masters, anh thất bại tại vòng 2 trước Gaël Monfils. Ngay sau thất bại này 2 ngày, anh tuyên bố chấm dứt hợp đồng với huấn luyện viên Paul Annacone, người gắn bó với anh từ tháng 7/2010. Sau đó anh tham dự giải Basel và thất bại trước Juan Martín del Potro trong trận chung kết.
Tại giải đấu cuối năm ATP World Tour Finals, anh giành được 2 chiến thắng tại vòng bảng, nhưng thất bại trước Rafael Nadal trong trận bán kết, đánh dấu thất bại thứ 22 trước tay vợt này.
Ngày 27/12/2013, Roger Federer chính thức tuyên bố Stefan Edberg sẽ là HLV mới của anh trong 10 tuần và đã bắt đầu quá trình chuẩn bị cho Úc Mở Rộng 2014 diễn ra vào ngày 13/01/2014, Stefan Edberg sẽ gia nhập cùng đội ngũ huấn luyện và hỗ trợ cho anh cùng với Severin Luthi.

### Năm 2014: Á quân Wimbledon và vô địch Davis Cup
Federer bắt đầu mùa giải bằng việc đổi vợt lần đầu tiên trong sự nghiệp. Anh ấy đã chuyển từ khung lâu năm có kích thước 90 inch vuông sang khung có kích thước 97 inch vuông. Anh ấy từ lâu đã gặp bất lợi khi so sánh về thiết bị vì gần như toàn bộ giải đấu, bao gồm cả các đối thủ hàng đầu của anh ấy là Nadal và Djokovic, sử dụng những khung hình mạnh mẽ hơn từ 95 đến 100 inch vuông. Tại Giải quần vợt Úc Mở rộng, Federer đánh bại Jo-Wilfried Tsonga và Andy Murray để lần thứ 11 liên tiếp vào bán kết ở Melbourne, trước khi thua Rafael Nadal trong các set liên tiếp.
Tại Giải vô địch quần vợt Dubai, anh đánh bại Novak Djokovic trong trận bán kết, sau đó đánh bại Tomáš Berdych trong trận chung kết để giành vương miện Dubai lần thứ sáu và là danh hiệu đầu tiên kể từ Halle vào năm 2013. Federer lọt vào trận chung kết Indian Wells Masters, nhưng để thua Novak Djokovic trong loạt tiebreak set cuối. Tại tứ kết Davis Cup, Federer thắng cả hai trận đánh đơn trước Kazakhstan, trận thứ hai là trận quyết định trực tiếp đầu tiên trong sự nghiệp Davis Cup của anh. Federer sau đó giành quyền tham dự giải Monte-Carlo Masters khi đánh bại Novak Djokovic trên đường đến trận chung kết, nhưng để thua người đồng hương Stan Wawrinka trong một trận chung kết sít sao.
Vào tháng 6, Federer thông báo rằng sau khi kết thúc nhiệm kỳ thứ ba, anh sẽ từ chức Chủ tịch Hội đồng các tay vợt ATP, vị trí mà anh đã nắm giữ từ năm 2008. Tại Halle Open, Federer lọt vào cả trận chung kết đơn và đôi và giành danh hiệu Halle đơn thứ bảy sau khi đánh bại Alejandro Falla trong trận chung kết. Tại Wimbledon, Federer đã lọt vào trận chung kết kỷ lục lần thứ chín, nhưng anh đã bị Djokovic đánh bại trong một trận đấu kéo dài năm set hoành tráng.
Federer vào chung kết Canada Mở rộng nhưng bị đánh bại bởi Jo-Wilfried Tsonga. Federer đã đánh bại David Ferrer của Tây Ban Nha trong ba set để giành chức vô địch Cincinnati lần thứ sáu và danh hiệu ATP Masters thứ 22, đây là lần đầu tiên anh ở Cincinnati kể từ năm 2012. Sau đó, anh lọt vào bán kết tại US Open nhưng để thua nhà vô địch cuối cùng là Marin Čilić trong các set liên tiếp. Tại bán kết Davis Cup, Federer thắng cả hai trận đánh đơn trước Ý trong các set liên tiếp và đưa Thụy Sĩ vào chung kết lần đầu tiên kể từ năm 1992.
Federer sau đó chơi ở Thượng Hải Masters. Anh đánh bại Novak Djokovic ở bán kết, chấm dứt chuỗi 28 trận bất bại của tay vợt người Serbia trên đất Trung Quốc. Anh đấu với tay vợt người Pháp Gilles Simon trong trận chung kết thứ hai ở Thượng Hải, đánh bại anh ta trong hai set tiebreak và giành danh hiệu Masters thứ 23 trong sự nghiệp.Chiến thắng giúp Federer trở lại vị trí số 2 lần đầu tiên kể từ tháng 5 năm 2013. Sau đó, Federer thi đấu tại Swiss Indoors vào tháng 10, nơi anh giành được danh hiệu kỷ lục thứ sáu và danh hiệu đơn nam thứ 82 chung cuộc. Federer cũng lọt vào trận chung kết ATP Finals 2014 để đối đầu với Djokovic một lần nữa, nhưng rút lui khỏi trận chung kết vì một chấn thương lưng khác trong trận bán kết với Stan Wawrinka.
Bất chấp chấn thương, Federer đã kết thúc mùa giải với phong độ cao khi đánh bại Richard Gasquet để lần đầu tiên trong lịch sử Thụy Sĩ giành chức vô địch Davis Cup. Trận chung kết được tổ chức tại Stade Pierre-Mauroy ở Lille, Pháp thu hút hơn 27.000 khán giả mỗi trận; điều này đã phá vỡ kỷ lục số người tham dự trận đấu quần vợt thi đấu chính thức cao nhất từng được công nhận.

### Năm 2015: Trận thắng thứ 1000, á quân các giải Wimbledon và Mỹ mở rộng
Federer bắt đầu mùa giải 2015 bằng chức vô địch giải ATP 250 Brisbane với chiến thắng Milos Raonic trong trận chung kết. Tại giải này anh cũng đã đánh dấu cột mốc 1000 trận thắng. Federer bước vào giải Grand Slam đầu tiên trong năm Australia Open với tư cách hạt giống số 2, tuy nhiên anh bị loại ở vòng 4 trước tay vợt người Ý Andreas Seppi trong 4 set. Trận thua này cũng kết thúc kỷ lục vào tới ít nhất bán kết tại giải Australia Open trong 11 năm liên tiếp.
Sau giải Australia Open, Federer có sự trở lại hoàn hảo bằng chức vô địch ở giải ATP 500 Dubai với chiến thắng trước Novak Djokovic trong 2 set. Đây là lần thứ 7 anh vô địch tại giải này. Tại giải Masters 1000 Indian Wells, anh tiến một mạch vào trận chung kết và gặp lại đối thủ nhiều duyên nợ Novak Djokovic. Đây là lần thứ 2 liên tiếp, Federer gặp lại Djokovic trong trận chung kết Indian Wells, tuy nhiên kịch bản năm ngoái đã lập lại, Federer đã thất bại trong 3 set. Federer bất ngờ không tham dự Miami Masters.
Federer bắt đầu mùa giải đất nện bằng giải Master 1000 tại Monte Carlo và thất bại trước Gaël Monfils tại vòng 3. Anh tham dự Istanbul Open và giành chức vô địch sau khi đánh bại Pablo Cuevas trong trận chung kết. Federer bất ngờ thất bại trước Nick Kyrgios trong trận mở màn giải Madrid Open. Tại giải Rome Masters, anh vào tới trận chung kết nhưng lại tiếp tục thua Novak Djokovic.
Tiếp nối giải Roland Garros trên sân đất nện anh bị loại ở tứ kết bởi người đồng hương Stan Wawrinka, người sau đó lên ngôi vô địch.
Bước vào mùa giải sân cỏ, Federer tham dự giải Halle Open quen thuộc, anh dễ dàng tiến vào trận chung kết lần thứ 10 tại đây. Anh đã đánh bại tay vợt Andreas Seppi để lần thứ 8 đăng quang tại Halle Open. Với chiến thắng tại Halle Open 2015, Federer trở thành người thứ 3 trong kỷ nguyên mở thắng một giải đấu 8 lần sau Guillermo Vilas và Rafael Nadal.
Federer tham dự giải Wimbledon 2015 với tư cách hạt giống số 2. Sau khi đánh bại Andy Murray ở trận bán kết trong 3 set, anh xác lập kỷ lục tham dự 10 trận chung kết Wimbledon, 9 lần trước anh đã vô địch 7 lần. Trong trận chung kết Wimbledon 2015, anh gặp lại Novak Djokovic, người đã thắng Federer trận chung kết Wimbledon 2014. Federer lại một lần nữa thất bại trước phong độ thần thánh của Novak Djokovic sau 4 set với các tỷ số lần lượt là 6–71–7, 7–612–10, 4–6, 3–6.
Tiếp mùa giải sân cứng Bắc Mỹ, Federer bỏ giải Masters 1000 là Roger Cup và tham gia giải Cincinnati để bảo vệ chức vô địch. Federer gặp lại Novak Djokovic trong trận chung kết Cincinnati, lần này anh đã chiến thắng trong 2 set và lập kỷ lục 7 lần vô địch tại đây.
Federer tiếp tục phong độ cao tại giải US Open, giải Grand Slam cuối cùng trong năm, anh đánh bại tay vợt đồng hương Stan Wawrinka ở bán kết để tiến vào trận chiến cuối cùng mà không để thua set đấu nào. Tuy nhiên trong trận chung kết gặp Novak Djokovic, Federer đã để thua sau 4 set đấu với các tỷ số lần lượt là 4–6; 7–5; 4–6; 4–6, tiếp tục bỏ lỡ cơ hội giành Grand Slam thứ 18 trong sự nghiệp.
Tiếp mùa giải sân cứng trong nhà, Federer bất ngờ bị loại ngay ở vòng 1 giải Thượng Hải Masters trước tay vợt Vinolas.
Federer quay trở lại quê nhà Thụy Sĩ và tham gia giải Basel Open, với sự cổ vũ của khán giả nhà, anh quay trở lại phong độ cao và dễ dàng tiến vào trận chung kết lần thứ 10 liên tiếp tại đây gặp lại đối thủ truyền kiếp Rafael Nadal. Federer đã đánh bại Rafael Nadal sau 3 set để lập kỷ lục 7 lần vô địch tại giải Basel Open.
Federer tiếp tục tham gia giải Paris Masters nhưng bị loại ở vòng 3 trước tay vợt John Isner. Đến giải đấu danh giá cuối năm ATP Finals, Federer toàn thắng tại vòng bảng trong đó có trận thắng trước tay vợt số 1 thế giới là Djokovic, tuy nhiên khi gặp lại nhau tại trận chung kết anh lại bị thua với tỷ số 3-6, 4-6. Như vậy trong năm 2015, Federer đã gặp Novak Djokovic trong 7 trận chung kết, anh chiến thắng tại 2 giải Dubai và Cincinati và thất bại tại 5 giải là Indian Wells, Rome Masters, Wimbledon, US Open và ATP Final.
Năm 2015 là một năm tương đối thành công của Federer khi anh giành 6 danh hiệu và kết thúc năm ở vị trí số 3 thế giới sau Novak Djokovic và Andy Murray.

### Năm 2016: Chấn thương đầu gối và thời gian nghỉ dưỡng thương kéo dài
Federer khởi đầu mùa giải của mình khi tham gia giải Brisbane với tư cách đương kim vô địch, nhưng đã để mất danh hiệu vào tay Milos Raonic. Sau đó anh tham gia giải Úc mở rộng nhưng bị Novak Djokovic đánh bại ở bán kết, sau thất bại đau đớn trước tay vợt số 1 thế giới Federer bất ngờ dính chấn thương đầu gối và phải trải qua ca phẫu thuật nội soi và bỏ lỡ 3 giải đấu ở Rotterdam và Dubai vào tháng 2 và Indian wells vào tháng 3, anh đã lên kế hoạch trở lại Miami nhưng bệnh cúm dạ dày anh đã phải rút khỏi Miami.Cuối cùng anh trở lại Monter Carlo hoa lệ nhưng thất bại trước Tsonga tại tứ kết, chấn thương tiếp tục đeo bám FedEx khiến anh rút khỏi Madrid (lần này là ở lưng) và chỉ trở lại ở Rome trong tình trạng không đảm bảo và dù đã rất cố gắng nhưng đã chấp nhận dừng bước trước Dominic Thiem tại vòng 3.
Sau thất bại tại Rome, Federer đến Paris chuẩn bị tham dự giải Pháp mở rộng và đã có buổi tập đầu tiên ở đây, nhưng một lần nữa chấn thương lưng lại hành hạ khiến anh bất ngờ quyết định rút lui phút chót.
Federer bước vào mùa giải sân cỏ mà không có nhiều kỳ vọng, anh thất bại trước Dominic Thiem tại bán kết Stuttgart Open 2016. Tại Halle Open 2016, Federer thất thủ trước tài năng trẻ Alexander Zverev tại bán kết. Tại Wimbledon 2016, Federer vất vả tiến vào bán kết và thất bại trước Milos Raonic sau 5 set.
Cuối tháng 7/2016, Roger Federer đã thông báo tin buồn tới người hâm mộ. Theo đó, VĐV người Thụy Sĩ sẽ phải nghỉ thi đấu tới hết năm vì chấn thương đầu gối. Như vậy, Roger Federer sẽ lỡ hẹn với Olympic 2016, giải US Open (Mỹ mở rộng) và giải World Tour Final. Như vậy, trong năm 2016 Roger Federer vẫn chưa giành được danh hiệu nào.

### Năm 2017: Danh hiệu Úc mở rộng thứ 5 và Wimbledon thứ 8
Sau 6 tháng nghỉ dưỡng thương của mùa giải 2016, Federer bắt đầu mùa giải 2017, bằng việc cùng đội tuyển quần vợt Thụy Sĩ tham gia Hopman Cup diễn ra ở Perth (Úc). Tại bán kết, ở trận đơn nam, Roger Federer đã thắng Richard Gasquet 6–1, 6–4 để giúp Thụy Sĩ dẫn trước Pháp 1–0. Tuy nhiên ở trận đánh đôi nam nữ quyết định, cặp Federer/Bencic đã thua cặp Gasquet/Mladenovic sau 2 set cùng tỉ số 2–4, qua đó Thụy Sĩ đành nhường vé vào chung kết Hopman Cup cho Pháp.
Tại Australian Open 2017, Federer được xếp hạng hạt giống số 17 và nằm cùng nhánh đấu với các đối thủ nặng ký như Andy Murray, Stan Wawrinka hay Kei Nishikori,... Tại vòng 1 gặp Jurgen Melzer, mặc dù chưa trở lại với phong độ xuất sắc nhất, Fedex vẫn đánh bại đối thủ sau 4 set đấu với tỷ số 7–5, 3–6, 6–2, 6–2. Tại vòng 2 và vòng 3, Federer dần lấy lại phong độ tốt nhất, dễ dàng đánh bại Noah Rubi và Tomas Berdych với cùng tỷ số 3–0. Thử thách thật sự chỉ đến với Federer tại vòng 4, khi anh chạm trán Kei Nishikori. Đối đầu với tay vợt có sức trẻ và khả năng tạo đột biến cao, anh chịu thua set 1 sau loạt tie-break. Tuy nhiên set 2 và set 3 chứng kiến FedEx lấy lại phong độ và thắng liền 2 set với tỷ số 6–4, 6–1. Set 4, Nishikori có được break ở game thứ 5 và giành chiến thắng 6–4. Trong set cuối, tưởng chừng như bất lợi lớn thuộc về tay vợt đã 35 tuổi như FedEx nhưng anh đã phát huy kinh nghiệm đúng lúc để giành break ngay game đầu đối thủ giao bóng khi Nishikori có dấu hiệu chấn thương lưng và giữ được lợi thế để giành chiến thắng với tỷ số 6–3. Đối thủ tại tứ kết của Federer là người đã loại Andy Murray tại vòng 4: Mischa Zverev. Dù vậy, không có bất ngờ khi tay vợt người Thụy Sĩ thắng dễ với tỷ số 3–0. Thử thách tại bán kết của FedEx là tay vợt đồng hương Stan Wawrinka. Do đã quá hiểu nhau nên FedEx và Stan The Man đều chủ động nhập cuộc với tâm thế tấn công thay vì thăm dò đối thủ để chiếm thế chủ động. Federer thắng 2 set đầu với tỷ số 7–5, 6–3 nhưng bất ngờ sa sút ở 2 set sau và để thua 1–6, 4–6. Set 5, Federer chỉ trở lại sau khi có sự chăm sóc của nhân viên y tế. Trong set này Wawrinka mất tập trung và để mất break sau lỗi giao bóng kép. Federer tận dụng thành công sai lầm của đối thủ để giành chiến thắng 6–3 qua đó vượt qua đối thủ với tỷ số 3–2. Ở nhánh đấu còn lại Novak Djokovic bị loại sớm và Rafael Nadal lọt vào chung kết gặp Federer. Trận đấu kinh điển của làng quần vợt, cuộc đối đầu giữa Roger Federer và Rafael Nadal luôn cống hiến cho khán giả những màn trình diễn ở đẳng cấp cao nhất, Federer thắng trước set đầu 6–3, Nadal gỡ lại set 2 với tỷ số 6–3. Set 3, FedEx thắng 6–1, tuy nhiên, 1 lần nữa Nadal lại cho thấy bản lĩnh khi giành chiến thắng set 4 với tỷ số 6–3. Kịch tính ở set 5, tàu tốc hành 1 lần nữa cần sự chăm sóc của nhân viên y tế và có vẻ đã tái phát chấn thương. Phải đối đầu với đối thủ trẻ hơn mình 5 tuổi, tưởng chừng Federer đã gục ngã. Ngay game đầu Federer để mất break và bị dẫn trước 3–1. Tuy nhiên, kể từ đây Federer thể hiện phong độ xuất thần, thắng liền 5 game tiếp theo trong đó có 2 break liên tiếp ở game 6 và game 8. Kết thúc trận chung kết kịch tính với chiến thắng chung cuộc 3–2, Roger Federer có được danh hiệu Grand Slam thứ 18 một cách xứng đáng.
Với chức vô địch này, Federer thiết lập hàng loạt kỷ lục: trở thành tay vợt nam đầu tiên trong lịch sử giành không dưới 5 chức vô địch cho mỗi kỳ Grand Slam: 5 Australian Open, 5 US Open và 7 Wimbledon; phá vỡ kỷ lục nhiều danh hiệu Grand Slam nhất do chính anh nắm giữ; Ở 35 tuổi 174 ngày, Federer là nhà vô địch Grand Slam lớn tuổi thứ 2 trong lịch sử, chỉ sau Ken Rosewall (37 tuổi khi vô địch Australia Mở rộng năm 1972).
Tháng 3, tay vợt người Thụy Sĩ đã từng giành 25 danh hiệu Masters tại Indian Wells, đã đánh bại Stan Wawrinka ở trận chung kết và giành chiến thắng trước Rafael Nadal ở vòng 4. Đây cũng là danh hiệu thứ 90 trong sự nghiệp của Federer và đã giúp anh đã leo lên vị trí thứ 6 trong bảng xếp hạng ATP  Federer đã giành danh hiệu Masters thứ 26 của mình bằng cách chiến thắng trước Nadal trong trận chung kết Miami Masters và leo lên vị trí thứ 4 trong bảng xếp hạng ATP. Đây là lần thứ ba Federer lấy được các gianh hiệu tại Indian Wells và Miami-Back, gọi tắt là Sunshine Double (2005, 2006 và 2017)  Vào ngày 15 tháng 5, anh ấy tuyên bố rằng do lo ngại về tuổi thọ của mình, anh sẽ không tham gia Pháp Mở rộng, do đó bỏ qua toàn bộ mùa giải trên sân đất nện, và sẽ trở lại thi đấu vào đầu vào sân cỏ.
Roger Federer trở lại mặt sân cỏ, anh tham gia giải Stuttgart mở rộng (thuộc hệ thống ATP World Tour 250) nhưng bị loại sốc trước lão tướng 39 tuổi Tommy Haas ngay vòng đầu nhưng bỏ qua mọi nghi ngờ, ít ngày sau tại mặt sân cỏ quen thuộc ở Gerry Weber Open, Federer cho thấy cú ngã tại Stuttgart không ảnh hưởng đến phong độ của anh, bằng kinh nghiệm và lối đánh thần tốc đầy kỹ thuật Federer khuất phục tay vợt người Đức trẻ hơn mình 15 tuổi và đang là hiện tượng Alexander Zverev tại trận chung kết và nâng cup, qua đó có 4 danh hiệu trong năm 2017.
Trong tháng 7, Federer tham gia giải Wimbledon, bất bại tất cả các set và giành chức vô địch sau khi thắng Marin Čilić 3 set trắng 6–3, 6–1, 6–4 trong trận chung kết. Chiến thắng này đã nâng kỷ lục số giải Grand Slam của anh lên 19, nâng kỷ lục số giải Wimbledon giành được lên con số 8, và Federer trở thành vận động viên lớn tuổi nhất từng giành chức vô địch Wimbledon. Anh trở thành tay vợt thứ hai sau Bjorn Borg năm 1976 giành giải Wimbledon mà không thua set nào trong suốt giải.
Sau đó, Federer tham dự Rogers Cup 2017 và dành ngôi á quân sau thất bại 4-6 4-6 trước Alexander Zverev Jr.. Anh đến Cicinnati nhưng cuối cùng quyết định rút lui. Federer tham dự 2017 US Open (tennis) với tư cách hạn giống số 3 và lând đầu tiên trong sự nghiệp phải mất 10 set để vào vòng 3 của 1 giải Grandslam. Sau đó, Federer thất bại trước Juan Martín del Potro ở tứ kết với tỉ số 5-7 6-3 6-7 4-6. Anh tham dự Laver Cup với thành tích toàn thắng góp công vào chiến thắng của đội tuyển châu Âu.
Tại Thượng Hải Master, Federer lần lượt đánh bại các tay vợt Diego Schwartzman, Alexandr Dolgopolov, Richard Gasquet và Juan Martin del Potro để tiến vào trận Chung kết gặp tay vợt số 1 Thế giới thời điểm hiện tại là Rafael Nadal. Anh giành chiến thắng thuyết phục sau 2 set với các tỉ số 6-4 và 6-3 để nối dài mạch thắng trước Nadal, đây là chức vô địch thứ 2 tại Thượng Hải và danh hiệu Master 1000 thứ 27, giúp Federer cân bằng thành tích 94 danh hiệu của Ivan Lendl, chỉ kém Jimmy Connors (109 danh hiệu) trong kỷ nguyên Mở.
Sang mùa giải trong nhà, Federer tham dự giải đấu tại quê hương, giải Swiss Indoors ở Basel, Thụy Sĩ. Với chiến thắng 6-7, 6-4, 6-3 trước Juan Martin Del Potro trong trận chung kết đã giúp anh giành được chức vô địch lần thứ 8 ở Basel và giúp anh đạt danh hiệu thứ 95 trong sự nghiệp, trở thành tay vợt vĩ đại thứ nhì lịch sử (sau huyền thoại Jimmy Connors, 109 danh hiệu). Đây là lần đầu tiên Federer giành 7 danh hiệu trở lên trong một mùa giải kể từ năm 2007.
Federer không tham gia Paris Master để dành sức cho giải ATP Finals 2017. Sau thành tích toàn thắng ở vòng bảng, Federer bất ngờ bị đánh bại bởi David Goffin ở bán kết. Kết thúc mùa giải 2017, Federer xếp vị trí thứ 2 sau Nadal trên xếp hạng.

### Năm 2018: Vô địch Hopman Cup thứ hai và danh hiệu Grand Slam thứ 20
Federer bắt đầu mùa giải 2018 của mình khi giành chức vô địch Hopman Cup cùng với Belinda Bencic. Đây là danh hiệu Hopman Cup thứ hai của anh. Tại Úc mở rộng 2018, Federer đã lọt vào trận chung kết mà không thua một set đấu nào, và anh đã bảo vệ thành công danh hiệu của mình khi đánh bại Marin Čilić trong năm set. Đây là chức vô địch thứ sáu của Federer tại Giải Úc mở rộng, sang bằng với kỷ lục trước đó do Roy Emerson và Novak Djokovic nắm giữ. Anh cũng trở thành tay vợt đầu tiên giành được hai mươi danh hiệu Grand Slam.
Vào giữa tháng 2, Federer vô địch giải Rotterdam Open thứ ba của mình để trở lại vị trí số 1 trong bảng xếp hạng ATP, anh giành chiến thắng tại tứ kết trước Robin Haase. Anh đánh bại Grigor Dimitrov trong trận chung kết. Ở tuổi 36, anh trở thành tay vợt lớn tuổi nhất trở lại vị trí số 1 thế giới sau hơn ba năm.
Vào tháng 3, Federer tham tham dự Indian Wells Masters với tư cách là đương kim vô địch. Anh đánh bại Chung Hyeon ở tứ kết, đảm bảo rằng anh vẫn giữ được thứ hạng số 1 thế giới, và Borna Ćorić trong trận bán kết. Mặc dù nắm giữ ba match points, Federer bị Juan Martin Del Potro đánh bại trong trận chung kết sau ba set. Tại Miami Open, Federer đã vượt qua vòng đầu tiên, nhưng thua ở vòng hai trước Thanasi Kokkinakis. Với việc sớm rời khỏi giải đấu, Federer đã mất thứ hạng số 1 vào tay Nadal vào ngày 2 tháng 4. Anh nói rằng anh sẽ bỏ lỡ mùa giải sân đất nện, bao gồm cả Pháp mở rộng. Tuy nhiên, anh đã lấy lại thứ hạng số 1 vào tháng 5 sau khi Nadal thất bại trong việc bảo vệ một trong những danh hiệu Masters của anh tại Madrid Open. Sau đó, anh lại để mất vị trí số 1 vào tuần sau khi Nadal giành chức vô địch tại giải Ý mở rộng.
Vào tháng 6, Federer lấy lại thứ hạng số 1 sau khi đánh bại Nick Kyrgios trong trận bán kết tại giải Stuttgart Open. Sau đó, anh đã vô địch giải đấu này sau khi đánh bại Milos Raonic trong trận chung kết. Tuy nhiên, anh để mất thứ hạng số 1 vào tuần sau khi không thể bảo vệ danh hiệu Halle Open của mình khi thua trong trận chung kết trước Borna Ćorić sau ba set. Tại Wimbledon, anh thua trong trận tứ kết trước Kevin Anderson sau năm set, mặc dù đã thắng hai set đầu tiên. Đây chỉ là thất bại tại Wimbledon thứ hai của anh sau khi giành chiến thắng trong hai set đầu tiên kể từ sau thất bại trước Jo-Wilfried Tsonga tại Giải vô địch Wimbledon 2011.
Federer tiếp theo thi đấu ở Cincinnati, nơi anh thua trong trận chung kết trước Novak Djokovic. Trận thua đã chấm dứt chuỗi 100 trận thắng liên tiếp của Federer và chuỗi 14 trận thắng ở Cincinnati. Federer đã tham dự US Open với tư cách là hạt giống thứ hai nhưng bị John Millman loại từ vòng 4. Federer sau đó thi đấu tại Laver Cup, nơi anh giúp đội châu Âu bảo vệ thành công danh hiệu của mình, anh chiến thắng cả hai trận đấu đơn của mình trước Nick Kyrgios và John Isner. Anh cũng bắt cặp với Djokovic trong nội dung đơn, họ thua trước Jack Sock và Kevin Anderson trong ba set. Federer sau đó thi đấu tại Shanghai Masters 2018 với tư cách là nhà đương kim vô địch nhưng đã thua trong trận bán kết trước Borna Ćorić.
Tại Swiss Indoors vào tháng 10, Federer chia sẻ rằng anh đã bị chấn thương ở bàn tay khi tập luyện trước mùa giải sân cỏ đã gây ra cơn đau dữ dội ở cẳng tay. Anh nói rằng chấn thương này đã cản trở đáng kể lối chơi, đặc biệt là cú thuận tay của anh. Federer tiếp tục bảo vệ danh hiệu của mình bằng chiến thắng liên tiếp trước Marius Copil trong trận chung kết, anh giành danh hiệu thứ chín tại giải đấu này và danh hiệu đơn thứ 99 trong sự nghiệp. Federer đến Paris Masters, tiếp tục phong độ ổn định khi đánh bại Fabio Fognini và Kei Nishikori. Ở bán kết, anh thua sau ba set. Tại Nitto ATP Finals, Federer đã để thua liên tiếp trước Alexander Zverev ở bán kết.

### Năm 2019: 100 danh hiệu, 1200 trận thắng, trận chung kết Wimbledon thứ 12
Federer mở màn mùa giải 2019 của mình bằng chức vô địch Hopman Cup cùng với Belinda Bencic.
Federer là hạt giống thứ ba tại Úc mở rộng, Anh lần lượt đánh bại Denis Istomin, Dan Evans và Taylor Fritz để lọt vào vòng thứ tư, nơi anh phải đối mặt với hạt giống số 14 Stefanos Tsitsipas. Tsitsipas đánh bại Federer trong bốn set. Sau trận đấu Federer nói rằng anh sẽ thi đấu trở lại tại mùa giải sân đất nện kể từ năm 2016.
Tại Giải vô địch quần vợt Dubai, Federer giành được danh hiệu đơn thứ 100 trong sự nghiệp khi anh đánh bại Tsitsipas trong trận chung kết. Đó là danh hiệu thứ tám của anh ở Dubai và anh trở thành tay vợt nam thứ hai sau Jimmy Connors đạt được ba chức vô địch trong Kỷ nguyên mở. Federer sau đó lọt vào trận chung kết Indian Wells Masters 2019, nơi anh thua Dominic Thiem sau ba set. Vào ngày 31 tháng 3, Federer đánh bại John Isner tại Miami Open 2019 để giành danh hiệu Miami Open thứ 4 và là danh hiệu Masters 1000 thứ 28. Federer sau đó thi đấu tại một giải đấu trên sân đất nện đầu tiên sau ba năm tại Madrid Open 2019 và bảo đảm chiến thắng thứ 1200 trong sự nghiệp khi anh đánh bại Gael Monfils ở vòng ba. Ở tứ kết, anh lại thua Dominic Thiem sau ba set. Federer sau đó thi đấu tại giải Ý mở rộng và lọt vào tứ kết nhưng buộc phải rút lui khỏi trận đấu với Stefanos Tsitsipas do chấn thương ở chân phải.
Federer tiếp theo thi đấu tại Pháp mở rộng lần đầu tiên sau 4 năm và là hạt giống thứ 3. Federer giành được những chiến thắng liên tiếp dễ dàng trước Lorenzo Sonego, Oscar Otte, Casper Ruud, Leonardo Mayer để vào tứ kết, nơi anh phải đối mặt với Stan Wawrinka. Federer cuối cùng cũng giành chiến thắng sau 4 set. Với chiến thắng này, Federer trở lại trận bán kết Pháp mở rộng lần đầu tiên kể từ năm 2012, nơi anh thua Rafael Nadal. Cincinnati
100 danh hiệu, 1200 trận thắng, trận chung kết Wimbledon thứ 12
Federer bắt đầu mùa giải sân cỏ của mình tại Halle Open 2019, nơi anh giành được danh hiệu thứ mười của mình tại giải đấu này khi đánh bại David Goffin trong trận chung kết. Điều này đánh dấu lần đầu tiên Federer giành chiến thắng một giải đấu đơn từ mười lần trở lên. Tại Wimbledon, Roger Federer đã lọt vào trận chung kết thứ 12 tại giải đấu sau khi hạ Rafael Nadal trong bốn set ở bán kết. Federer sau đó phải đối mặt với Novak Djokovic trong trận chung kết và anh đã bị Djokovic đánh bại sau 5 set cực kỳ căng thẳng.
Federer tiếp tục thi đấu tại giải Cincinnati Masters 2019 và lọt vào vòng ba, nơi anh để thua trước Andrey Rublev. Đây là thất bại nhanh nhất của anh sau 16 năm, khi chỉ mất 62 phút. Tại US Open 2019, anh là được hạt giống số ba. Anh lần lượt vượt qua Sumit Nagal, Damir Džumhur, Dan Evans và David Goffin. Ở tứ kết, anh đối mặt với Grigor Dimitrov. Mặc dù thắng hai set đầu, Federer cuối cùng đã để thua trong năm set. Tại Shanghai Masters 2019, Federer đã đánh bại David Goffin để vào tứ kết. Tuy nhiên, anh đã thua trước Alexander Zverev sau ba set.
Federer tiến đến Swiss Indoors với tư cách là nhà đương kim vô địch. Trận đấu vòng một của anh với Peter Gojowchot gây chú ý vì đây là trận đấu thứ 1500 trong sự nghiệp của anh. Trong trận chung kết, anh đánh bại Alex de Minaur. Federer sau đó thi đấu trong nhóm Bjorn Borg tại ATP Finals 2019, anh thua trận mở màn trước Dominic Thiem nhưng đánh bại Matteo Berrettini và Djokovic (đây là chiến thắng đầu tiên của anh trước Djokovic kể từ năm 2015) để đến với trận bán kết. Tại đây, anh để thua trước Stefanos Tsitsipas.

### 2020: Bán kết Úc mở rộng
Federer bắt đầu mùa giải 2020 của mình tại Úc mở rộng. Anh đã lọt vào bán kết sau khi thắng liên tiếp trước Steve Johnson, Filip Krajinović, John Millman, Márton Fucsovics, Tennys Sandgren. Federer sau đó thất bại trong trận bán kết trước Djokovic.

## Lối đánh của Roger Federer
Federer có phong cách thi đấu điềm tĩnh, hoa mỹ, ổn định và đẹp mắt nhất lịch sử Tennis. "Đẹp mắt" trở thành một đặc điểm trong phong cách thi đấu của Federer, phân biệt anh với tất cả các tay vợt còn lại trong lịch sử quần vợt. Phong cách này dựa trên một nền tảng kỹ thuật thượng thừa và một tâm lý thi đấu vững vàng.

### Giao bóng

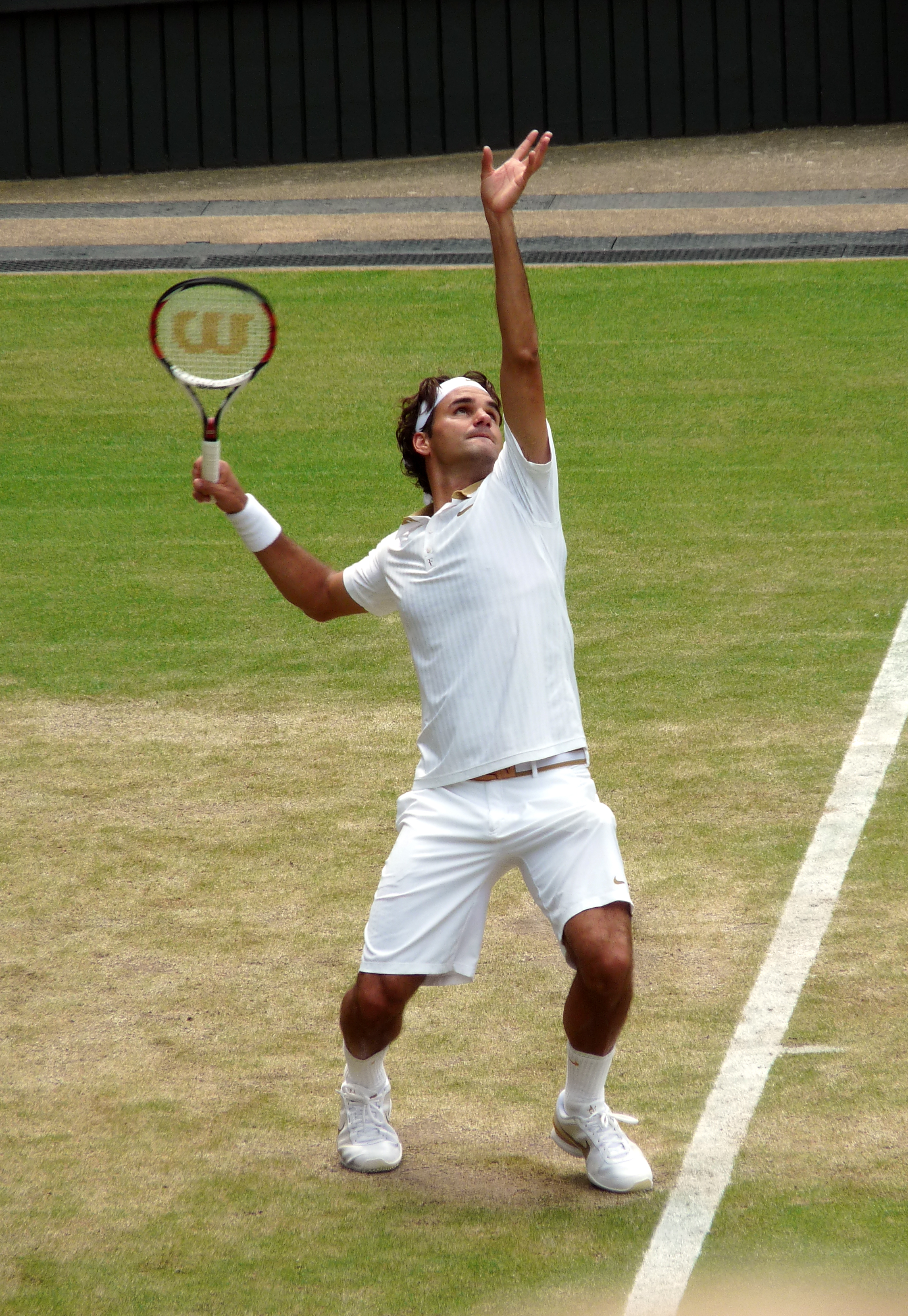
Cú giao bóng

Federer sở hữu một trong những cú giao bóng tốt nhất trong các tay vợt đã từng thi đấu. Cú giao bóng của Federer không đặc biệt mạnh (trung bình khoảng 170 km/h) nhưng có vị trí rơi rất hiểm. Rất khó có thể đoán hướng giao bóng của Federer trước khi bóng rời vợt, vì vai của anh giữ nguyên trong mọi tình huống, chỉ đến khi chạm bóng Federer mới lựa chọn điểm rơi bằng cách xoay vợt. Cú giao bóng lần 1 của Federer thường sát góc chữ T, nhờ vậy Federer có nhiều cú giao bóng ăn điểm trực tiếp. Cú giao bóng lần 2 có tốc độ không cao nhưng xoáy, khó chịu và thường đi vào góc hiểm. Nó khiến cho đối thủ trả bóng ra ngoài hoặc lỏng giúp Federer có cú winner ăn điểm. Tuy nhiên, cú giao bóng của Federer lại bị chậm lại trên sân đất nện khiến giảm lượng giao bóng ăn điểm trực tiếp và độ khó của cú giao bóng.

### Cú thuận tay

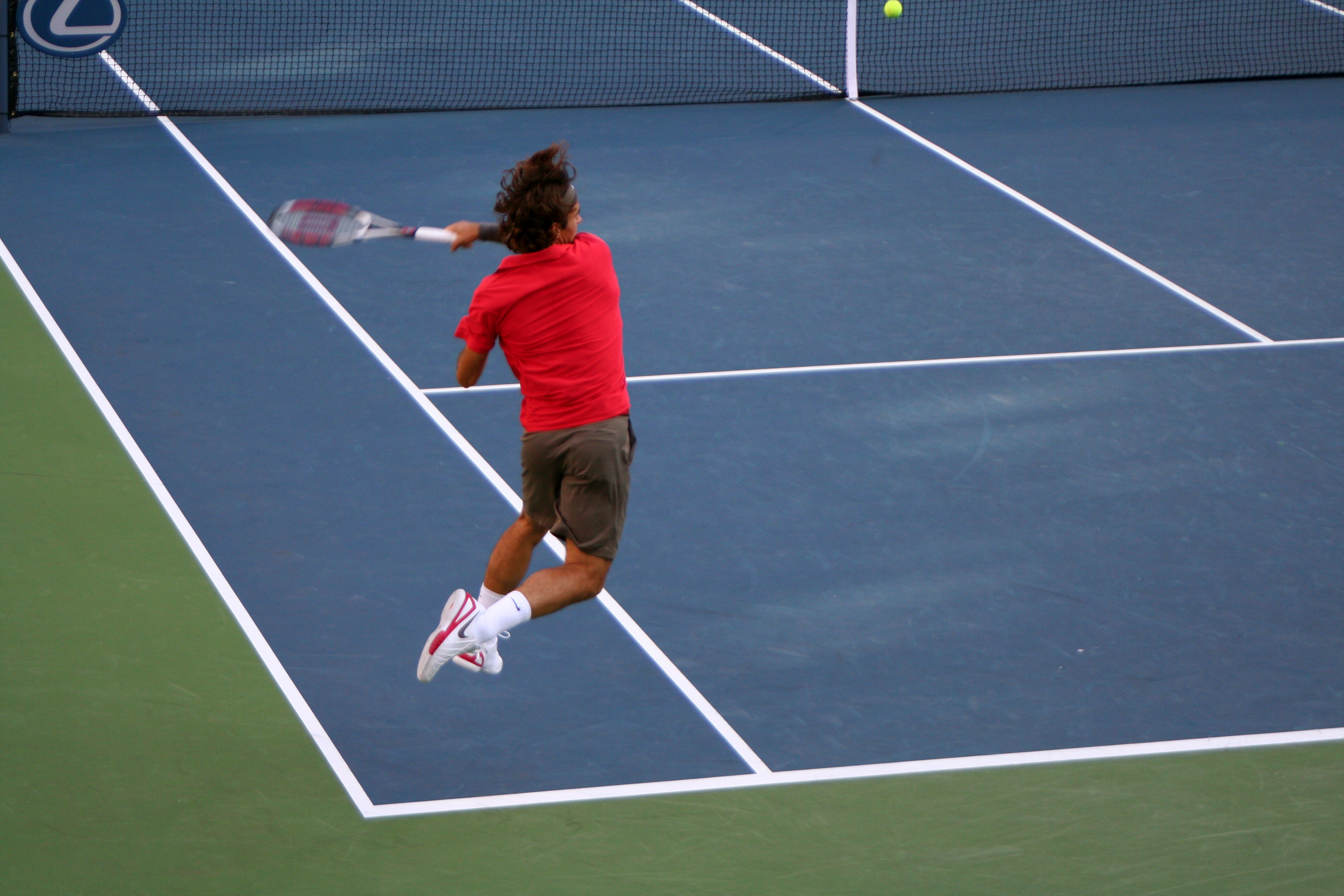
Cú thuận tay "ác liệt"

Cú đánh thuận tay là một trong những điểm mạnh nhất của Federer, và cũng là một trong những cú thuận tay hay nhất trong lịch sử quần vợt .Federer cầm vợt trong cú thuận tay nghiêng về semi-western (giữa số 3 và 4 với người thuận tay phải, giữa số 6 và 7 với người thuận tay trái) giống như đa số tay vợt hiện tại đang sử dụng.Nhưng có một điểm khác biệt trong kiểu cầm vợt của Federer so với những tay vợt cũng cầm semi-western đó là Federer để một phần bàn tay ra ngoài cán vợt. Điều này sẽ phần nào giúp Federer vươn xa hơn trong cú thuận tay (tăng chiều dài cánh tay đòn). Khi chuẩn bị để đánh một cú thuận tay, Federer xoay cả hai vai, đồng thời di chuyển chéo lên phía trước để đón bóng. Lối di chuyển này giúp anh tiếp cận bóng sớm. Khi xoay vai, Federer vẫn giữ đầu tương đối thẳng, trong khi mắt không rời trái bóng. Federer thường đánh bóng ngay khi bóng vừa nẩy lên. Cú thuận tay của Federer tạo độ xoáy bóng rất lớn và có điểm rơi sát đường biên rất khó đánh trả .
Federer thường có một bước dậm đà bật nhảy khi tiếp xúc bóng, điều này giúp Federer truyền thêm lực vào cú thuận tay. Ngay thực hiện xong cú thuận tay và tiếp đất trở lại, tư thế của Federer rất thanh thoát nhờ bộ chân linh hoạt .

### Cú trái tay

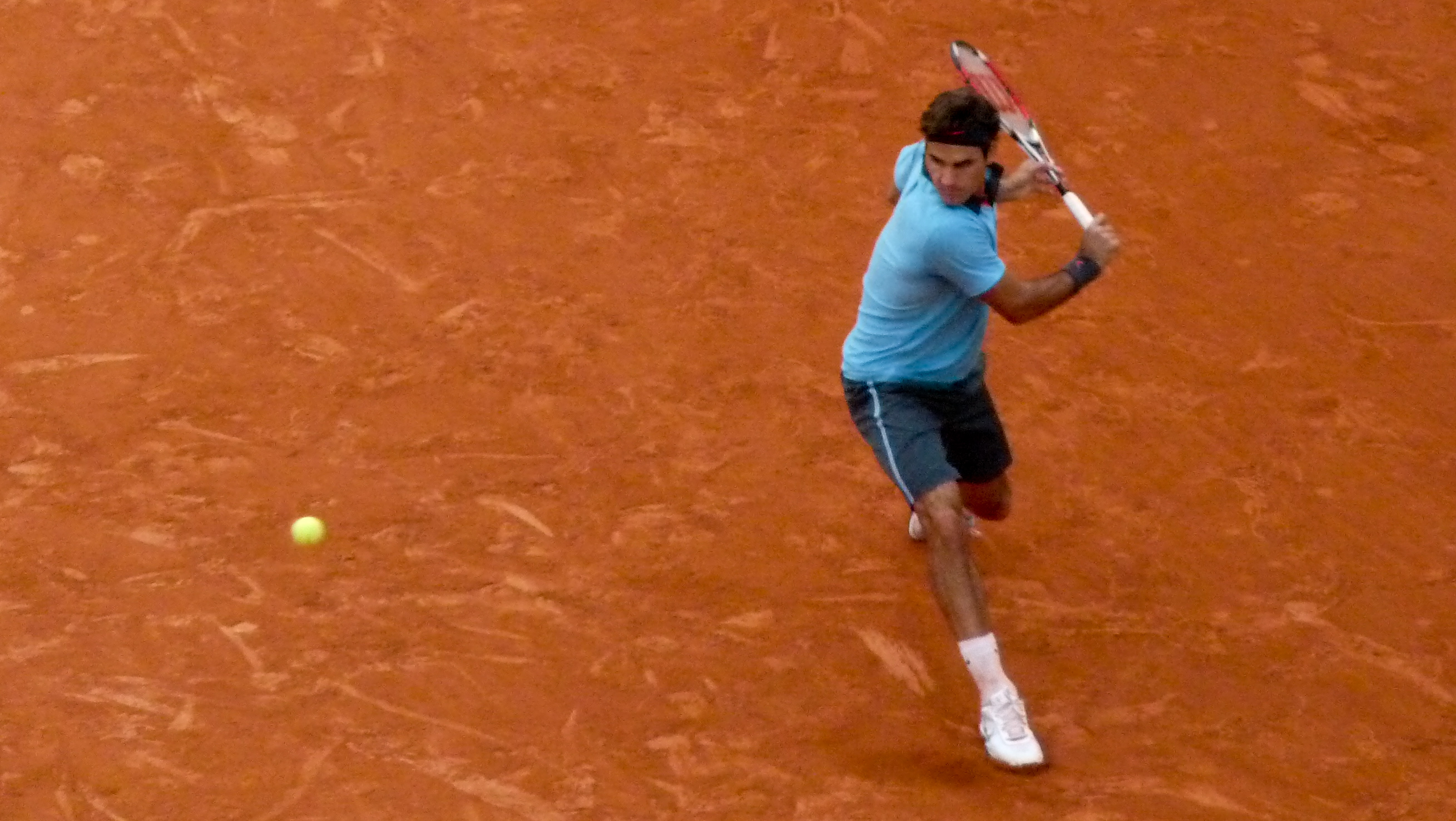
Cú trái tay

Không giống nhiều tay vợt khác cùng thời dùng cả hai tay để đánh trái tay, Federer chỉ dùng 1 tay. Dùng 1 tay để đánh bóng trái tay cần phải canh điểm thời gian chính xác hơn hai tay, nhưng mặt khác lại linh hoạt hơn, tiếp cận được bóng với khoảng cách xa hơn. Khi chuẩn bị đánh cú trái tay, Federer xoay toàn bộ vai, vẫn giữ tay trái trên vợt và để vợt thẳng. Đầu gối trái của anh khuỵu xuống sát mặt sân. Khi đánh, tay trái anh rời vợt nhưng không xa thân mình tạo thế để kiểm soát độ thăng bằng của cơ thể.
Cầm vợt kiểu Eastern Backhand của Federer, sử dụng lực vai ít hơn. Cách cầm vợt kiểu này giúp cho bóng nảy cao về phía trái tay, cầm vợt kiểu này dễ đè bóng xuống hơn đồng thời chuyển qua cắt nhanh hơn, đối thủ khó đoán được động tác chuyển từ "bung" sang "cắt". Nhược điểm của cách cầm vợt này là tạo ít topspin hơn.
Cú tay trái mặc dù hay nhưng tương đối bị coi là một "điểm yếu" của Federer. Khi đánh trái tay, Federer phần lớn chỉ đánh trả bóng chứ không đủ lực "tấn công" như cú tay thuận. Vì thế anh thường chạy vòng quanh qua bên trái sân để dùng tay thuận tiếp bóng thay vì dùng trái tay. Các đối thủ hay của Federer như Rafael Nadal biết trái tay của anh không có "uy lực" như cú thuận tay nên họ hay tấn công vào bên trái sân của Federer trong những điểm quan trọng. Tuy nhiên, kể từ cuối mùa giải 2010, từ khi có huấn luyện viên mới là Paul Annacone, Federer đã có sự thay đổi mạnh mẽ đối với cú trái tay, anh đã có cú bung trái rất mạnh mẽ và giành nhiều điểm thắng từ cú trái tay, điều đó thể hiện rất rõ trong trận chung kết ATP World Tour Finals dành cho 8 cây vợt hàng đầu vào cuối năm.
Sau 6 tháng dưỡng thương năm 2016,2017 đã chứng kiến một Federer với tuyệt kĩ trái tay hoàn hảo-vũ khí giúp Federer thắng Rafael Nadal 4 lần liên tiếp trong năm 2017, cũng như giúp anh giành 2 Grand Slam là Úc mở rộng và Wimbledon

### Di chuyển
Di chuyển là điểm độc đáo nhất và là yếu tố đặc biệt quan trọng trong việc định hình phong cách thi đấu của Federer. Federer di chuyển như một vũ công ballet. Anh chạy trên các ngón chân dù với tốc độ nào đi chăng nữa. Khi chuyển từ chạy sang đánh bóng, Federer trụ bằng chân trái trong khi chân phải hoạt động như một lực đẩy xoay chuyển toàn thân. Trong lịch sử quần vợt hầu như không có tay vợt nào có lối di chuyển tương tự.

## Các kỷ lục của Federer
Federer hiện đang nắm giữ nhiều kỷ lục trong làng quần vợt thế giới.
20 Grand Slam của Federer: Wimbledon 2003-2007, 2009, 2012, 2017; Mỹ mở rộng 2004-2008; Australian mở rộng 2004, 2006, 2007, 2010, 2017, 2018; Roland Garros 2009.
- Năm 2003, Federer trở thành tay vợt Thụy Sĩ đầu tiên vô địch một giải Grand Slam sau khi đánh bại Mark Philippoussis trong trận Chung Kết Wimbledon.
- Federer là tay vợt duy nhất 5 lần vô địch ở ba Grand Slam khác nhau - Úc Mở rộng, Wimbledon và US Open.
- Federer là tay vợt đầu tiên đoạt cú đúp Wimbledon-Mỹ mở rộng trong 4 năm liên tiếp.
- Federer là tay vợt duy nhất ở kỷ nguyên mở rộng hai lần đoạt 3 giải lớn liên tiếp khi anh đoạt chức vô địch Australian mở rộng năm 2007.
- Federer đã cân bằng kỷ lục 5 lần vô địch Wimbledon liên tiếp của Bjorn Borg vào năm 2007. Hiện nay anh đã nối dài kỷ lục này lên con số 8 sau khi vô địch thêm Wimbledon 2009, 2012 và 2017
- Chuỗi 10 lần liên tiếp lọt vào chung kết một giải Grand Slam của Federer đã bị dừng lại bởi Novak Djokovic tại bán kết Australian mở rộng 2008.
- Cuộc chiến kéo dài 5 set trong trận chung kết Wimbledon 2008 được nhiều người coi là trận đấu hay nhất trong lịch sử tennis. Khi đó, Federer đã thất bại trước Rafael Nadal.
- Chức vô địch Roland Garros năm 2009 đã giúp Federer trở thành tay vợt thứ 6 sau Fred Perry, Don Budge, Rod Laver, Roy Emerson và Andre Agassi đoạt đủ 4 Grand Slam trong sự nghiệp. Sau đó, Nadal và Djokovic là những người tiếp theo lập được kỳ tích này.
- Federer đã phá kỷ lục đoạt 14 Grand Slam của Pete Sampras khi anh lần thứ 15 vô địch một giải lớn sau khi đăng quang tại Wimbledon năm 2009.
- Năm 2009, Federer đã trở thành tay vợt đầu tiên 7 lần liên tiếp lọt vào chung kết Wimbledon kể từ năm 1922 và lần thứ 11 lọt vào chung kết Wimbledon trong năm 2017.
- Kỷ lục 23 lần liên tiếp lọt vào bán kết một giải Grand Slam của Federer đã bị Robin Soderling ngăn chặn ở vòng tứ kết Roland Garros năm 2010. Kỷ lục cũ của Ivan Lendl chỉ là 10 lần.
- Kể từ thất bại tại vòng 3 Roland Garros 2004 trước Gustavo Kuerten, Federer lập kỷ lục khi 36 lần liên tiếp lọt vào tứ kết các giải Grand Slam (tính tới Roland Garros 2013).
- Federer đã trở thành tay vợt thứ 23 dẫn đầu BXH ATP vào năm 2004 và giữ vị trí đó trong 237 tuần liên tiếp – một kỷ lục. Anh đồng thời cũng trở thành tay vợt ở vị trí số 1 thế giới nhiều nhất trong lịch sử ATP khi có tuần thứ 287 đứng đầu bảng xếp hạng vào ngày 16/7/2012 vừa qua, chính thức phá vỡ kỉ lục của Pete Sampras. Đến thời điểm hiện tại (25/7/2017), Federer đã có 302 tuần ngự trị trên ngôi số 1 thế giới, một kỷ lục mà có lẽ rất rất lâu nữa mới có người phá được.
- Federer hiện đang giữ kỷ lục 24 chiến thắng liên tiếp ở các trận chung kết. Kỷ lục này chỉ bị chặn khi Federer thất bại trước David Nalbandian trong trận chung kết Masters Cup 2005.
- Năm 2006 và 2007, Federer đã lọt vào chung kết cả bốn giải Grand Slam và đã vô địch ở Australia, Wimbledon và Mỹ. Năm 2009 anh cũng vào chung kết cả bốn giải Grand Slam nhưng chỉ chiến thắng ở Roland Garros và Wimbledon.
- Federer hiện đang giữ kỷ lục 65 chiến thắng liên tiếp trên mặt sân cỏ kể từ kỷ nguyên mở rộng. Kỷ lục này chỉ bị phá khi Federer thất bại trước Nadal trong trận CK Wimbledon 2008.
- Là tay vợt có số tuần giữ vị trí số 1 thế giới liên tiếp lâu nhất (237 tuần liên tiếp, kỷ lục cũ là 160 tuần của Jimmy Connors)
- Là tay vợt có số tuần giữ vị trí số 1 thế giới nhiều nhất (302 tuần, vượt qua thành tích 286 tuần của Pete Sampras)
- 23 lần liên tiếp lọt vào bán kết các giải Grand Slam (người đứng thứ 2 Ivan Lendl, 10 lần liên tiếp)
- 10 lần liên tiếp lọt vào chung kết các giải Grand Slam (người đứng thứ 2 là... chính Federer - 8 lần, kỉ lục cũ thuộc về Jack Crawford * 7 lần liên tiếp)
- 30 lần lọt vào chung kết các giải Grand Slam trong sự nghiệp (đứng thứ 2 là Ivan Lendl với 19 lần)
- Tay vợt duy nhất trong lịch sử 3 lần giành được 3 danh hiệu Grand Slam một năm (2004, 2006, 2007)
- Tay vợt giành được tổng tiền thưởng nhiều nhất trong lịch sử quần vợt. Sau vòng 2 giải Mỹ mở rộng 2009, anh đã trở thành tay vợt đầu tiên trong lịch sử chạm mốc 50.000.000 đô la tiền thưởng. Anh đang là người giành được nhiều tiền thưởng nhất lịch sử với 67,4 triệu đô la Mỹ. Người xếp thứ nhì là Rafael Nadal với 45 triệu sau đó là Pete Sampras với 43 triệu (tính tới hết năm 2011)[66].
- Tay vợt duy nhất trong lịch sử quần vợt giành được ít nhất 10 danh hiệu trong 3 năm liên tiếp (2004: 11, 2005: 11, 2006: 12).
- Tay vợt giữ kỷ lục về chuỗi trận thắng liên tiếp trên mặt sân cỏ: 65 trận liên tiếp từ vòng 1 Wimbledon 2003 tới bán kết Wimbledon 2008).
- Tay vợt giữ kỷ lục chuỗi trận thắng liên tiếp trên mặt sân cứng: 56 trận (2005-2006)
- Tay vợt có số chức vô địch ATP World Tour Final (trước đây là Tennis Master Cup) nhiều nhất, với 6 lần đoạt chức vô địch.
- Tay vợt đầu tiên lọt vào tất cả các trận chung kết Master 1000 ở 10 địa điểm khác nhau: Indian Well, Miami, Monte Carlo, Rome, Madrid, Hamburg,Montreal, Cincinnati, Thượng Hải, Paris.
- Federer là người có vinh dự giành 5 giải Laureus của Viện hàn lâm thể thao Anh, trong đó có 4 năm liên tiếp từ (2005 đến năm 2008) và năm 2017 cho VĐV nam xuất sắc nhất.
- Ferderer là một trong 3 người có hơn 1000 trận thắng.

## Vị trí trong làng quần vợt thế giới
Roger Federer được thừa nhận một cách rộng rãi là một trong những tay vợt vĩ đại nhất mọi thời đại và là tay vợt được yêu thích nhất trong Big Three của Tennis. Andre Agassi gọi Federer là đỉnh Everest của làng quần vợt trong cuốn tự truyện "Open" phát hành tháng 11 năm 2009.
Ngày càng nhiều tay vợt, các nhà chuyên môn và các fan hâm mộ đồng ý rằng anh là tay vợt xuất sắc nhất trong lịch sử quần vợt, kể cả tính đến trước kỉ nguyên Mở rộng. Sự phân biệt giữa thời đại trước và sau Mở rộng không chỉ xuất phát từ quy định cấm các tay vợt chuyên nghiệp thi đấu 4 giải Grand Slam, mà còn vì trước thập niên 70 thế kỷ 20, các giải đấu quần vợt chưa được hệ thống hóa và quản lý bởi một tổ chức thống nhất như hiện nay (ATP ở giải nam và WTA ở giải nữ). Việc thống kê số liệu không được tiến hành một cách đầy đủ, hệ thống tính điểm để xác định thứ hạng của các tay vợt chưa được áp dụng, vì vậy vị trí các tay vợt hàng đầu chỉ được sắp xếp theo cảm tính và gây nhiều tranh cãi. Pancho Gonzales và Rod Laver đều được "tin" là tay vợt số 1 thế giới trong 8 năm, bởi một vài nhà quan sát. Sự thiếu quy chuẩn hóa hệ thống các giải đấu khiến nảy sinh rất nhiều giải đấu nhỏ với chỉ một vài tay vợt tham dự, thậm chí đôi khi chỉ mang tính giao hữu, và do vậy các tay vợt hàng đầu có thể giành được đến 100-150 danh hiệu. Ngay cả các giải đấu lớn cũng chỉ quy tụ rất ít tay vợt thi đấu, khiến cho giá trị của chúng khó có thể xếp ngang bằng với kỉ nguyên Mở rộng. Sự khó khăn trong việc định lượng một cách thuyết phục vị trí các tay vợt trước kỉ nguyên Mở rộng khiến cuộc tranh luận về tay vợt số 1 qua mọi thời đại trở nên khó khăn và dường như không thể kết thúc.
Thành tích của Roger Federer khiến nhiều nhà quan sát đặt anh lên trên sự rắc rối trong quá trình phát triển bộ môn quần vợt và công nhận anh là tay vợt số 1. Tuy không phải là tay vợt mang đến 1 sự thay đổi mang tính cách mạng cho làng quần vợt như Ivan Lendl ("cha đẻ của lối đánh tấn công cuối sân hiện đại") hay Jack Kramer (người đầu tiên lấy S&V làm nền tảng cho phong cách thi đấu), nhưng Federer là tay vợt kết hợp một cách hoàn hảo nhất tất cả các phong cách thi đấu và đẩy nó lên 1 tầm cao mới. Sự hoà quyện giữa lối chơi hoa mỹ và tao nhã trong thi đấu giúp anh thống trị làng quần vợt theo cách mà thế giới chưa từng được chứng kiến, và giúp anh phá vỡ những kỷ lục quan trọng nhất như tổng số Grand Slam giành được, số lần liên tiếp vào sâu trong các giải đấu lớn hay số tuần liên tiếp đứng trên vị trí số 1.
Roger Federer cũng là một trong số ít ngôi sao quần vợt có khả năng giao tiếp tốt với báo chí. Với việc thông thạo 3 ngoại ngữ: tiếng Thụy Sĩ-Đức, Pháp và Anh, Roger Federer đã trở thành một trong những ngôi sao sáng nhất thế giới cả ở trong và ngoài sân quần vợt. Anh là biểu tượng của rất nhiều hãng thời trang, thể thao và xe hơi nổi tiếng của thế giới. Roger luôn chiếm được cảm tình của giới truyền thông vì tính cách thật thà, hiền hậu và nhiệt thành của anh. Anh được tạp chí Forbes xếp hạng 47 trong số 100 người nổi tiếng nhất mọi thời đại. Roger cũng là một trong những vận động viên thể thao có thu nhập cao nhất thế giới.

## Đánh giá về Roger Federer
- "Anh ta nhắm mắt cũng có thể đánh bại 1 nửa số tay vợt hiện nay." – John McEnroe, bình luận trực tiếp trên đài BBC, Wimbledon 2006
- "Federer là tay vợt xuất sắc nhất trong lịch sử, chưa ai có được tài năng như vậy." – Rafael Nadal, sau khi vô địch Pháp mở rộng 2006
- "Tôi cảm thấy vinh dự khi được đem ra so sánh với Roger Federer. Anh ta có tài năng khó tin, và có thể làm mọi thứ." – Rod Laver, 11 lần vô địch Grand Slam
- "Tôi chưa bao giờ từng đối đầu với một ai chơi với tốc độ khủng khiếp như vậy. Anh ấy không có bất kỳ điểm yếu nào cả. Anh ấy thực sự xứng đáng được mệnh danh là tay vợt xuất sắc nhất mọi thời đại, Robin Soderling, sau khi để thua Federer tại chung kết Pháp mở rộng 2009
- "Roger Federer giống như rượu vang đỏ ngon, thời gian chỉ khiến chất lượng tốt thêm." – Tony Roche, cựu huấn luyện viên của Roger Federer
- "Tôi chưa từng thích thú được xem ai thi đấu như với Roger Federer. Tôi bị choáng ngợp. Pete Sampras cũng hay nhưng anh dựa quá nhiều vào cú giao bóng, trong khi Federer có thể làm mọi thứ với vẻ thanh thoát, tao nhã và thanh lịch, như một bản giao hưởng trong tennis. Roger Federer có thể đánh những cú mà người ta phải xếp vào loại bất hợp pháp (vì nó quá hay)." – Tracy Austin, cựu tay vợt nữ 2 lần vô địch US Open
- "Tôi biết nói gì đây? Anh ấy là Roger." – Mario Ancic, sau khi thua Federer tại tứ kết Wimbledon 2006
- "Các ông còn muốn tôi làm gì nữa?" Andy Murray hét lên với đội huấn luyện của mình, sau khi hết ý tưởng đối phó với Federer tại bán kết Wimbledon 2015 [67].
- "Tôi nghĩ rằng bạn phải công nhận thôi. Người ta nói rằng Laver và Nadal thì hay hơn anh ấy. Nhưng nhớ rằng anh ấy đã có tất cả, 15 Grand Slam bây giờ và sắp sửa giành thêm mấy cái nữa trong tương lai gần. Theo quan điểm của tôi, anh ấy là vĩ đại nhất." – Pete Sampras, 14 lần vô địch Grand Slam
- "Hôm nay tôi đã chơi thứ quần vợt tốt nhất của mình, thử rất nhiều cách khác nhau, nhưng không có gì đem lại hiệu quả. Khi bạn chơi với một nỗ lực như vậy và anh ấy vẫn có thể tạo nên những pha bóng tuyệt vời đó, bạn thực sự phải tự hỏi rằng liệu anh ấy có đến từ hành tinh khác hay không", Novak Djokovic, sau một trận đấu Davis Cup.
- "Tôi nghĩ không ai có thể đánh được những quả bóng như anh ấy làm. Chắc chắn rằng, nếu bạn có thể có những cú serve của Roddick, tốc độ của Hewitt, những cú trả bóng của Agassi và những cú volley của tôi, bạn mới có thể có cơ hội chiến thắng Federer." – Tim Henman, cựu số 4 thế giới
- "Federer hiển nhiên là 1 vận động viên đầu tàu trong số tất cả các môn thể thao. Anh ấy đã làm được những việc thật kinh ngạc. Tôi thích được xem anh ấy thi đấu. Tôi đã học được nhiều thứ từ Federer." – Serena Williams, 23 lần vô địch Grand Slam
- "Những gì anh ấy làm được trong tennis, tôi nghĩ còn tuyệt vời hơn những gì tôi làm được trong golf." – Tiger Woods, vua golf
- "Tôi muốn trở thành những đôi giày của anh ấy để có thể cảm nhận những bước chạy của một huyền thoại." – Mats Wilander, 7 lần vô địch Grand Slam

## Chung kết Grand Slam
Federer đã vô địch các giải Grand Slam nhiều thứ ba so với bất kỳ tay vợt nam nào trong lịch sử quần vợt (20 danh hiệu), sau Djokovic (24 danh hiệu) và Nadal (22 danh hiệu). Anh vào các trận chung kết nhiều thứ hai (31 lần), vào bán kết nhiều thứ hai (46 lần), vào tứ kết nhiều thứ hai (58 lần) và vào vòng thứ tư nhiều nhất (69 lần), và đã tham gia nhiều giải đấu liên tiếp nhất (81 giải, cùng với Feliciano López). Anh là người thắng nhiều trận thứ hai tại các giải đấu này (369 trận, sau Djokovic). Anh là người duy nhất vô địch ba giải đấu ít nhất năm lần mỗi giải và vô địch hai trong số những giải đấu này năm lần liên tiếp. Anh là một trong 8 tay vợt vô địch cả 4 giải Grand Slam.

### Đơn: 31 (20 danh hiệu, 11 á quân)
| Kết quả | Năm  | Giải đấu            | Mặt sân | Đối thủ               | Tỷ số                                    |
| ------- | ---- | ------------------- | ------- | --------------------- | ---------------------------------------- |
| Vô địch | 2003 | Wimbledon           | Cỏ      | Mark Philippoussis    | 7–6(7–5), 6–2, 7–6(7–3)                  |
| Vô địch | 2004 | Australian Open     | Cứng    | Marat Safin           | 7–6(7–3), 6–4, 6–2                       |
| Vô địch | 2004 | Wimbledon (2)       | Cỏ      | Andy Roddick          | 4–6, 7–5, 7–6(7–3), 6–4                  |
| Vô địch | 2004 | US Open             | Cứng    | Lleyton Hewitt        | 6–0, 7–6(7–3), 6–0                       |
| Vô địch | 2005 | Wimbledon (3)       | Cỏ      | Andy Roddick          | 6–2, 7–6(7–2), 6–4                       |
| Vô địch | 2005 | US Open (2)         | Cứng    | Andre Agassi          | 6–3, 2–6, 7–6(7–1), 6–1                  |
| Vô địch | 2006 | Australian Open (2) | Cứng    | Marcos Baghdatis      | 5–7, 7–5, 6–0, 6–2                       |
| Á quân  | 2006 | French Open         | Đất nện | Rafael Nadal          | 6–1, 1–6, 4–6, 6–7(4–7)                  |
| Vô địch | 2006 | Wimbledon (4)       | Cỏ      | Rafael Nadal          | 6–0, 7–6(7–5), 6–7(2–7), 6–3             |
| Vô địch | 2006 | US Open (3)         | Cứng    | Andy Roddick          | 6–2, 4–6, 7–5, 6–1                       |
| Vô địch | 2007 | Australian Open (3) | Cứng    | Fernando González     | 7–6(7–2), 6–4, 6–4                       |
| Á quân  | 2007 | French Open         | Đất nện | Rafael Nadal          | 3–6, 6–4, 3–6, 4–6                       |
| Vô địch | 2007 | Wimbledon (5)       | Cỏ      | Rafael Nadal          | 7–6(9–7), 4–6, 7–6(7–3), 2–6, 6–2        |
| Vô địch | 2007 | US Open (4)         | Cứng    | Novak Djokovic        | 7–6(7–4), 7–6(7–2), 6–4                  |
| Á quân  | 2008 | French Open         | Đất nện | Rafael Nadal          | 1–6, 3–6, 0–6                            |
| Á quân  | 2008 | Wimbledon           | Cỏ      | Rafael Nadal          | 4–6, 4–6, 7–6(7–5), 7–6(10–8), 7–9       |
| Vô địch | 2008 | US Open (5)         | Cứng    | Andy Murray           | 6–2, 7–5, 6–2                            |
| Á quân  | 2009 | Australian Open     | Cứng    | Rafael Nadal          | 5–7, 6–3, 6–7(3–7), 6–3, 2–6             |
| Vô địch | 2009 | French Open         | Đất nện | Robin Söderling       | 6–1, 7–6(7–1), 6–4                       |
| Vô địch | 2009 | Wimbledon (6)       | Cỏ      | Andy Roddick          | 5–7, 7–6(8–6), 7–6(7–5), 3–6, 16–14      |
| Á quân  | 2009 | US Open             | Cứng    | Juan Martín del Potro | 6–3, 6–7(5–7), 6–4, 6–7(4–7), 2–6        |
| Vô địch | 2010 | Australian Open (4) | Cứng    | Andy Murray           | 6–3, 6–4, 7–6(13–11)                     |
| Á quâm  | 2011 | French Open         | Đất nện | Rafael Nadal          | 5–7, 6–7(3–7), 7–5, 1–6                  |
| Vô địch | 2012 | Wimbledon (7)       | Cỏ      | Andy Murray           | 4–6, 7–5, 6–3, 6–4                       |
| Á quân  | 2014 | Wimbledon           | Cỏ      | Novak Djokovic        | 7–6(9–7), 4–6, 6–7(4–7), 7–5, 4–6        |
| Á quân  | 2015 | Wimbledon           | Cỏ      | Novak Djokovic        | 6–7(1–7), 7–6(12–10), 4–6, 3–6           |
| Á quân  | 2015 | US Open             | Cứng    | Novak Djokovic        | 4–6, 7–5, 4–6, 4–6                       |
| Vô địch | 2017 | Australian Open (5) | Cứng    | Rafael Nadal          | 6–4, 3–6, 6–1, 3–6, 6–3                  |
| Vô địch | 2017 | Wimbledon (8)       | Cỏ      | Marin Čilić           | 6–3, 6–1, 6–4                            |
| Vô địch | 2018 | Australian Open (6) | Cứng    | Marin Čilić           | 6–2, 6–7(5–7), 6–3, 3–6, 6–1             |
| Á quân  | 2019 | Wimbledon           | Cỏ      | Novak Djokovic        | 6–7(5–7), 6–1, 6–7(4–7), 6–4, 12–13(3–7) |

## Các trận chung kết quan trọng khác

### Các trận tranh huy chương Olympic

#### Đơn: 2 (1 huy chương bạc)
| Kết quả | Năm  | Giải đấu        | Mặt sân | Đối thủ            | Tỷ số                   |
| ------- | ---- | --------------- | ------- | ------------------ | ----------------------- |
| Hạng tư | 2000 | Sydney Olympics | Cứng    | Arnaud Di Pasquale | 6–7(5–7), 7–6(9–7), 3–6 |
| Bạc     | 2012 | London Olympics | Cỏ      | Andy Murray        | 2–6, 1–6, 4–6           |

#### Đôi: 1 (1 huy chương vàng)
| Kết quả | Năm  | Giải đấu         | Mặt sân | Đồng đội      | Đối thủ                        | Tỷ số                   |
| ------- | ---- | ---------------- | ------- | ------------- | ------------------------------ | ----------------------- |
| Vàng    | 2008 | Beijing Olympics | Cứng    | Stan Wawrinka | Simon Aspelin Thomas Johansson | 6–3, 6–4, 6–7(4–7), 6–3 |

### Chung kết ATP Finals
Federer đã giành được các chức vô địch cuối năm nhiều thứ hai (6 lần) sau Novak Djokovic. Anh vào đến nhiều trận chung kết nhất (10 trận) và bán kết (16 trận). Anh đã tham gia nhiều giải liên tiếp nhất (14 giải) và tổng cộng nhiều giải nhất (17 giải). Anh đã thắng nhiều trận nhất tại các giải cuối năm (59 trận).

### Đơn: 10 (6 danh hiệu, 4 á quân)
| Kết quả | Năm  | Giải đấu           | Mặt sân    | Đối thủ            | Tỷ số                                    |
| ------- | ---- | ------------------ | ---------- | ------------------ | ---------------------------------------- |
| Vô địch | 2003 | Tennis Masters Cup | Hard       | Andre Agassi       | 6–3, 6–0, 6–4                            |
| Vô địch | 2004 | Tennis Masters Cup | Hard       | Lleyton Hewitt     | 6–3, 6–2                                 |
| Á quân  | 2005 | Tennis Masters Cup | Carpet (i) | David Nalbandian   | 7–6(7–4), 7–6(13–11), 2–6, 1–6, 6–7(3–7) |
| Vô địch | 2006 | Tennis Masters Cup | Hard (i)   | James Blake        | 6–0, 6–3, 6–4                            |
| Vô địch | 2007 | Tennis Masters Cup | Hard (i)   | David Ferrer       | 6–2, 6–3, 6–2                            |
| Vô địch | 2010 | ATP Finals         | Hard (i)   | Rafael Nadal       | 6–3, 3–6, 6–1                            |
| Vô địch | 2011 | ATP Finals         | Hard (i)   | Jo-Wilfried Tsonga | 6–3, 6–7(6–8), 6–3                       |
| Á quân  | 2012 | ATP Finals         | Hard (i)   | Novak Djokovic     | 6–7(6–8), 5–7                            |
| Á quân  | 2014 | ATP Finals         | Hard (i)   | Novak Djokovic     | Federer bỏ cuộc                          |
| Á quân  | 2015 | ATP Finals         | Hard (i)   | Novak Djokovic     | 3–6, 4–6                                 |

### Chung kết ATP Masters

#### Đơn: 50 (28 danh hiệu, 22 á quân)
Federer đã giành các danh hiệu Masters nhiều thứ ba (28 danh hiệu), vào chung kết nhiều thứ ba (50 trận) và vào bán kết nhiều thứ ba (66 trận). Anh là một trong bảy tay vợt nam giành được ít nhất bảy danh hiệu khác nhau và là một trong bốn người lọt vào trận chung kết của chín giải Masters khác nhau. Anh đã thắng nhiều trận thứ ba (381 trận) tại các giải đấu này.
| Kết quả | Năm  | Giải đấu              | Mặt sân  | Đối thủ               | Tỷ số                                  |
| ------- | ---- | --------------------- | -------- | --------------------- | -------------------------------------- |
| Á quân  | 2002 | Miami Open            | Cứng     | Andre Agassi          | 3–6, 3–6, 6–3, 4–6                     |
| Vô địch | 2002 | German Open           | Đất nện  | Marat Safin           | 6–1, 6–3, 6–4                          |
| Á quân  | 2003 | Italian Open          | Đất nện  | Félix Mantilla        | 5–7, 2–6, 6–7(8–10)                    |
| Vô địch | 2004 | Indian Wells Open     | Cứng     | Tim Henman            | 6–3, 6–3                               |
| Vô địch | 2004 | German Open (2)       | Đất nện  | Guillermo Coria       | 4–6, 6–4, 6–2, 6–3                     |
| Vô địch | 2004 | Canadian Open         | Cứng     | Andy Roddick          | 7–5, 6–3                               |
| Vô địch | 2005 | Indian Wells Open (2) | Cứng     | Lleyton Hewitt        | 6–2, 6–4, 6–4                          |
| Vô địch | 2005 | Miami Open            | Cứng     | Rafael Nadal          | 2–6, 6–7(4–7), 7–6(7–5), 6–3, 6–1      |
| Vô địch | 2005 | German Open (3)       | Đất nện  | Richard Gasquet       | 6–3, 7–5, 7–6(7–4)                     |
| Vô địch | 2005 | Cincinnati Open       | Cứng     | Andy Roddick          | 6–3, 7–5                               |
| Vô địch | 2006 | Indian Wells Open (3) | Cứng     | James Blake           | 7–5, 6–3, 6–0                          |
| Vô địch | 2006 | Miami Open (2)        | Cứng     | Ivan Ljubičić         | 7–6(7–5), 7–6(7–4), 7–6(8–6)           |
| Á quân  | 2006 | Monte-Carlo Masters   | Đất nện  | Rafael Nadal          | 2–6, 7–6(7–2), 3–6, 6–7(5–7)           |
| Á quân  | 2006 | Italian Open          | Đất nện  | Rafael Nadal          | 7–6(7–0), 6–7(5–7), 4–6, 6–2, 6–7(5–7) |
| Vô địch | 2006 | Canadian Open (2)     | Cứng     | Richard Gasquet       | 2–6, 6–3, 6–2                          |
| Vô địch | 2006 | Madrid Open           | Cứng (i) | Fernando González     | 7–5, 6–1, 6–0                          |
| Á quân  | 2007 | Monte-Carlo Masters   | Đất nện  | Rafael Nadal          | 4–6, 4–6                               |
| Vô địch | 2007 | German Open (4)       | Đất nện  | Rafael Nadal          | 2–6, 6–2, 6–0                          |
| Á quân  | 2007 | Canadian Open         | Cứng     | Novak Djokovic        | 6–7(2–7), 6–2, 6–7(2–7)                |
| Vô địch | 2007 | Cincinnati Open (2)   | Cứng     | James Blake           | 6–1, 6–4                               |
| Á quân  | 2007 | Madrid Open           | Cứng (i) | David Nalbandian      | 6–1, 3–6, 3–6                          |
| Á quân  | 2008 | Monte-Carlo Masters   | Đất nện  | Rafael Nadal          | 5–7, 5–7                               |
| Á quân  | 2008 | German Open           | Đất nện  | Rafael Nadal          | 5–7, 7–6(7–3), 3–6                     |
| Vô địch | 2009 | Madrid Open (2)       | Đất nện  | Rafael Nadal          | 6–4, 6–4                               |
| Vô địch | 2009 | Cincinnati Open (3)   | Cứng     | Novak Djokovic        | 6–1, 7–5                               |
| Á quân  | 2010 | Madrid Open           | Đất nện  | Rafael Nadal          | 4–6, 6–7(5–7)                          |
| Á quân  | 2010 | Canadian Open         | Cứng     | Andy Murray           | 5–7, 5–7                               |
| Vô địch | 2010 | Cincinnati Open (4)   | Cứng     | Mardy Fish            | 6–7(5–7), 7–6(7–1), 6–4                |
| Á quân  | 2010 | Shanghai Masters      | Cứng     | Andy Murray           | 3–6, 2–6                               |
| Vô địch | 2011 | Paris Masters         | Cứng (i) | Jo-Wilfried Tsonga    | 6–1, 7–6(7–3)                          |
| Vô địch | 2012 | Indian Wells Open (4) | Cứng     | John Isner            | 7–6(9–7), 6–3                          |
| Vô địch | 2012 | Madrid Open (3)       | Đất nện  | Tomáš Berdych         | 3–6, 7–5, 7–5                          |
| Vô địch | 2012 | Cincinnati Open (5)   | Cứng     | Novak Djokovic        | 6–0, 7–6(9–7)                          |
| Á quân  | 2013 | Italian Open          | Đất nện  | Rafael Nadal          | 1–6, 3–6                               |
| Á quân  | 2014 | Indian Wells Open     | Cứng     | Novak Djokovic        | 6–3, 3–6, 6–7(3–7)                     |
| Á quân  | 2014 | Monte-Carlo Masters   | Đất nện  | Stan Wawrinka         | 6–4, 6–7(5–7), 2–6                     |
| Á quân  | 2014 | Canadian Open         | Cứng     | Jo-Wilfried Tsonga    | 5–7, 6–7(3–7)                          |
| Vô địch | 2014 | Cincinnati Open (6)   | Cứng     | David Ferrer          | 6–3, 1–6, 6–2                          |
| Vô địch | 2014 | Shanghai Masters      | Cứng     | Gilles Simon          | 7–6(8–6), 7–6(7–2)                     |
| Á quân  | 2015 | Indian Wells Open     | Cứng     | Novak Djokovic        | 3–6, 7–6(7–5), 2–6                     |
| Á quân  | 2015 | Italian Open          | Đất nện  | Novak Djokovic        | 4–6, 3–6                               |
| Vô địch | 2015 | Cincinnati Open (7)   | Cứng     | Novak Djokovic        | 7–6(7–1), 6–3                          |
| Vô địch | 2017 | Indian Wells Open (5) | Cứng     | Stan Wawrinka         | 6–4, 7–5                               |
| Vô địch | 2017 | Miami Open (3)        | Cứng     | Rafael Nadal          | 6–3, 6–4                               |
| Á quân  | 2017 | Canadian Open         | Cứng     | Alexander Zverev      | 3–6, 4–6                               |
| Vô địch | 2017 | Shanghai Masters (2)  | Cứng     | Rafael Nadal          | 6–4, 6–3                               |
| Á quân  | 2018 | Indian Wells Open     | Cứng     | Juan Martín del Potro | 4–6, 7–6(10–8), 6–7(2–7)               |
| Á quân  | 2018 | Cincinnati Open       | Cứng     | Novak Djokovic        | 4–6, 4–6                               |
| Á quân  | 2019 | Indian Wells Open     | Cứng     | Dominic Thiem         | 6–3, 3–6, 5–7                          |
| Vô địch | 2019 | Miami Open (4)        | Cứng     | John Isner            | 6–1, 6–4                               |

#### Đôi: 3 (1 danh hiệu, 2 á quân)
| Kết quả | Năm  | Giải đấu          | Mặt sân | Đồng đội      | Đối thủ                            | Tỷ số                 |
| ------- | ---- | ----------------- | ------- | ------------- | ---------------------------------- | --------------------- |
| Á quân  | 2002 | Indian Wells Open | Cứng    | Max Mirnyi    | Mark Knowles Daniel Nestor         | 4–6, 4–6              |
| Vô địch | 2003 | Miami Open        | Cứng    | Max Mirnyi    | Leander Paes David Rikl            | 7–5, 6–3              |
| Á quân  | 2011 | Indian Wells Open | Cứng    | Stan Wawrinka | Alexandr Dolgopolov Xavier Malisse | 4–6, 7–6(7–5), [7–10] |

## Chung kết ATP

### Đơn: 157 (103 danh hiệu, 54 á quân)
| Legend                                                 |
| ------------------------------------------------------ |
| Grand Slam tournaments (20–11)                         |
| Tennis Masters Cup/ ATP Finals (6–4)                   |
| ATP Masters Series/ ATP Masters 1000/ ATP 1000 (28–22) |
| Olympic Games (0–1)                                    |
| ATP International Series Gold/ ATP 500 (24–7)          |
| ATP International Series/ ATP 250 (25–9)               |

| Mặt sân         |
| --------------- |
| Cứng (71–27)    |
| Cỏ (19–8)       |
| Đất nện (11–15) |
| Thảm (2–4)      |

| Kiểu sân           |
| ------------------ |
| Ngoài trời (77–41) |
| Trong nhà (26–13)  |

| Kết quả | Thắng-Thua | Ngày             | Giải đấu                           | Cấp độ          | Mặt sân  | Đối thủ               | Tỷ số                                    |
| ------- | ---------- | ---------------- | ---------------------------------- | --------------- | -------- | --------------------- | ---------------------------------------- |
| Á quân  | 0–1        | Th2 năm 2000     | Marseille Open, Pháp               | International   | Cứng (i) | Marc Rosset           | 6–2, 3–6, 6–7(5–7)                       |
| Á quân  | 0–2        | Th10 năm 2000    | Swiss Indoors, Thụy Sĩ             | International   | Thảm (i) | Thomas Enqvist        | 2–6, 6–4, 6–7(4–7), 6–1, 1–6             |
| Vô địch | 1–2        | Th2 năm 2001     | Milan Indoor, Ý                    | International   | Thảm (i) | Julien Boutter        | 6–4, 6–7(7–9), 6–4                       |
| Á quân  | 1–3        | Th2 năm 2001     | Rotterdam Open, Hà Lan             | International G | Cứng (i) | Nicolas Escudé        | 5–7, 6–3, 6–7(5–7)                       |
| Á quân  | 1–4        | Th10 năm 2001    | Swiss Indoors, Thụy Sĩ             | International   | Thảm (i) | Tim Henman            | 3–6, 4–6, 2–6                            |
| Vô địch | 2–4        | Th1 năm 2002     | Sydney International, Úc           | International   | Cứng     | Juan Ignacio Chela    | 6–3, 6–3                                 |
| Á quân  | 2–5        | Th2 năm 2002     | Milan Indoor, Ý                    | International   | Thảm (i) | Davide Sanguinetti    | 6–7(2–7), 6–4, 1–6                       |
| Á quân  | 2–6        | Th3 năm 2002     | Miami Open, Mỹ                     | Masters         | Cứng     | Andre Agassi          | 3–6, 3–6, 6–3, 4–6                       |
| Vô địch | 3–6        | tháng 5 năm 2002 | German Open, Đức                   | Masters         | Đất nện  | Marat Safin           | 6–1, 6–3, 6–4                            |
| Vô địch | 4–6        | Th10 năm 2002    | Vienna Open, Áo                    | International G | Cứng (i) | Jiří Novák            | 6–4, 6–1, 3–6, 6–4                       |
| Vô địch | 5–6        | Th2 năm 2003     | Marseille Open, Pháp               | International   | Cứng (i) | Jonas Björkman        | 6–2, 7–6(8–6)                            |
| Vô địch | 6–6        | Th3 năm 2003     | Dubai Championships, UAE           | International G | Cứng     | Jiří Novák            | 6–1, 7–6(7–2)                            |
| Vô địch | 7–6        | tháng 5 năm 2003 | Bavarian Championships, Đức        | International   | Đất nện  | Jarkko Nieminen       | 6–1, 6–4                                 |
| Á quân  | 7–7        | tháng 5 năm 2003 | Italian Open, Ý                    | Masters         | Đất nện  | Félix Mantilla        | 5–7, 2–6, 6–7(8–10)                      |
| Vô địch | 8–7        | Th6 năm 2003     | Halle Open, Đức                    | International   | Cỏ       | Nicolas Kiefer        | 6–1, 6–3                                 |
| Vô địch | 9–7        | Th7 năm 2003     | Wimbledon, Vương quốc Anh          | Grand Slam      | Cỏ       | Mark Philippoussis    | 7–6(7–5), 6–2, 7–6(7–3)                  |
| Á quân  | 9–8        | Th7 năm 2003     | Swiss Open, Thụy Sĩ                | International   | Đất nện  | Jiří Novák            | 7–5, 3–6, 3–6, 6–1, 3–6                  |
| Vô địch | 10–8       | Th10 năm 2003    | Vienna Open, Áo (2)                | International G | Cứng (i) | Carlos Moyà           | 6–3, 6–3, 6–3                            |
| Vô địch | 11–8       | Th11 năm 2003    | ATP ATP Finals, Mỹ                 | ATP Finals      | Cứng     | Andre Agassi          | 6–3, 6–0, 6–4                            |
| Vô địch | 12–8       | Th2 năm 2004     | Australian Open, Úc                | Grand Slam      | Cứng     | Marat Safin           | 7–6(7–3), 6–4, 6–2                       |
| Vô địch | 13–8       | Th3 năm 2004     | Dubai Championships, UAE (2)       | International G | Cứng     | Feliciano López       | 4–6, 6–1, 6–2                            |
| Vô địch | 14–8       | Th3 năm 2004     | Indian Wells Open, Mỹ              | Masters         | Cứng     | Tim Henman            | 6–3, 6–3                                 |
| Vô địch | 15–8       | tháng 5 năm 2004 | German Open, Đức (2)               | Masters         | Đất nện  | Guillermo Coria       | 4–6, 6–4, 6–2, 6–3                       |
| Vô địch | 16–8       | Th6 năm 2004     | Halle Open, Đức (2)                | International   | Cỏ       | Mardy Fish            | 6–0, 6–3                                 |
| Vô địch | 17–8       | Th7 năm 2004     | Wimbledon, Vương quốc Anh (2)      | Grand Slam      | Cỏ       | Andy Roddick          | 4–6, 7–5, 7–6(7–3), 6–4                  |
| Vô địch | 18–8       | Th7 năm 2004     | Swiss Open, Thụy Sĩ                | International   | Đất nện  | Igor Andreev          | 6–2, 6–3, 5–7, 6–3                       |
| Vô địch | 19–8       | Th8 năm 2004     | Canadian Open, Canada              | Masters         | Cứng     | Andy Roddick          | 7–5, 6–3                                 |
| Vô địch | 20–8       | Th9 năm 2004     | US Open, Mỹ                        | Grand Slam      | Cứng     | Lleyton Hewitt        | 6–0, 7–6(7–3), 6–0                       |
| Vô địch | 21–8       | Th10 năm 2004    | Thailand Open, Thái Lan            | International   | Cứng (i) | Andy Roddick          | 6–4, 6–0                                 |
| Vô địch | 22–8       | Th11 năm 2004    | ATP ATP Finals, Mỹ (2)             | ATP Finals      | Cứng     | Lleyton Hewitt        | 6–3, 6–2                                 |
| Vô địch | 23–8       | Th1 năm 2005     | Qatar Open, Qatar                  | International   | Cứng     | Ivan Ljubičić         | 6–3, 6–1                                 |
| Vô địch | 24–8       | Th2 năm 2005     | Rotterdam Open, Hà Lan             | International G | Cứng (i) | Ivan Ljubičić         | 5–7, 7–5, 7–6(7–5)                       |
| Vô địch | 25–8       | Th2 năm 2005     | Dubai Championships, UAE (3)       | International G | Cứng     | Ivan Ljubičić         | 6–1, 6–7(6–8), 6–3                       |
| Vô địch | 26–8       | Th3 năm 2005     | Indian Wells Open, Mỹ (2)          | Masters         | Cứng     | Lleyton Hewitt        | 6–2, 6–4, 6–4                            |
| Vô địch | 27–8       | Th4 năm 2005     | Miami Open, Mỹ                     | Masters         | Cứng     | Rafael Nadal          | 2–6, 6–7(4–7), 7–6(7–5), 6–3, 6–1        |
| Vô địch | 28–8       | tháng 5 năm 2005 | German Open, Đức (3)               | Masters         | Đất nện  | Richard Gasquet       | 6–3, 7–5, 7–6(7–4)                       |
| Vô địch | 29–8       | Th6 năm 2005     | Halle Open, Đức (3)                | International   | Cỏ       | Marat Safin           | 6–4, 6–7(6–8), 6–4                       |
| Vô địch | 30–8       | Th7 năm 2005     | Wimbledon, Vương quốc Anh (3)      | Grand Slam      | Cỏ       | Andy Roddick          | 6–2, 7–6(7–2), 6–4                       |
| Vô địch | 31–8       | Th8 năm 2005     | Cincinnati Open, Mỹ                | Masters         | Cứng     | Andy Roddick          | 6–3, 7–5                                 |
| Vô địch | 32–8       | Th9 năm 2005     | US Open, Mỹ (2)                    | Grand Slam      | Cứng     | Andre Agassi          | 6–3, 2–6, 7–6(7–1), 6–1                  |
| Vô địch | 33–8       | Th10 năm 2005    | Thailand Open, Thái Lan (2)        | International   | Cứng (i) | Andy Murray           | 6–3, 7–5                                 |
| Á quân  | 33–9       | Th11 năm 2005    | ATP ATP Finals, Trung Quốc         | ATP Finals      | Thảm (i) | David Nalbandian      | 7–6(7–4), 7–6(13–11), 2–6, 1–6, 6–7(3–7) |
| Vô địch | 34–9       | Th1 năm 2006     | Qatar Open, Qatar (2)              | International   | Cứng     | Gaël Monfils          | 6–3, 7–6(7–5)                            |
| Vô địch | 35–9       | Th1 năm 2006     | Australian Open, Úc (2)            | Grand Slam      | Cứng     | Marcos Baghdatis      | 5–7, 7–5, 6–0, 6–2                       |
| Á quân  | 35–10      | Th3 năm 2006     | Dubai Championships, UAE           | International G | Cứng     | Rafael Nadal          | 6–2, 4–6, 4–6                            |
| Vô địch | 36–10      | Th3 năm 2006     | Indian Wells Open, Mỹ (3)          | Masters         | Cứng     | James Blake           | 7–5, 6–3, 6–0                            |
| Vô địch | 37–10      | Th4 năm 2006     | Miami Open, USA (2)                | Masters         | Cứng     | Ivan Ljubičić         | 7–6(7–5), 7–6(7–4), 7–6(8–6)             |
| Á quân  | 37–11      | Th4 năm 2006     | Monte-Carlo Masters, Monaco        | Masters         | Đất nện  | Rafael Nadal          | 2–6, 7–6(7–2), 3–6, 6–7(5–7)             |
| Á quân  | 37–12      | tháng 5 năm 2006 | Italian Open, Ý                    | Masters         | Đất nện  | Rafael Nadal          | 7–6(7–0), 6–7(5–7), 4–6, 6–2, 6–7(5–7)   |
| Á quân  | 37–13      | tháng 6 năm 2006 | French Open, Pháp                  | Grand Slam      | Đất nện  | Rafael Nadal          | 6–1, 1–6, 4–6, 6–7(4–7)                  |
| Vô địch | 38–13      | Th6 năm 2006     | Halle Open, Đức (4)                | International   | Cỏ       | Tomáš Berdych         | 6–0, 6–7(4–7), 6–2                       |
| Vô địch | 39–13      | Th7 năm 2006     | Wimbledon, Vương quốc Anh (4)      | Grand Slam      | Cỏ       | Rafael Nadal          | 6–0, 7–6(7–5), 6–7(2–7), 6–3             |
| Vô địch | 40–13      | Th8 năm 2006     | Canadian Open, Canada (2)          | Masters         | Cứng     | Richard Gasquet       | 2–6, 6–3, 6–2                            |
| Vô địch | 41–13      | Th9 năm 2006     | US Open, Mỹ (3)                    | Grand Slam      | Cứng     | Andy Roddick          | 6–2, 4–6, 7–5, 6–1                       |
| Vô địch | 42–13      | Th10 năm 2006    | Japan Open, Nhật Bản               | International G | Cứng     | Tim Henman            | 6–3, 6–3                                 |
| Vô địch | 43–13      | Th10 năm 2006    | Madrid Open, Tây Ban Nha           | Masters         | Cứng (i) | Fernando González     | 7–5, 6–1, 6–0                            |
| Vô địch | 44–13      | Th10 năm 2006    | Swiss Indoors, Thụy Sĩ             | International   | Thảm (i) | Fernando González     | 6–3, 6–2, 7–6(7–3)                       |
| Vô địch | 45–13      | Th11 năm 2006    | ATP ATP Finals, Trung Quốc (3)     | ATP Finals      | Cứng (i) | James Blake           | 6–0, 6–3, 6–4                            |
| Vô địch | 46–13      | Th1 năm 2007     | Australian Open, Úc (3)            | Grand Slam      | Cứng     | Fernando González     | 7–6(7–2), 6–4, 6–4                       |
| Vô địch | 47–13      | Th3 năm 2007     | Dubai Championships, UAE (4)       | International G | Cứng     | Mikhail Youzhny       | 6–4, 6–3                                 |
| Á quân  | 47–14      | Th4 năm 2007     | Monte-Carlo Masters, Monaco        | Masters         | Đất nện  | Rafael Nadal          | 4–6, 4–6                                 |
| Vô địch | 48–14      | tháng 5 năm 2007 | German Open, Đức (4)               | Masters         | Đất nện  | Rafael Nadal          | 2–6, 6–2, 6–0                            |
| Á quân  | 48–15      | Th6 năm 2007     | French Open, Pháp                  | Grand Slam      | Đất nện  | Rafael Nadal          | 3–6, 6–4, 3–6, 4–6                       |
| Vô địch | 49–15      | Th7 năm 2007     | Wimbledon, Vương quốc Anh (5)      | Grand Slam      | Cỏ       | Rafael Nadal          | 7–6(9–7), 4–6, 7–6(7–3), 2–6, 6–2        |
| Á quân  | 49–16      | Th8 năm 2007     | Canadian Open, Canada              | Masters         | Cứng     | Novak Djokovic        | 6–7(2–7), 6–2, 6–7(2–7)                  |
| Vô địch | 50–16      | Th8 năm 2007     | Cincinnati Open, USA (2)           | Masters         | Cứng     | James Blake           | 6–1, 6–4                                 |
| Vô địch | 51–16      | Th9 năm 2007     | US Open, Mỹ (4)                    | Grand Slam      | Cứng     | Novak Djokovic        | 7–6(7–4), 7–6(7–2), 6–4                  |
| Á quân  | 51–17      | Th10 năm 2007    | Madrid Open, Tây Ban Nha           | Masters         | Cứng (i) | David Nalbandian      | 6–1, 3–6, 3–6                            |
| Vô địch | 52–17      | Th10 năm 2007    | Swiss Indoors, Thụy Sĩ (2)         | International   | Cứng (i) | Jarkko Nieminen       | 6–3, 6–4                                 |
| Vô địch | 53–17      | Th11 năm 2007    | ATP ATP Finals, Trung Quốc (4)     | ATP Finals      | Cứng (i) | David Ferrer          | 6–2, 6–3, 6–2                            |
| Vô địch | 54–17      | Th4 năm 2008     | Portugal Open, Bồ Đào Nha          | International   | Đất nện  | Nikolay Davydenko     | 7–6(7–5), 1–2 chấn thương                |
| Á quân  | 54–18      | Th4 năm 2008     | Monte-Carlo Masters, Monaco        | Masters         | Đất nện  | Rafael Nadal          | 5–7, 5–7                                 |
| Á quân  | 54–19      | tháng 5 năm 2008 | German Open, Đức                   | Masters         | Đất nện  | Rafael Nadal          | 5–7, 7–6(7–3), 3–6                       |
| Á quân  | 54–20      | Th6 năm 2008     | French Open, Pháp                  | Grand Slam      | Đất nện  | Rafael Nadal          | 1–6, 3–6, 0–6                            |
| Vô địch | 55–20      | Th6 năm 2008     | Halle Open, Đức (5)                | International   | Cỏ       | Philipp Kohlschreiber | 6–3, 6–4                                 |
| Á quân  | 55–21      | Th7 năm 2008     | Wimbledon, Vương quốc Anh          | Grand Slam      | Cỏ       | Rafael Nadal          | 4–6, 4–6, 7–6(7–5), 7–6(10–8), 7–9       |
| Vô địch | 56–21      | Th9 năm 2008     | US Open, Mỹ (5)                    | Grand Slam      | Cứng     | Andy Murray           | 6–2, 7–5, 6–2                            |
| Vô địch | 57–21      | Th10 năm 2008    | Swiss Indoors, Thụy Sĩ (3)         | International   | Cứng (i) | David Nalbandian      | 6–3, 6–4                                 |
| Á quân  | 57–22      | Th2 năm 2009     | Australian Open, Úc                | Grand Slam      | Cứng     | Rafael Nadal          | 5–7, 6–3, 6–7(3–7), 6–3, 2–6             |
| Vô địch | 58–22      | tháng 5 năm 2009 | Madrid Open, Tây Ban Nha (2)       | ATP 1000        | Đất nện  | Rafael Nadal          | 6–4, 6–4                                 |
| Vô địch | 59–22      | Th6 năm 2009     | French Open, Pháp                  | Grand Slam      | Đất nện  | Robin Söderling       | 6–1, 7–6(7–1), 6–4                       |
| Vô địch | 60–22      | Th7 năm 2009     | Wimbledon, Vương quốc Anh (6)      | Grand Slam      | Cỏ       | Andy Roddick          | 5–7, 7–6(8–6), 7–6(7–5), 3–6, 16–14      |
| Vô địch | 61–22      | Th8 năm 2009     | Cincinnati Open, Mỹ (3)            | ATP 1000        | Cứng     | Novak Djokovic        | 6–1, 7–5                                 |
| Á quân  | 61–23      | Th9 năm 2009     | US Open, Mỹ                        | Grand Slam      | Cứng     | Juan Martín del Potro | 6–3, 6–7(5–7), 6–4, 6–7(4–7), 2–6        |
| Á quân  | 61–24      | Th11 năm 2009    | Swiss Indoors, Thụy Sĩ             | ATP 500         | Cứng (i) | Novak Djokovic        | 4–6, 6–4, 2–6                            |
| Vô địch | 62–24      | Th1 năm 2010     | Australian Open, Úc (4)            | Grand Slam      | Cứng     | Andy Murray           | 6–3, 6–4, 7–6(13–11)                     |
| Á quân  | 62–25      | tháng 5 năm 2010 | Madrid Open, Tây Ban Nha           | ATP 1000        | Đất nện  | Rafael Nadal          | 4–6, 6–7(5–7)                            |
| Á quân  | 62–26      | Th6 năm 2010     | Halle Open, Đức                    | ATP 250         | Cỏ       | Lleyton Hewitt        | 6–3, 6–7(4–7), 4–6                       |
| Á quân  | 62–27      | Th8 năm 2010     | Canadian Open, Canada              | ATP 1000        | Cứng     | Andy Murray           | 5–7, 5–7                                 |
| Vô địch | 63–27      | Th8 năm 2010     | Cincinnati Open, Mỹ (4)            | ATP 1000        | Cứng     | Mardy Fish            | 6–7(5–7), 7–6(7–1), 6–4                  |
| Á quân  | 63–28      | Th10 năm 2010    | Shanghai Masters, Trung Quốc       | ATP 1000        | Cứng     | Andy Murray           | 3–6, 2–6                                 |
| Vô địch | 64–28      | Th10 năm 2010    | Stockholm Open, Thụy Điển          | ATP 250         | Cứng (i) | Florian Mayer         | 6–4, 6–3                                 |
| Vô địch | 65–28      | Th11 năm 2010    | Swiss Indoors, Thụy Sĩ (4)         | ATP 500         | Cứng (i) | Novak Djokovic        | 6–4, 3–6, 6–1                            |
| Vô địch | 66–28      | Th11 năm 2010    | ATP ATP Finals, Vương quốc Anh (5) | ATP Finals      | Cứng (i) | Rafael Nadal          | 6–3, 3–6, 6–1                            |
| Vô địch | 67–28      | Th1 năm 2011     | Qatar Open, Qatar (3)              | ATP 250         | Cứng     | Nikolay Davydenko     | 6–3, 6–4                                 |
| Á quân  | 67–29      | Th2 năm 2011     | Dubai Championships, UAE           | ATP 500         | Cứng     | Novak Djokovic        | 3–6, 3–6                                 |
| Á quân  | 67–30      | Th6 năm 2011     | French Open, Pháp                  | Grand Slam      | Đất nện  | Rafael Nadal          | 5–7, 6–7(3–7), 7–5, 1–6                  |
| Vô địch | 68–30      | Th11 năm 2011    | Swiss Indoors, Thụy Sĩ (5)         | ATP 500         | Cứng (i) | Kei Nishikori         | 6–1, 6–3                                 |
| Vô địch | 69–30      | Th11 năm 2011    | Paris Masters, Pháp                | ATP 1000        | Cứng (i) | Jo-Wilfried Tsonga    | 6–1, 7–6(7–3)                            |
| Vô địch | 70–30      | Th11 năm 2011    | ATP ATP Finals, Vương quốc Anh (6) | ATP Finals      | Cứng (i) | Jo-Wilfried Tsonga    | 6–3, 6–7(6–8), 6–3                       |
| Vô địch | 71–30      | Th2 năm 2012     | Rotterdam Open, Hà Lan (2)         | ATP 500         | Cứng (i) | Juan Martín del Potro | 6–1, 6–4                                 |
| Vô địch | 72–30      | Th3 năm 2012     | Dubai Championships, UAE (5)       | ATP 500         | Cứng     | Andy Murray           | 7–5, 6–4                                 |
| Vô địch | 73–30      | Th3 năm 2012     | Indian Wells Open, Mỹ (4)          | ATP 1000        | Cứng     | John Isner            | 7–6(9–7), 6–3                            |
| Vô địch | 74–30      | tháng 5 năm 2012 | Madrid Open, Tây Ban Nha (3)       | ATP 1000        | Đất nện  | Tomáš Berdych         | 3–6, 7–5, 7–5                            |
| Á quân  | 74–31      | Th6 năm 2012     | Halle Open, Đức                    | ATP 250         | Cỏ       | Tommy Haas            | 6–7(5–7), 4–6                            |
| Vô địch | 75–31      | Th7 năm 2012     | Wimbledon, Vương quốc Anh (7)      | Grand Slam      | Cỏ       | Andy Murray           | 4–6, 7–5, 6–3, 6–4                       |
| Á quân  | 75–32      | Th8 năm 2012     | Olympic Games, Vương quốc Anh      | Olympics        | Cỏ       | Andy Murray           | 2–6, 1–6, 4–6                            |
| Vô địch | 76–32      | Th8 năm 2012     | Cincinnati Open, Mỹ (5)            | ATP 1000        | Cứng     | Novak Djokovic        | 6–0, 7–6(9–7)                            |
| Á quân  | 76–33      | Th10 năm 2012    | Swiss Indoors, Thụy Sĩ             | ATP 500         | Cứng (i) | Juan Martín del Potro | 4–6, 7–6(7–5), 6–7(3–7)                  |
| Á quân  | 76–34      | Th11 năm 2012    | ATP ATP Finals, Vương quốc Anh     | ATP Finals      | Cứng (i) | Novak Djokovic        | 6–7(6–8), 5–7                            |
| Á quân  | 76–35      | tháng 5 năm 2013 | Italian Open, Ý                    | ATP 1000        | Đất nện  | Rafael Nadal          | 1–6, 3–6                                 |
| Vô địch | 77–35      | Th6 năm 2013     | Halle Open, Đức (6)                | ATP 250         | Cỏ       | Mikhail Youzhny       | 6–7(5–7), 6–3, 6–4                       |
| Á quân  | 77–36      | Th10 năm 2013    | Swiss Indoors, Thụy Sĩ             | ATP 500         | Cứng (i) | Juan Martín del Potro | 6–7(3–7), 6–2, 4–6                       |
| Á quân  | 77–37      | Th1 năm 2014     | Brisbane International, Úc         | ATP 250         | Cứng     | Lleyton Hewitt        | 1–6, 6–4, 3–6                            |
| Vô địch | 78–37      | Th3 năm 2014     | Dubai Championships, UAE (6)       | ATP 500         | Cứng     | Tomáš Berdych         | 3–6, 6–4, 6–3                            |
| Á quân  | 78–38      | Th3 năm 2014     | Indian Wells Open, Mỹ              | ATP 1000        | Cứng     | Novak Djokovic        | 6–3, 3–6, 6–7(3–7)                       |
| Á quân  | 78–39      | Th4 năm 2014     | Monte-Carlo Masters, Monaco        | ATP 1000        | Đất nện  | Stan Wawrinka         | 6–4, 6–7(5–7), 2–6                       |
| Vô địch | 79–39      | Th6 năm 2014     | Halle Open, Đức (7)                | ATP 250         | Cỏ       | Alejandro Falla       | 7–6(7–2), 7–6(7–3)                       |
| Á quân  | 79–40      | Th7 năm 2014     | Wimbledon, Vương quốc Anh          | Grand Slam      | Cỏ       | Novak Djokovic        | 7–6(9–7), 4–6, 6–7(4–7), 7–5, 4–6        |
| Á quân  | 79–41      | Th8 năm 2014     | Canadian Open, Canada              | ATP 1000        | Cứng     | Jo-Wilfried Tsonga    | 5–7, 6–7(3–7)                            |
| Vô địch | 80–41      | Th8 năm 2014     | Cincinnati Open, Mỹ (6)            | ATP 1000        | Cứng     | David Ferrer          | 6–3, 1–6, 6–2                            |
| Vô địch | 81–41      | Th10 năm 2014    | Shanghai Masters, Trung Quốc       | ATP 1000        | Cứng     | Gilles Simon          | 7–6(8–6), 7–6(7–2)                       |
| Vô địch | 82–41      | Th10 năm 2014    | Swiss Indoors, Thụy Sĩ (6)         | ATP 500         | Cứng (i) | David Goffin          | 6–2, 6–2                                 |
| Á quân  | 82–42      | Th11 năm 2014    | ATP ATP Finals, Vương quốc Anh     | ATP Finals      | Hard (i) | Novak Djokovic        | Bỏ cuộc                                  |
| Vô địch | 83–42      | Th1 năm 2015     | Brisbane International, Úc         | ATP 250         | Cứng     | Milos Raonic          | 6–4, 6–7(2–7), 6–4                       |
| Vô địch | 84–42      | Th2 năm 2015     | Dubai Championships, UAE (7)       | ATP 500         | Cứng     | Novak Djokovic        | 6–3, 7–5                                 |
| Á quân  | 84–43      | Th3 năm 2015     | Indian Wells Open, Mỹ              | ATP 1000        | Cứng     | Novak Djokovic        | 3–6, 7–6(7–5), 2–6                       |
| Vô địch | 85–43      | tháng 5 năm 2015 | Istanbul Open, Thổ Nhĩ Kỳ          | ATP 250         | Đất nện  | Pablo Cuevas          | 6–3, 7–6(13–11)                          |
| Á quân  | 85–44      | tháng 5 năm 2015 | Italian Open, Ý                    | ATP 1000        | Đất nện  | Novak Djokovic        | 4–6, 3–6                                 |
| Vô địch | 86–44      | Th6 năm 2015     | Halle Open, Đức (8)                | ATP 500         | Cỏ       | Andreas Seppi         | 7–6(7–1), 6–4                            |
| Á quân  | 86–45      | Th7 năm 2015     | Wimbledon, Vương quốc Anh          | Grand Slam      | Cỏ       | Novak Djokovic        | 6–7(1–7), 7–6(12–10), 4–6, 3–6           |
| Vô địch | 87–45      | Th8 năm 2015     | Cincinnati Open, Mỹ (7)            | ATP 1000        | Cứng     | Novak Djokovic        | 7–6(7–1), 6–3                            |
| Á quân  | 87–46      | Th9 năm 2015     | US Open, Mỹ                        | Grand Slam      | Cứng     | Novak Djokovic        | 4–6, 7–5, 4–6, 4–6                       |
| Vô địch | 88–46      | Th11 năm 2015    | Swiss Indoors, Thụy Sĩ (7)         | ATP 500         | Cứng (i) | Rafael Nadal          | 6–3, 5–7, 6–3                            |
| Á quân  | 88–47      | Th11 năm 2015    | ATP ATP Finals, Vương quốc Anh     | ATP Finals      | Cứng (i) | Novak Djokovic        | 3–6, 4–6                                 |
| Á quân  | 88–48      | Th1 năm 2016     | Brisbane International, Úc         | ATP 250         | Cứng     | Milos Raonic          | 4–6, 4–6                                 |
| Vô địch | 89–48      | Th1 năm 2017     | Australian Open, Úc (5)            | Grand Slam      | Cứng     | Rafael Nadal          | 6–4, 3–6, 6–1, 3–6, 6–3                  |
| Vô địch | 90–48      | Th3 năm 2017     | Indian Wells Open, Mỹ (5)          | ATP 1000        | Cứng     | Stan Wawrinka         | 6–4, 7–5                                 |
| Vô địch | 91–48      | Th4 năm 2017     | Miami Open, Mỹ (3)                 | ATP 1000        | Cứng     | Rafael Nadal          | 6–3, 6–4                                 |
| Vô địch | 92–48      | Th6 năm 2017     | Halle Open, Đức (9)                | ATP 500         | Cỏ       | Alexander Zverev      | 6–1, 6–3                                 |
| Vô địch | 93–48      | Th7 năm 2017     | Wimbledon, Vương quốc Anh (8)      | Grand Slam      | Cỏ       | Marin Čilić           | 6–3, 6–1, 6–4                            |
| Á quân  | 93–49      | Th8 năm 2017     | Canadian Open, Canada              | ATP 1000        | Cứng     | Alexander Zverev      | 3–6, 4–6                                 |
| Vô địch | 94–49      | Th10 năm 2017    | Shanghai Masters, Trung Quốc (2)   | ATP 1000        | Cứng     | Rafael Nadal          | 6–4, 6–3                                 |
| Vô địch | 95–49      | Th10 năm 2017    | Swiss Indoors, Thụy Sĩ (8)         | ATP 500         | Cứng (i) | Juan Martín del Potro | 6–7(5–7), 6–4, 6–3                       |
| Vô địch | 96–49      | Th1 năm 2018     | Australian Open, Úc (6)            | Grand Slam      | Cứng     | Marin Čilić           | 6–2, 6–7(5–7), 6–3, 3–6, 6–1             |
| Vô địch | 97–49      | Th2 năm 2018     | Rotterdam Open, Hà Lan (3)         | ATP 500         | Cứng (i) | Grigor Dimitrov       | 6–2, 6–2                                 |
| Á quân  | 97–50      | Th3 năm 2018     | Indian Wells Open, Mỹ              | ATP 1000        | Cứng     | Juan Martín del Potro | 4–6, 7–6(10–8), 6–7(2–7)                 |
| Vô địch | 98–50      | Th6 năm 2018     | Stuttgart Open, Đức                | ATP 250         | Cỏ       | Milos Raonic          | 6–4, 7–6(7–3)                            |
| Á quân  | 98–51      | Th6 năm 2018     | Halle Open, Đức                    | ATP 500         | Cỏ       | Borna Ćorić           | 6–7(6–8), 6–3, 2–6                       |
| Á quân  | 98–52      | Th8 năm 2018     | Cincinnati Open, Mỹ                | ATP 1000        | Cứng     | Novak Djokovic        | 4–6, 4–6                                 |
| Vô địch | 99–52      | Th10 năm 2018    | Swiss Indoors, Thụy Sĩ (9)         | ATP 500         | Cứng (i) | Marius Copil          | 7–6(7–5), 6–4                            |
| Vô địch | 100–52     | Th3 năm 2019     | Dubai Championships, UAE (8)       | ATP 500         | Cứng     | Stefanos Tsitsipas    | 6–4, 6–4                                 |
| Á quân  | 100–53     | Th3 năm 2019     | Indian Wells Open, Mỹ              | ATP 1000        | Cứng     | Dominic Thiem         | 6–3, 3–6, 5–7                            |
| Vô địch | 101–53     | Th3 năm 2019     | Miami Open, Mỹ (4)                 | ATP 1000        | Cứng     | John Isner            | 6–1, 6–4                                 |
| Vô địch | 102–53     | Th6 năm 2019     | Halle Open, Đức (10)               | ATP 500         | Cỏ       | David Goffin          | 7–6(7–2), 6–1                            |
| Á quân  | 102–54     | Th7 năm 2019     | Wimbledon, Vương quốc Anh          | Grand Slam      | Cỏ       | Novak Djokovic        | 6–7(5–7), 6–1, 6–7(4–7), 6–4, 12–13(3–7) |
| Vô địch | 103–54     | Th10 năm 2019    | Swiss Indoors, Thụy Sĩ (10)        | ATP 500         | Cứng (i) | Alex de Minaur        | 6–2, 6–2                                 |

### Đôi: 14 (8 danh hiệu, 6 á quân)
| Giải đấu                                                 |
| -------------------------------------------------------- |
| Grand Slam tournaments (0–0)                             |
| Olympic Games (1–0)                                      |
| Tennis Masters Cup/ ATP Tour Finals (0–0)                |
| Tennis Masters Series/ ATP Tour Masters 1000 (1–2)       |
| ATP International Series Gold/ ATP Tour 500 Series (3–1) |
| ATP International Series/ ATP Tour 250 Series (3–3)      |

| Mặt sân       |
| ------------- |
| Cứng (5–4)    |
| Cỏ (1–1)      |
| Đất nện (1–0) |
| Thảm (1–1)    |

| Kiểu sân         |
| ---------------- |
| Ngoài trời (4–3) |
| Trong nhà (4–3)  |

| Kết quả | Thắng-Thua | Ngày          | Giải đấu                    | Cấp độ        | Mặt sân  | Đồng đội          | Đối thủ                            | Tỷ số                     |
| ------- | ---------- | ------------- | --------------------------- | ------------- | -------- | ----------------- | ---------------------------------- | ------------------------- |
| Á quân  | 0–1        | Th10 năm 2000 | Swiss Indoors, Switzerland  | International | Thảm (i) | Dominik Hrbatý    | Donald Johnson Piet Norval         | 6–7(11–13), 6–4, 6–7(4–7) |
| Vô địch | 1–1        | Th2 năm 2001  | Rotterdam Open, Hà Lan      | Intl. Gold    | Cứng (i) | Jonas Björkman    | Petr Pála Pavel Vízner             | 6–3, 6–0                  |
| Vô địch | 2–1        | Th7 năm 2001  | Swiss Open, Thụy Sĩ         | International | Đất nện  | Marat Safin       | Michael Hill Jeff Tarango          | 0–1 chấn thương           |
| Vô địch | 3–1        | Th2 năm 2002  | Rotterdam Open, Hà Lan (2)  | Intl. Gold    | Cứng (i) | Max Mirnyi        | Mark Knowles Daniel Nestor         | 4–6, 6–3, [10–4]          |
| Á quân  | 3–2        | Th3 năm 2002  | Indian Wells Open, Mỹ       | Masters 1000  | Cứng     | Max Mirnyi        | Mark Knowles Daniel Nestor         | 4–6, 4–6                  |
| Vô địch | 4–2        | Th10 năm 2002 | Kremlin Cup, Nga            | International | Thảm (i) | Max Mirnyi        | Joshua Eagle Sandon Stolle         | 6–4, 7–6(7–0)             |
| Á quân  | 4–3        | Th2 năm 2003  | Rotterdam Open, Hà Lan      | Intl. Gold    | Cứng (i) | Max Mirnyi        | Wayne Arthurs Paul Hanley          | 6–7(4–7), 2–6             |
| Vô địch | 5–3        | Th3 năm 2003  | Miami Open, Mỹ              | Masters 1000  | Cứng     | Max Mirnyi        | Leander Paes David Rikl            | 7–5, 6–3                  |
| Vô địch | 6–3        | Th10 năm 2003 | Vienna Open, Áo             | Intl. Gold    | Cứng (i) | Yves Allegro      | Mahesh Bhupathi Max Mirnyi         | 7–6(9–7), 7–5             |
| Á quân  | 6–4        | Th10 năm 2004 | Thailand Open, Thái Lan     | International | Cứng (i) | Yves Allegro      | Justin Gimelstob Graydon Oliver    | 7–5, 4–6, 4–6             |
| Vô địch | 7–4        | Th6 năm 2005  | Halle Open, Đức             | International | Cỏ       | Yves Allegro      | Joachim Johansson Marat Safin      | 7–5, 6–7(6–8), 6–3        |
| Vô địch | 8–4        | Th8 năm 2008  | Summer Olympics, Trung Quốc | Olympics      | Cứng     | Stan Wawrinka     | Simon Aspelin Thomas Johansson     | 6–3, 6–4, 6–7(4–7), 6–3   |
| Á quân  | 8–5        | Th3 năm 2011  | Indian Wells Open, Mỹ       | Masters 1000  | Cứng     | Stan Wawrinka     | Alexandr Dolgopolov Xavier Malisse | 4–6, 7–6(7–5), [7–10]     |
| Á quân  | 8–6        | Th6 năm 2014  | Halle Open, Đức             | 250 Series    | Cỏ       | Marco Chiudinelli | Andre Begemann Julian Knowle       | 6–1, 5–7, [10–12]         |

## Bảng tổng kết
Tính đến Úc Mở rộng 2020.
| Giải đấu        | 1999 | 2000 | 2001 | 2002 | 2003 | 2004 | 2005 | 2006 | 2007 | 2008 | 2009 | 2010 | 2011 | 2012 | 2013 | 2014 | 2015 | 2016 | 2017 | 2018 | 2019 | 2020 | TL     | Thắng-Thua | Thắng % |
| --------------- | ---- | ---- | ---- | ---- | ---- | ---- | ---- | ---- | ---- | ---- | ---- | ---- | ---- | ---- | ---- | ---- | ---- | ---- | ---- | ---- | ---- | ---- | ------ | ---------- | ------- |
| Australian Open | VL   | V3   | V3   | V4   | V4   | VĐ   | BK   | VĐ   | VĐ   | BK   | CK   | VĐ   | BK   | BK   | BK   | BK   | V3   | BK   | VĐ   | VĐ   | V4   | BK   | 6 / 21 | 102–15     | 87%     |
| French Open     | V1   | V4   | TK   | V1   | V1   | V3   | BK   | CK   | CK   | CK   | VĐ   | TK   | CK   | BK   | BK   | V4   | TK   | A    | A    | A    | BK   | A    | 1 / 18 | 70–17      | 80%     |
| Wimbledon       | V1   | V1   | TK   | V1   | VĐ   | VĐ   | VĐ   | VĐ   | VĐ   | CK   | VĐ   | TK   | TK   | VĐ   | V2   | CK   | CK   | BK   | VĐ   | BK   | CK   | NH   | 8 / 21 | 101–13     | 89%     |
| US Open         | VL   | V3   | V4   | V4   | V4   | VĐ   | VĐ   | VĐ   | VĐ   | VĐ   | CK   | BK   | BK   | TK   | V4   | BK   | CK   | A    | TK   | V4   | TK   | A    | 5 / 19 | 89–14      | 86%     |